# JKT48の楽曲一覧
JKT48の楽曲一覧（ジェーケーティーフォーティーエイトのがっきょくいちらん）は、JKT48による楽曲の一覧である。
劇場公演およびアルバムの重複楽曲は、改めて音源化されたものを除き記載していない。シングルカップリング曲の歌唱メンバーは、シングル表題曲ではなくこの項目にのみ記載している。特記無き場合、オリジナルは秋元康による作詞である。

## overture
- overture（JKT48 ver.）
  - 作詞：不明、作編曲：尾澤拓実、歌唱：DJ TAZ

## 劇場公演
小目次: JKT48 - J - KIII - T - 研究生
| 年   | 楽曲名                                                                      | 原曲                     | 収録                           | 脚注 |
| ---- | --------------------------------------------------------------------------- | ------------------------ | ------------------------------ | ---- |
| 2012 | Shonichi -Hari Pertama-                                                     | 初日                     | JKT48 1st Stage “Pajama Drive” |      |
| 2012 | Hissatsu Teleport -Jurus Rahasia Teleport                                   | 必殺テレポート           | JKT48 1st Stage “Pajama Drive” |      |
| 2012 | Gokigen Nanamena Mermaid -Putri Duyung Yang Sedang Sedih-                   | ご機嫌ななめなマーメイド | JKT48 1st Stage “Pajama Drive” |      |
| 2012 | Futari nori no Jitensha -Bersepeda Berdua-                                  | 2人乗りの自転車          | JKT48 1st Stage “Pajama Drive” |      |
| 2012 | Tenshi no Shippo -Ekor Malaikat-                                            | 天使のしっぽ             | JKT48 1st Stage “Pajama Drive” |      |
| 2012 | Pajama Drive                                                                | パジャマドライブ         | JKT48 1st Stage “Pajama Drive” |      |
| 2012 | Junjou Shugi -Prinsip Kesucian Hati-                                        | 純情主義                 | JKT48 1st Stage “Pajama Drive” |      |
| 2012 | Temodemo no Namida -Air Mata Perasaan yang Tak Tersampaikan-                | てもでもの涙             | JKT48 1st Stage “Pajama Drive” |      |
| 2012 | Kagami no Naka no Jeanne D'Arc -Joan of Arc di Dalam Cermin-                | 鏡の中のジャンヌ・ダルク | JKT48 1st Stage “Pajama Drive” |      |
| 2012 | Two years later                                                             | Two years later          | JKT48 1st Stage “Pajama Drive” |      |
| 2012 | Inochi no Tsukaimichi -Cara Menggunakan Hidup-                              | 命の使い道               | JKT48 1st Stage “Pajama Drive” |      |
| 2012 | Kiss Shite Son Shichatta -Rugi Sudah Dicium-                                | キスして損しちゃった     | JKT48 1st Stage “Pajama Drive” |      |
| 2012 | Boku no Sakura -Bunga Sakuraku-                                             | 僕の桜                   | JKT48 1st Stage “Pajama Drive” |      |
| 2012 | Wasshoi J!                                                                  | ワッショイB!             | JKT48 1st Stage “Pajama Drive” |      |
| 2012 | Suifu wa Arashi ni Yume wo Miru -Pelaut yang Melihat Mimpi di Tengah Badai- | 水夫は嵐に夢を見る       | JKT48 1st Stage “Pajama Drive” |      |
| 2012 | Shiroi Shirts -Baju Putih-                                                  | 白いシャツ               | JKT48 1st Stage “Pajama Drive” |      |

| 年   | 楽曲名                                                                              | 原曲                                        | 収録                                    | 脚注 |
| ---- | ----------------------------------------------------------------------------------- | ------------------------------------------- | --------------------------------------- | ---- |
| 2012 | Nagai Hikari -Cahaya Panjang-                                                       | 長い光                                      | チームJ 1st Stage “Renai Kinshi Jourei” |      |
| 2012 | Squall no Aida ni -Di Tengah Hujan Badai Tiba-tiba-                                 | スコールの間に                              | チームJ 1st Stage “Renai Kinshi Jourei” |      |
| 2012 | JK Nemurihime -Gadis SMA Putri Tidur-                                               | JK眠り姫                                    | チームJ 1st Stage “Renai Kinshi Jourei” |      |
| 2012 | Kimi ni Au Tabi Koi o Suru -Jatuh Cinta Setiap Bertemu Denganmu-                    | 君に会うたび 恋をする                       | チームJ 1st Stage “Renai Kinshi Jourei” |      |
| 2012 | Kuroi Tenshi -Malaikat Hitam-                                                       | 黒い天使                                    | チームJ 1st Stage “Renai Kinshi Jourei” |      |
| 2012 | Heart Gata Virus -Virus Tipe Hati-                                                  | ハート型ウイルス                            | チームJ 1st Stage “Renai Kinshi Jourei” |      |
| 2012 | Renai Kinshi Jourei -Aturan Anti Cinta-                                             | 恋愛禁止条例                                | チームJ 1st Stage “Renai Kinshi Jourei” |      |
| 2012 | Tsundere!                                                                           | ツンデレ!                                   | チームJ 1st Stage “Renai Kinshi Jourei” |      |
| 2012 | Manatsu no Christmas Rose -Mawar Natal Musim Panas-                                 | 真夏のクリスマスローズ                      | チームJ 1st Stage “Renai Kinshi Jourei” |      |
| 2012 | Switch                                                                              | Switch                                      | チームJ 1st Stage “Renai Kinshi Jourei” |      |
| 2012 | 109 -MARUKYUU-                                                                      | 109                                         | チームJ 1st Stage “Renai Kinshi Jourei” |      |
| 2012 | Hikouki Gumo -Jejak Awan Pesawat-                                                   | ひこうき雲                                  | チームJ 1st Stage “Renai Kinshi Jourei” |      |
| 2012 | Ano Koro no Sneakers -Sneakers Waktu itu-                                           | あの頃のスニーカー                          | チームJ 1st Stage “Renai Kinshi Jourei” |      |
| 2012 | JKT Sanjou! -JKT Datang!-                                                           | AKB参上!                                    | チームJ 1st Stage “Renai Kinshi Jourei” |      |
| 2012 | Namida no Shinkokyuu -Napas dalam Air Mata-                                         | ナミダの深呼吸                              | チームJ 1st Stage “Renai Kinshi Jourei” |      |
| 2012 | Oogoe Diamond -Teriakan Berlian-                                                    | 大声ダイヤモンド                            | チームJ 1st Stage “Renai Kinshi Jourei” |      |
| 2014 | Tsukimisou -Evening Primrose-                                                       | 月見草                                      | チームJ 2nd Stage “Dareka no Tame ni”   |      |
| 2014 | Warning                                                                             | Warning                                     | チームJ 2nd Stage “Dareka no Tame ni”   |      |
| 2014 | Tanjoubi no Yuru -Malam Ulang Tahun-                                                | 誕生日の夜                                  | チームJ 2nd Stage “Dareka no Tame ni”   |      |
| 2014 | Bird                                                                                | Bird                                        | チームJ 2nd Stage “Dareka no Tame ni”   |      |
| 2014 | Nage Kissu de Uchi Otose -Jatuhkan dengan Kiss-Bye!-                                | 投げキッスで撃ち落せ!                       | チームJ 2nd Stage “Dareka no Tame ni”   |      |
| 2014 | Shinkirou -Khayalan-                                                                | 蜃気楼                                      | チームJ 2nd Stage “Dareka no Tame ni”   |      |
| 2014 | Rider                                                                               | ライダー                                    | チームJ 2nd Stage “Dareka no Tame ni”   |      |
| 2014 | Seifuku ga Jama wo Suru -Seragam ini Sangat Mengganggu-                             | 制服が邪魔をする                            | チームJ 2nd Stage “Dareka no Tame ni”   |      |
| 2014 | Natsu ga Jeehatta -Summer Has Gone-                                                 | 夏が行っちゃった                            | チームJ 2nd Stage “Dareka no Tame ni”   |      |
| 2014 | Koike -Adyth-                                                                       | 小池                                        | チームJ 2nd Stage “Dareka no Tame ni”   |      |
| 2014 | Tsuki no Katachi -Bentuk Sang Rembulan-                                             | 月のかたち                                  | チームJ 2nd Stage “Dareka no Tame ni”   |      |
| 2014 | Dareka no Tame ni -Demi Seseorang- -What can I do for someone?-                     | 誰かのために 〜What can I do for someone?〜 | チームJ 2nd Stage “Dareka no Tame ni”   |      |
| 2014 | Medley                                                                              |                                             | チームJ 2nd Stage “Dareka no Tame ni”   |      |
| 2014 | Namida Uri no Shoujo -Gadis Penjual Air Mata-                                       | 涙売りの少女                                | チームJ 2nd Stage “Dareka no Tame ni”   |      |
| 2015 | Romance kakurenbo -Petak Umpet Romansa                                              | ロマンスかくれんぼ                          | チームJ 3rd Stage “Theater no Megami”   |      |
| 2015 | Yuuki no Hammer -Palu Keberanian                                                    | 勇気のハンマー                              | チームJ 3rd Stage “Theater no Megami”   |      |
| 2015 | Inseki no Kakuritsu -Presentasi Meteor                                              | 隕石の確率                                  | チームJ 3rd Stage “Theater no Megami”   |      |
| 2015 | Ai no Stripper -Stripper Cinta                                                      | 愛のストリッパー                            | チームJ 3rd Stage “Theater no Megami”   |      |
| 2015 | Theater no Megami -Dewi Theater                                                     | シアターの女神                              | チームJ 3rd Stage “Theater no Megami”   |      |
| 2015 | Hatsukoi yo, Konnichiwa -Cinta Pertama, Selamat Siang                               | 初恋よ こんにちは                           | チームJ 3rd Stage “Theater no Megami”   |      |
| 2015 | Arashi no Yoru ni wa -Pada Malam Yang Berbadai                                      | 嵐の夜には                                  | チームJ 3rd Stage “Theater no Megami”   |      |
| 2015 | Candy                                                                               | キャンディー                                | チームJ 3rd Stage “Theater no Megami”   |      |
| 2015 | Locker room boy                                                                     | ロッカールームボーイ                        | チームJ 3rd Stage “Theater no Megami”   |      |
| 2015 | Yokaze no Shiwaza -Perbuatan Angin Malam                                            | 夜風の仕業                                  | チームJ 3rd Stage “Theater no Megami”   |      |
| 2015 | 100 meter Conbini -100 Meter ke Minimarket                                          | 100メートルコンビニ                         | チームJ 3rd Stage “Theater no Megami”   |      |
| 2015 | Suki Suki Suki -Suka Suka Suka                                                      | 好き 好き 好き                              | チームJ 3rd Stage “Theater no Megami”   |      |
| 2015 | SAYONARA no KANASHIBARI -Membeku Karena Selamat Tinggal                             | サヨナラのカナシバリ                        | チームJ 3rd Stage “Theater no Megami”   |      |
| 2015 | Shiokaze no Shoudaijou -Surat Undangan Angin Laut                                   | 潮風の招待状                                | チームJ 3rd Stage “Theater no Megami”   |      |
| 2015 | Honest Man                                                                          | オネストマン                                | チームJ 3rd Stage “Theater no Megami”   |      |
| 2015 | Team J Oshi                                                                         | チームB推し                                 | チームJ 3rd Stage “Theater no Megami”   |      |
| 2015 | Bokutachi no Kami-hikouki -Pesawat Terbang Kertas Kita                              | 僕たちの紙飛行機                            | チームJ 3rd Stage “Theater no Megami”   |      |
| 2017 | Sekarang Sedang Jatuh Cinta - Tadaima Renaichuu                                     | ただいま 恋愛中                             | チームJ 4th Stage “Tadaima Renaichuu”   |      |
| 2017 | Boneka Teddy Bear - Kuma no Nuigurumi                                               | くまのぬいぐるみ                            | チームJ 4th Stage “Tadaima Renaichuu”   |      |
| 2017 | Only Today                                                                          | Only today                                  | チームJ 4th Stage “Tadaima Renaichuu”   |      |
| 2017 | Cinta Pertama di Jam 7 Lewat 12 - 7ji 12fun no Hatsukoi                             | 7時12分の初恋                               | チームJ 4th Stage “Tadaima Renaichuu”   |      |
| 2017 | Sampai Musim Semi Tiba - Haru ga Kuru made                                          | 春が来るまで                                | チームJ 4th Stage “Tadaima Renaichuu”   |      |
| 2017 | Cinta yang Tulus, Crescendo - Junai no Crescendo                                    | 純愛のクレッシェンド                        | チームJ 4th Stage “Tadaima Renaichuu”   |      |
| 2017 | Faint                                                                               | Faint                                       | チームJ 4th Stage “Tadaima Renaichuu”   |      |
| 2017 | Pulang Kampung - Kikyou                                                             | 帰郷                                        | チームJ 4th Stage “Tadaima Renaichuu”   |      |
| 2017 | Rasanya Malas - Darui Kanji                                                         | ダルイカンジ                                | チームJ 4th Stage “Tadaima Renaichuu”   |      |
| 2017 | Mr. Kissman                                                                         | Mr. Kissman                                 | チームJ 4th Stage “Tadaima Renaichuu”   |      |
| 2017 | Kamulah yang Memberitahu Aku - Kimi ga Oshiete Kureta                               | 君が教えてくれた                            | チームJ 4th Stage “Tadaima Renaichuu”   |      |
| 2017 | Rasa Sayang yang Dulu Aku Remehkan - Keibetsu Shiteita Aijou                        | 軽蔑していた愛情                            | チームJ 4th Stage “Tadaima Renaichuu”   |      |
| 2017 | LOVE CHASE                                                                          | LOVE CHASE                                  | チームJ 4th Stage “Tadaima Renaichuu”   |      |
| 2017 | Betapa Indahnya Dunia Tempat Kita Lahir - Nante Suteki na Sekai ni Umareta no Darou | なんて素敵な世界に生まれたのだろう          | チームJ 4th Stage “Tadaima Renaichuu”   |      |
| 2019 | Fajar Sang Idola - Idol no Yoake                                                    | アイドルの夜明け                            | チームJ 5th Stage “Fajar Sang Idola”    |      |
| 2019 | Bersama-sama Semuanya - Minasan mo go Issho ni                                      | みなさんもご一緒に                          | チームJ 5th Stage “Fajar Sang Idola”    |      |
| 2019 | Angin Musim Semi Pertama - Haru Ichiban ga Fuku Koro                                | 春一番が吹く頃                              | チームJ 5th Stage “Fajar Sang Idola”    |      |
| 2019 | Kebenaran Tinju Ini - Kobushi no Seigi                                              | 拳の正義                                    | チームJ 5th Stage “Fajar Sang Idola”    |      |
| 2019 | Gadis yang Celaka - Zannen Shoujo                                                   | 残念少女                                    | チームJ 5th Stage “Fajar Sang Idola”    |      |
| 2019 | Berikan Coklat dengan Bibir - Kuchi Utsushi no Chocolate                            | 口移しのチョコレート                        | チームJ 5th Stage “Fajar Sang Idola”    |      |
| 2019 | Garis Diagonal Cinta Searah - Kataomoi no Taikakusen                                | 片思いの対角線                              | チームJ 5th Stage “Fajar Sang Idola”    |      |
| 2019 | Berandalan di Surga - Tengoku Yarou                                                 | 天国野郎                                    | チームJ 5th Stage “Fajar Sang Idola”    |      |
| 2019 | Natasha yang Kucinta - Itoshiki Natasha                                             | 愛しきナターシャ                            | チームJ 5th Stage “Fajar Sang Idola”    |      |
| 2019 | Tak Bisa Berhenti Jadi Gadis SMA - Joshikousei wa Yamerarenai                       | 女子高生はやめられない                      | チームJ 5th Stage “Fajar Sang Idola”    |      |
| 2019 | Andai Ku Dapat Ungkapkan Cinta - Suki to Ieba Yokatta                               | 好きと言えば良かった                        | チームJ 5th Stage “Fajar Sang Idola”    |      |
| 2019 | Freckles' Kiss - Sobakasu no Kiss                                                   | そばかすのキス                              | チームJ 5th Stage “Fajar Sang Idola”    |      |
| 2019 | Keteguhan Hati Dandelion - Tanpopo no Kesshin                                       | タンポポの決心                              | チームJ 5th Stage “Fajar Sang Idola”    |      |
| 2019 | J Stars                                                                             | B Stars                                     | チームJ 5th Stage “Fajar Sang Idola”    |      |
| 2019 | Jalan Berkelok Yokosuka - Yokosuka Curve                                            | 横須賀カーブ                                | チームJ 5th Stage “Fajar Sang Idola”    |      |
| 2019 | Terima Kasih - Arigatou                                                             | アリガトウ                                  | チームJ 5th Stage “Fajar Sang Idola”    |      |

| 年   | 楽曲名                                                                           | 原曲                                 | 収録                                        | 脚注 |
| ---- | -------------------------------------------------------------------------------- | ------------------------------------ | ------------------------------------------- | ---- |
| 2013 | Dreamin' Girls                                                                   | Dreamin' girls                       | チームKIII 1st Stage “Boku No Taiyou”       |      |
| 2013 | Run Run Run                                                                      | RUN RUN RUN                          | チームKIII 1st Stage “Boku No Taiyou”       |      |
| 2013 | Mirai no Kajitsu -Buah Masa Depan-                                               | 未来の果実                           | チームKIII 1st Stage “Boku No Taiyou”       |      |
| 2013 | Viva! Hurricane                                                                  | ビバ!ハリケーン                      | チームKIII 1st Stage “Boku No Taiyou”       |      |
| 2013 | Idol Nante Yobanaide -Jangan Panggil Diriku Idol-                                | アイドルなんて呼ばないで             | チームKIII 1st Stage “Boku No Taiyou”       |      |
| 2013 | Boku to Juliette to Jet Coaster -Aku, Juliette dan Jet Coaster-                  | 僕とジュリエットとジェットコースター | チームKIII 1st Stage “Boku No Taiyou”       |      |
| 2013 | Higurashi no Koi -Cinta Higurashi-                                               | ヒグラシノコイ                       | チームKIII 1st Stage “Boku No Taiyou”       |      |
| 2013 | Itoshisha no Defense -Pertahanan akan Cinta-                                     | 愛しさのdefense                      | チームKIII 1st Stage “Boku No Taiyou”       |      |
| 2013 | Himawari -Bunga Matahari-                                                        | 向日葵                               | チームKIII 1st Stage “Boku No Taiyou”       |      |
| 2013 | Takeuchi Senpai -Kakak Kelasku-                                                  | 竹内先輩                             | チームKIII 1st Stage “Boku No Taiyou”       |      |
| 2013 | Sonna Konna Wake de -Dengan Berbagai Alasan-                                     | そんなこんなわけで                   | チームKIII 1st Stage “Boku No Taiyou”       |      |
| 2013 | Deja Vu                                                                          | デジャビュ                           | チームKIII 1st Stage “Boku No Taiyou”       |      |
| 2013 | Yuuhi wo Miteiruka? -Apakah Kau Melihat Mentari Senja?-                          | 夕陽を見ているか?                    | チームKIII 1st Stage “Boku No Taiyou”       |      |
| 2013 | Lay Down!                                                                        | Lay down                             | チームKIII 1st Stage “Boku No Taiyou”       |      |
| 2013 | BINGO                                                                            | BINGO!                               | チームKIII 1st Stage “Boku No Taiyou”       |      |
| 2013 | Boku no Taiyou -Matahari Milikku-                                                | 僕の太陽                             | チームKIII 1st Stage “Boku No Taiyou”       |      |
| 2014 | Seishun Girls -Gadis-gadis Remaja-                                               | 青春ガールズ                         | チームKIII 2nd Stage “Seishun Girls”        |      |
| 2014 | Beach Sandal                                                                     | ビーチサンダル                       | チームKIII 2nd Stage “Seishun Girls”        |      |
| 2014 | Kimi ga Hoshi ni Naru Made -Sampai Dirimu Menjadi Bintang-                       | 君が星になるまで                     | チームKIII 2nd Stage “Seishun Girls”        |      |
| 2014 | Blue rose                                                                        | Blue rose                            | チームKIII 2nd Stage “Seishun Girls”        |      |
| 2014 | Kinjirareta Futari -Dua Orang yang Terlarang-                                    | 禁じられた2人                        | チームKIII 2nd Stage “Seishun Girls”        |      |
| 2014 | Ame no Doubutsuen -Kebun Binatang Disaat Hujan-                                  | 雨の動物園                           | チームKIII 2nd Stage “Seishun Girls”        |      |
| 2014 | Fushidara na Natsu -Musim Panas yang Kacau-                                      | ふしだらな夏                         | チームKIII 2nd Stage “Seishun Girls”        |      |
| 2014 | Don't disturb!                                                                   | Don't disturb!                       | チームKIII 2nd Stage “Seishun Girls”        |      |
| 2014 | Virgin love                                                                      | Virgin love                          | チームKIII 2nd Stage “Seishun Girls”        |      |
| 2014 | Hizuke Henkousen -Garis Pergantian Hari Cinta-                                   | 日付変更線                           | チームKIII 2nd Stage “Seishun Girls”        |      |
| 2014 | Boku no Uchiage Hanabi -Kembang Api Milikku-                                     | 僕の打ち上げ花火                     | チームKIII 2nd Stage “Seishun Girls”        |      |
| 2014 | Yakusoku yo -Janji ya-                                                           | 約束よ                               | チームKIII 2nd Stage “Seishun Girls”        |      |
| 2014 | Korogaru Ishi ni Nare -Jadilah Batu yang Berputar-                               | 転がる石になれ                       | チームKIII 2nd Stage “Seishun Girls”        |      |
| 2014 | Cinderella wa Damasarenai -Cinderella Tak Akan Tertipu-                          | シンデレラは騙されない               | チームKIII 2nd Stage “Seishun Girls”        |      |
| 2015 | Mammoth                                                                          | マンモス                             | チームKIII 3rd Stage “Saishuu Bell ga Naru” |      |
| 2015 | Saishuu Bell ga Naru (Bel Terakhir Berbunyi)                                     | 最終ベルが鳴る                       | チームKIII 3rd Stage “Saishuu Bell ga Naru” |      |
| 2015 | Boyfriend no Tsukurikata (Cara Mendapatkan Pacar)                                | ボーイフレンドの作り方               | チームKIII 3rd Stage “Saishuu Bell ga Naru” |      |
| 2015 | Erai Hito ni Naritakunai (Tak Ingin Jadi Orang Hebat)                            | 偉い人になりたくない                 | チームKIII 3rd Stage “Saishuu Bell ga Naru” |      |
| 2015 | Return Match                                                                     | リターンマッチ                       | チームKIII 3rd Stage “Saishuu Bell ga Naru” |      |
| 2015 | Hatsukoi Dorobou (Pencuri Cinta Pertama)                                         | 初恋泥棒                             | チームKIII 3rd Stage “Saishuu Bell ga Naru” |      |
| 2015 | Gomen ne, Jewel (Maafkan, Permataku)                                             | ごめんね ジュエル                    | チームKIII 3rd Stage “Saishuu Bell ga Naru” |      |
| 2015 | Oshibe to Meshibe to Yoru no Chou Chou (Benang Sari, Putik, dan Kupu-Kupu Malam) | おしべとめしべと夜の蝶々             | チームKIII 3rd Stage “Saishuu Bell ga Naru” |      |
| 2015 | 18 Nin Shimai no Uta (Lagu 18 Bersaudari)                                        | 18人姉妹の歌                         | チームKIII 3rd Stage “Saishuu Bell ga Naru” |      |
| 2015 | Stand Up!                                                                        | Stand up                             | チームKIII 3rd Stage “Saishuu Bell ga Naru” |      |
| 2015 | Cool Girl                                                                        | Coolgirl                             | チームKIII 3rd Stage “Saishuu Bell ga Naru” |      |
| 2015 | Kaiyuugyou no Capacity (Kapasitas Ikan Migrasi)                                  | 回遊魚のキャパシティ                 | チームKIII 3rd Stage “Saishuu Bell ga Naru” |      |
| 2015 | Ai ni Ikou (Pergi untuk Bertemu)                                                 | 会いに行こう                         | チームKIII 3rd Stage “Saishuu Bell ga Naru” |      |
| 2015 | Shamu Neko (Kucing Siam)                                                         | シャムネコ                           | チームKIII 3rd Stage “Saishuu Bell ga Naru” |      |
| 2015 | Melos no Michi (Jalan Melos)                                                     | メロスの道                           | チームKIII 3rd Stage “Saishuu Bell ga Naru” |      |
| 2015 | Sasae (Dukungan)                                                                 | 支え                                 | チームKIII 3rd Stage “Saishuu Bell ga Naru” |      |
| 2018 | Telapak Tangan - Tenohira                                                        | 掌                                   | チームKIII 4th Stage “Saka Agari”           |      |
| 2018 | Back Hip Circle - Saka Agari                                                     | 逆上がり                             | チームKIII 4th Stage “Saka Agari”           |      |
| 2018 | Penyangkalan Diri Requiem - Hitei no Requiem                                     | 否定のレクイエム                     | チームKIII 4th Stage “Saka Agari”           |      |
| 2018 | Keringat Itu Tidak Berbohong - Sono Ase wa Uso wo Tsukanai                       | その汗は嘘をつかない                 | チームKIII 4th Stage “Saka Agari”           |      |
| 2018 | End Roll                                                                         | エンドロール                         | チームKIII 4th Stage “Saka Agari”           |      |
| 2018 | Si Bintang Jatuh yang Egois - Wagamama na Nagareboshi                            | わがままな流れ星                     | チームKIII 4th Stage “Saka Agari”           |      |
| 2018 | Warna Cinta - Ai no Iro                                                          | 愛の色                               | チームKIII 4th Stage “Saka Agari”           |      |
| 2018 | Jika Aku Dipelukmu - Dakishimeraretara                                           | 抱きしめられたら                     | チームKIII 4th Stage “Saka Agari”           |      |
| 2018 | Balada Serangga - Mushi no Ballad                                                | 虫のバラード                         | チームKIII 4th Stage “Saka Agari”           |      |
| 2018 | Pura-Pura dan Kepalsuan - Furishite Maneshite                                    | フリしてマネして                     | チームKIII 4th Stage “Saka Agari”           |      |
| 2018 | Seberangi Lautan - Umi wo Watare!                                                | 海を渡れ!                            | チームKIII 4th Stage “Saka Agari”           |      |
| 2018 | Party di Sudut Jalan - Machikado no Party                                        | 街角のパーティー                     | チームKIII 4th Stage “Saka Agari”           |      |
| 2018 | Fan Letter                                                                       | ファンレター                         | チームKIII 4th Stage “Saka Agari”           |      |
| 2018 | Terhina - Fugiri                                                                 | 不義理                               | チームKIII 4th Stage “Saka Agari”           |      |
| 2018 | Ganteng Tapi Nanggung - Hanpa na Ikemen                                          | ハンパなイケメン                     | チームKIII 4th Stage “Saka Agari”           |      |
| 2018 | To be continued                                                                  | To be continued.                     | チームKIII 4th Stage “Saka Agari”           |      |
| 2020 | Pertanda - Kizashi                                                               | 兆し                                 | チームKIII 5th Stage “Cara Meminum Ramune”  |      |
| 2020 | Schoolyards Puppy - Koutei no Koinu                                              | 校庭の仔犬                           | チームKIII 5th Stage “Cara Meminum Ramune”  |      |
| 2020 | Disco di UKS - Disco Hokenshitsu                                                 | ディスコ保健室                       | チームKIII 5th Stage “Cara Meminum Ramune”  |      |
| 2020 | Setlist yang Dinanti - Omatase Set list                                          | お待たせSet list                     | チームKIII 5th Stage “Cara Meminum Ramune”  |      |
| 2020 | Cross                                                                            | クロス                               | チームKIII 5th Stage “Cara Meminum Ramune”  |      |
| 2020 | Finland Miracle                                                                  | フィンランド・ミラクル               | チームKIII 5th Stage “Cara Meminum Ramune”  |      |
| 2020 | Menatapmu, Sayonara - Manazashi, Sayonara                                        | 眼差しサヨナラ                       | チームKIII 5th Stage “Cara Meminum Ramune”  |      |
| 2020 | Burung Unta si Pembohong - Usotsuki na Dachou                                    | 嘘つきなダチョウ                     | チームKIII 5th Stage “Cara Meminum Ramune”  |      |
| 2020 | Nice to meet you!                                                                | Nice to meet you!                    | チームKIII 5th Stage “Cara Meminum Ramune”  |      |
| 2020 | Balerina Dalam Sepi - Kodoku na Ballerina                                        | 孤独なバレリーナ                     | チームKIII 5th Stage “Cara Meminum Ramune”  |      |
| 2020 | Sekarang Ku Bersama Denganmu - Ima Kimi to Irareru Koto                          | 今 君といられること                  | チームKIII 5th Stage “Cara Meminum Ramune”  |      |
| 2020 | Winning Ball                                                                     | ウイニングボール                     | チームKIII 5th Stage “Cara Meminum Ramune”  |      |
| 2020 | Cinta dalam Handshake - Akushu no Ai                                             | 握手の愛                             | チームKIII 5th Stage “Cara Meminum Ramune”  |      |
| 2020 | Harapan Bowling - Bowling Ganbou                                                 | ボウリング願望                       | チームKIII 5th Stage “Cara Meminum Ramune”  |      |
| 2020 | 16 Warna Krayon Mimpi - 16iro no Yume Crayon                                     | 16色の夢クレヨン                     | チームKIII 5th Stage “Cara Meminum Ramune”  |      |
| 2020 | Cara Meminum Ramune - Ramune no Nomikata                                         | ラムネの飲み方                       | チームKIII 5th Stage “Cara Meminum Ramune”  |      |

| 年   | 楽曲名                                                               | 原曲                         | 収録                                    | 脚注 |
| ---- | -------------------------------------------------------------------- | ---------------------------- | --------------------------------------- | ---- |
| 2015 | Bokura no Kaze - Angin Kita                                          | 僕らの風                     | チームT 2nd Stage “Te wo Tsunaginagara” |      |
| 2015 | Mango No.2                                                           | マンゴーNo.2                 | チームT 2nd Stage “Te wo Tsunaginagara” |      |
| 2015 | Te wo Tsunaginagara - Sambil Menggandeng Erat Tanganku               | 手をつなぎながら             | チームT 2nd Stage “Te wo Tsunaginagara” |      |
| 2015 | Chime wa Love Song - Bel Sekolah adalah Love Song                    | チャイムはLOVE SONG          | チームT 2nd Stage “Te wo Tsunaginagara” |      |
| 2015 | Glory Days                                                           | Glory days                   | チームT 2nd Stage “Te wo Tsunaginagara” |      |
| 2015 | Kono Mune no Barcode - Barcode Hati Ini                              | この胸のバーコード           | チームT 2nd Stage “Te wo Tsunaginagara” |      |
| 2015 | Wimbledon he Tsuretette - Ajak Aku Pergi Menuju ke Wimbledon         | ウィンブルドンへ連れて行って | チームT 2nd Stage “Te wo Tsunaginagara” |      |
| 2015 | Ame no Pianist - Sang Pianis Hujan                                   | 雨のピアニスト               | チームT 2nd Stage “Te wo Tsunaginagara” |      |
| 2015 | Choco no Yukue - Keberadaan Coklat Itu                               | チョコの行方                 | チームT 2nd Stage “Te wo Tsunaginagara” |      |
| 2015 | Innocence                                                            | Innocence                    | チームT 2nd Stage “Te wo Tsunaginagara” |      |
| 2015 | Romance Rocket                                                       | ロマンスロケット             | チームT 2nd Stage “Te wo Tsunaginagara” |      |
| 2015 | Koi no Keikou to Taisaku - Arah Sang Cinta dan Balasannya            | 恋の傾向と対策               | チームT 2nd Stage “Te wo Tsunaginagara” |      |
| 2015 | Daisuki - Aku Sangat Suka                                            | 大好き                       | チームT 2nd Stage “Te wo Tsunaginagara” |      |
| 2015 | Rope no Yuujou - Tali Persahabatan                                   | ロープの友情                 | チームT 2nd Stage “Te wo Tsunaginagara” |      |
| 2015 | Kayoubi no Yoru, Suiyoubi no Asa - Malam Hari Selasa, Pagi Hari Rabu | 火曜日の夜、水曜日の朝       | チームT 2nd Stage “Te wo Tsunaginagara” |      |
| 2015 | Tooku ni Ite mo - Di Tempat yang Jauh pun                            | 遠くにいても                 | チームT 2nd Stage “Te wo Tsunaginagara” |      |
| 2019 | Ku tak Pantas Jadi Seorang Pujangga Cinta                            | 恋を語る詩人になれなくて     | チームT “Tunas di Balik Seragam”        |      |
| 2019 | Ciuman Kelulusan                                                     | 合格Kiss                     | チームT “Tunas di Balik Seragam”        |      |
| 2019 | Antena                                                               | アンテナ                     | チームT “Tunas di Balik Seragam”        |      |
| 2019 | Tunas di Balik Seragam - Seifuku no Me                               | 制服の芽                     | チームT “Tunas di Balik Seragam”        |      |
| 2019 | Lebih dari Memori                                                    | 思い出以上                   | チームT “Tunas di Balik Seragam”        |      |
| 2019 | Serigala dari Pride                                                  | 狼とプライド                 | チームT “Tunas di Balik Seragam”        |      |
| 2019 | Indra Keenam Seorang Gadis                                           | 女の子の第六感               | チームT “Tunas di Balik Seragam”        |      |
| 2019 | Stasiun Daun Kering                                                  | 枯葉のステーション           | チームT “Tunas di Balik Seragam”        |      |
| 2019 | Kaleidoscope                                                         | 万華鏡                       | チームT “Tunas di Balik Seragam”        |      |
| 2019 | Alibi Kecemburuan                                                    | ジェラシーのアリバイ         | チームT “Tunas di Balik Seragam”        |      |
| 2019 | Doubt!                                                               | Doubt!                       | チームT “Tunas di Balik Seragam”        |      |
| 2019 | Lagu Sahabat                                                         | 仲間の歌                     | チームT “Tunas di Balik Seragam”        |      |
| 2019 | Kolam yang Tak Ada Airnya                                            | 水のないプール               | チームT “Tunas di Balik Seragam”        |      |
| 2019 | Tangga Menuju Surga                                                  | 楽園の階段                   | チームT “Tunas di Balik Seragam”        |      |
| 2019 | Pasukan Pinokio                                                      | ピノキオ軍                   | チームT “Tunas di Balik Seragam”        |      |
| 2019 | Tentang Suratku                                                      | 手紙のこと                   | チームT “Tunas di Balik Seragam”        |      |

| 年   | 楽曲名                     | 原曲                | 収録                      | 脚注 |
| ---- | -------------------------- | ------------------- | ------------------------- | ---- |
| 2023 | Boneka yang Sedih          | 嘆きのフィギュア    | Trainee Stage “Aitakatta” |      |
| 2023 | Air Mata Shounan           | 涙の湘南            | Trainee Stage “Aitakatta” |      |
| 2023 | Ingin Bertemu              | 会いたかった        | Trainee Stage “Aitakatta” |      |
| 2023 | Cherry Tepi Pantai         | 渚のCHERRY          | Trainee Stage “Aitakatta” |      |
| 2023 | Kaca Berbentuk I LOVE YOU  | ガラスの I LOVE YOU | Trainee Stage “Aitakatta” |      |
| 2023 | Rencana Cinta              | 恋のPLAN            | Trainee Stage “Aitakatta” |      |
| 2023 | Peluklah Aku dari Belakang | 背中から抱きしめて  | Trainee Stage “Aitakatta” |      |
| 2023 | Revolusi Rio               | リオの革命          | Trainee Stage “Aitakatta” |      |
| 2023 | Tetapi...                  | だけど…             | Trainee Stage “Aitakatta” |      |
| 2023 | Pintu Masa Depan           | 未来の扉            | Trainee Stage “Aitakatta” |      |
| 2023 | Rok Bergoyang              | スカート、ひらり    | Trainee Stage “Aitakatta” |      |

## シングル
小目次: 2013 - 2014 - 2015 - 2016 - 2017 - 2018 - 2019 - 2020 - 2021 - 2022 - 2023 - 2024 - 2025
| 年 | 楽曲名 | 名義 | 原曲 | 収録 | 脚注      |
| 年 | 歌唱メンバー | 歌唱メンバー | 歌唱メンバー | 収録 | 脚注      |
| --- | --- | --- | --- | --- | --------- |
| 2013 | RIVER | | AKB48「RIVER」 | 1st「RIVER」 |           |
| 2013 | アヤナ・シャハブ、ガブリエラ・マルガレット・ワラオー、ジェシカ・ファニア、ジェシカ・フェランダ、シャニア・ジュニアナタ、ステラ・コルネリア、高城亜樹、デフィ・キナル・プトゥリ、ドゥリマ・リズキー、仲川遥香、ナビラ・ラトナ・アユ・アザリア、野澤玲奈、ベビー・チャエサラ・アナディラ、メロディー・ヌランダニ・ラクサニ、リカ・レヨナ、レズキー・ウィランティ・ディク | アヤナ・シャハブ、ガブリエラ・マルガレット・ワラオー、ジェシカ・ファニア、ジェシカ・フェランダ、シャニア・ジュニアナタ、ステラ・コルネリア、高城亜樹、デフィ・キナル・プトゥリ、ドゥリマ・リズキー、仲川遥香、ナビラ・ラトナ・アユ・アザリア、野澤玲奈、ベビー・チャエサラ・アナディラ、メロディー・ヌランダニ・ラクサニ、リカ・レヨナ、レズキー・ウィランティ・ディク | アヤナ・シャハブ、ガブリエラ・マルガレット・ワラオー、ジェシカ・ファニア、ジェシカ・フェランダ、シャニア・ジュニアナタ、ステラ・コルネリア、高城亜樹、デフィ・キナル・プトゥリ、ドゥリマ・リズキー、仲川遥香、ナビラ・ラトナ・アユ・アザリア、野澤玲奈、ベビー・チャエサラ・アナディラ、メロディー・ヌランダニ・ラクサニ、リカ・レヨナ、レズキー・ウィランティ・ディク | 1st「RIVER」 | [ 注 5 ]  |
| 2013 | Sakura no Shiori -Pembatas Buku Sakura- | | AKB48「桜の栞」 | 1st「RIVER」 |           |
| 2013 | アニサ・アティア、アヤナ・シャハブ、アリシア・チャンジア、インタル・プトゥリ・カリーナ、オクティ・セフピン、ガイダ・ファリシャ、ガブリエラ・マルガレット・ワラオー、サクティア・オクタピアニ、ジェシカ・ファニア、ジェシカ・フェランダ、ジェニファー・ハンナ、ジェニファー・ラヘル・ナタシャ、シャニア・ジュニアナタ、シンカ・ジュリアニ、シンタ・ナオミ、シンディ・グラ、シンディ・ユフィア、ステラ・コルネリア、センディ・アリアニ、ソニア・ナタリア、ソニャ・パンダルマワン、高城亜樹、タリア、タリア・イファンカ・エリザベス、ディアスタ・プリスワリニ、デナ・シティ・ロヒャティ、デフィ・キナル・プトゥリ、デラ・デリラ、デリア・エルディタ、デリマ・リズキー、ドゥイ・プトゥリ・ボニタ、仲川遥香、ナタリア、ナディファ・カリマ、ナディラ・シンディ・ワンタリ、ナビラ・ラトナ・アユ・アザリア、ノエラ・システリナ、野澤玲奈、ノフィンタ・ディニ、ファヒルヤニ・シャファリヤンティ、フィフィヨナ・アプリアニ、プリシリア・サリ・デウィ、フリスカ・アナスタシア・ラクサニ、ベビー・チャエサラ・アナディラ、メロディー・ヌランダニ・ラクサニ、ラトゥ・フィエンニ・フィトゥリリア、リカ・レヨナ、リスカ・ファイルニッサ、リディア・マウリダ・ジュハンダル、レズキー・ウィランティ・ディク、ロナ・アングレアニ | アニサ・アティア、アヤナ・シャハブ、アリシア・チャンジア、インタル・プトゥリ・カリーナ、オクティ・セフピン、ガイダ・ファリシャ、ガブリエラ・マルガレット・ワラオー、サクティア・オクタピアニ、ジェシカ・ファニア、ジェシカ・フェランダ、ジェニファー・ハンナ、ジェニファー・ラヘル・ナタシャ、シャニア・ジュニアナタ、シンカ・ジュリアニ、シンタ・ナオミ、シンディ・グラ、シンディ・ユフィア、ステラ・コルネリア、センディ・アリアニ、ソニア・ナタリア、ソニャ・パンダルマワン、高城亜樹、タリア、タリア・イファンカ・エリザベス、ディアスタ・プリスワリニ、デナ・シティ・ロヒャティ、デフィ・キナル・プトゥリ、デラ・デリラ、デリア・エルディタ、デリマ・リズキー、ドゥイ・プトゥリ・ボニタ、仲川遥香、ナタリア、ナディファ・カリマ、ナディラ・シンディ・ワンタリ、ナビラ・ラトナ・アユ・アザリア、ノエラ・システリナ、野澤玲奈、ノフィンタ・ディニ、ファヒルヤニ・シャファリヤンティ、フィフィヨナ・アプリアニ、プリシリア・サリ・デウィ、フリスカ・アナスタシア・ラクサニ、ベビー・チャエサラ・アナディラ、メロディー・ヌランダニ・ラクサニ、ラトゥ・フィエンニ・フィトゥリリア、リカ・レヨナ、リスカ・ファイルニッサ、リディア・マウリダ・ジュハンダル、レズキー・ウィランティ・ディク、ロナ・アングレアニ | アニサ・アティア、アヤナ・シャハブ、アリシア・チャンジア、インタル・プトゥリ・カリーナ、オクティ・セフピン、ガイダ・ファリシャ、ガブリエラ・マルガレット・ワラオー、サクティア・オクタピアニ、ジェシカ・ファニア、ジェシカ・フェランダ、ジェニファー・ハンナ、ジェニファー・ラヘル・ナタシャ、シャニア・ジュニアナタ、シンカ・ジュリアニ、シンタ・ナオミ、シンディ・グラ、シンディ・ユフィア、ステラ・コルネリア、センディ・アリアニ、ソニア・ナタリア、ソニャ・パンダルマワン、高城亜樹、タリア、タリア・イファンカ・エリザベス、ディアスタ・プリスワリニ、デナ・シティ・ロヒャティ、デフィ・キナル・プトゥリ、デラ・デリラ、デリア・エルディタ、デリマ・リズキー、ドゥイ・プトゥリ・ボニタ、仲川遥香、ナタリア、ナディファ・カリマ、ナディラ・シンディ・ワンタリ、ナビラ・ラトナ・アユ・アザリア、ノエラ・システリナ、野澤玲奈、ノフィンタ・ディニ、ファヒルヤニ・シャファリヤンティ、フィフィヨナ・アプリアニ、プリシリア・サリ・デウィ、フリスカ・アナスタシア・ラクサニ、ベビー・チャエサラ・アナディラ、メロディー・ヌランダニ・ラクサニ、ラトゥ・フィエンニ・フィトゥリリア、リカ・レヨナ、リスカ・ファイルニッサ、リディア・マウリダ・ジュハンダル、レズキー・ウィランティ・ディク、ロナ・アングレアニ | 1st「RIVER」 | [ 注 6 ]  |
| 2013 | Mirai no Kajitsu -Buah Masa Depan- | | AKB48「未来の果実」 | 1st「RIVER」 |           |
| 2013 | アニサ・アティア、アリシア・チャンジア、オクティ・セフピン、ジェニファー・ハンナ、シンカ・ジュリアニ、シンタ・ナオミ、シンディ・ユフィア、タリア、デラ・デリラ、ナタリア、ノエラ・システリナ、フィフィヨナ・アプリアニ、ラトゥ・フィエンニ・フィトゥリリア、リスカ・ファイルニッサ、リディア・マウリダ・ジュハンダル、ロナ・アングレアニ | アニサ・アティア、アリシア・チャンジア、オクティ・セフピン、ジェニファー・ハンナ、シンカ・ジュリアニ、シンタ・ナオミ、シンディ・ユフィア、タリア、デラ・デリラ、ナタリア、ノエラ・システリナ、フィフィヨナ・アプリアニ、ラトゥ・フィエンニ・フィトゥリリア、リスカ・ファイルニッサ、リディア・マウリダ・ジュハンダル、ロナ・アングレアニ | アニサ・アティア、アリシア・チャンジア、オクティ・セフピン、ジェニファー・ハンナ、シンカ・ジュリアニ、シンタ・ナオミ、シンディ・ユフィア、タリア、デラ・デリラ、ナタリア、ノエラ・システリナ、フィフィヨナ・アプリアニ、ラトゥ・フィエンニ・フィトゥリリア、リスカ・ファイルニッサ、リディア・マウリダ・ジュハンダル、ロナ・アングレアニ | 1st「RIVER」 | [ 注 7 ]  |
| 2013 | Kimi ni Au Tabi Koi wo Suru -Jatuh Cinta Setiap Bertemu Denganmu- | | AKB48チームA「君に会うたび 恋をする」 | 1st「RIVER」 |           |
| 2013 | アヤナ・シャハブ、ジェシカ・ファニア、ジェシカ・フェランダ、シンディ・グラ、ステラ・コルネリア、センディ・アリアニ、ソニア・ナタリア、高城亜樹、デフィ・キナル・プトゥリ、ドゥリマ・リズキー、仲川遥香、ナビラ・ラトナ・アユ・アザリア、野澤玲奈、ベビー・チャエサラ・アナディラ、メロディー・ヌランダニ・ラクサニ、リカ・レヨナ | アヤナ・シャハブ、ジェシカ・ファニア、ジェシカ・フェランダ、シンディ・グラ、ステラ・コルネリア、センディ・アリアニ、ソニア・ナタリア、高城亜樹、デフィ・キナル・プトゥリ、ドゥリマ・リズキー、仲川遥香、ナビラ・ラトナ・アユ・アザリア、野澤玲奈、ベビー・チャエサラ・アナディラ、メロディー・ヌランダニ・ラクサニ、リカ・レヨナ | アヤナ・シャハブ、ジェシカ・ファニア、ジェシカ・フェランダ、シンディ・グラ、ステラ・コルネリア、センディ・アリアニ、ソニア・ナタリア、高城亜樹、デフィ・キナル・プトゥリ、ドゥリマ・リズキー、仲川遥香、ナビラ・ラトナ・アユ・アザリア、野澤玲奈、ベビー・チャエサラ・アナディラ、メロディー・ヌランダニ・ラクサニ、リカ・レヨナ | 1st「RIVER」 | [ 注 8 ]  |
| 2013 | Yuuhi wo Miteiruka? - Apakah Kau Melihat Mentari Senja? - | | AKB48「夕陽を見ているか?」 | 2nd「Yuuhi wo Miteiruka? - Apakah Kau Melihat Mentari Senja? -」 |           |
| 2013 | ジェシカ・フェランダ、シャニア・ジュニアンタ、シンタ・ナオミ、シンディ・ユフィア、仲川遥香、ナタリア、ナビラ・ラトナ・アユ、メロディー・ヌランダニ・ラクサニ、ラトゥ・フィエンニ・フィトゥリリア、ロナ・アングレアニ | ジェシカ・フェランダ、シャニア・ジュニアンタ、シンタ・ナオミ、シンディ・ユフィア、仲川遥香、ナタリア、ナビラ・ラトナ・アユ、メロディー・ヌランダニ・ラクサニ、ラトゥ・フィエンニ・フィトゥリリア、ロナ・アングレアニ | ジェシカ・フェランダ、シャニア・ジュニアンタ、シンタ・ナオミ、シンディ・ユフィア、仲川遥香、ナタリア、ナビラ・ラトナ・アユ、メロディー・ヌランダニ・ラクサニ、ラトゥ・フィエンニ・フィトゥリリア、ロナ・アングレアニ | 2nd「Yuuhi wo Miteiruka? - Apakah Kau Melihat Mentari Senja? -」 | [ 注 9 ]  |
| 2013 | Nagai Hikari - Cahaya Panjang - | | AKB48チームA「長い光」 | 2nd「Yuuhi wo Miteiruka? - Apakah Kau Melihat Mentari Senja? -」 |           |
| 2013 | アヤナ・シャハブ、ジェシカ・ファニア、ジェシカ・フェランダ、シャニア・ジュニアナタ、シンディ・グラ、ステラ・コルネリア、センディ・アリアニ、ソニャ・パンダルマワン、高城亜樹、デフィ・キナル・プトゥリ、仲川遥香、ナビラ・ラトナ・アユ、野澤玲奈、ベビー・チャエサラ・アナディラ、メロディー・ヌランダニ・ラクサニ、レズキー・ウィランティ・ディク | アヤナ・シャハブ、ジェシカ・ファニア、ジェシカ・フェランダ、シャニア・ジュニアナタ、シンディ・グラ、ステラ・コルネリア、センディ・アリアニ、ソニャ・パンダルマワン、高城亜樹、デフィ・キナル・プトゥリ、仲川遥香、ナビラ・ラトナ・アユ、野澤玲奈、ベビー・チャエサラ・アナディラ、メロディー・ヌランダニ・ラクサニ、レズキー・ウィランティ・ディク | アヤナ・シャハブ、ジェシカ・ファニア、ジェシカ・フェランダ、シャニア・ジュニアナタ、シンディ・グラ、ステラ・コルネリア、センディ・アリアニ、ソニャ・パンダルマワン、高城亜樹、デフィ・キナル・プトゥリ、仲川遥香、ナビラ・ラトナ・アユ、野澤玲奈、ベビー・チャエサラ・アナディラ、メロディー・ヌランダニ・ラクサニ、レズキー・ウィランティ・ディク | 2nd「Yuuhi wo Miteiruka? - Apakah Kau Melihat Mentari Senja? -」 | [ 注 10 ] |
| 2013 | 1! 2! 3! 4! Yoroshiku! | | SKE48「1!2!3!4! ヨロシク!」 | 2nd「Yuuhi wo Miteiruka? - Apakah Kau Melihat Mentari Senja? -」 |           |
| 2013 | アリシア・チャンジア、ジェニファー・ハンナ、シンカ・ジュリアニ、シンタ・ナオミ、シンディ・ユフィア、タリア、デラ・デリラ、ドゥイ・プトゥリ・ボニタ、ナタリア、ナディラ・シンディ・ワンタリ、ノエラ・システリナフィフィヨナ・アプリアニ、ラトゥ・フィエンニ・フィトゥリリア、リスカ・ファイルニッサ、リディア・マウリダ・ジュハンダル、ロナ・アングレアニ | アリシア・チャンジア、ジェニファー・ハンナ、シンカ・ジュリアニ、シンタ・ナオミ、シンディ・ユフィア、タリア、デラ・デリラ、ドゥイ・プトゥリ・ボニタ、ナタリア、ナディラ・シンディ・ワンタリ、ノエラ・システリナフィフィヨナ・アプリアニ、ラトゥ・フィエンニ・フィトゥリリア、リスカ・ファイルニッサ、リディア・マウリダ・ジュハンダル、ロナ・アングレアニ | アリシア・チャンジア、ジェニファー・ハンナ、シンカ・ジュリアニ、シンタ・ナオミ、シンディ・ユフィア、タリア、デラ・デリラ、ドゥイ・プトゥリ・ボニタ、ナタリア、ナディラ・シンディ・ワンタリ、ノエラ・システリナフィフィヨナ・アプリアニ、ラトゥ・フィエンニ・フィトゥリリア、リスカ・ファイルニッサ、リディア・マウリダ・ジュハンダル、ロナ・アングレアニ | 2nd「Yuuhi wo Miteiruka? - Apakah Kau Melihat Mentari Senja? -」 | [ 注 11 ] |
| 2013 | Viva! Hurricane! | | AKB48「ビバ!ハリケーン」 | 2nd「Yuuhi wo Miteiruka? - Apakah Kau Melihat Mentari Senja? -」 |           |
| 2013 | アリシア・チャンジア、インタル・プトゥリ・カリーナ、オクティ・セフピン、サクティア・オクタピアニ、ジェニファー・ラヘル・ナタシャ、シンタ・ナオミ、シンディ・ユフィア、タリア・イファンカ・エリザベス、デナ・シティ・ロヒャティ、デラ・デリラ、デリア・エルディタ、ナディファ・カリマ、ノフィンタ・ディニ、ファヒルヤニ・シャファリヤンティ、プリシリア・サリ・デウィ、ラトゥ・フィエンニ・フィトゥリリア、ロナ・アングレアニ | アリシア・チャンジア、インタル・プトゥリ・カリーナ、オクティ・セフピン、サクティア・オクタピアニ、ジェニファー・ラヘル・ナタシャ、シンタ・ナオミ、シンディ・ユフィア、タリア・イファンカ・エリザベス、デナ・シティ・ロヒャティ、デラ・デリラ、デリア・エルディタ、ナディファ・カリマ、ノフィンタ・ディニ、ファヒルヤニ・シャファリヤンティ、プリシリア・サリ・デウィ、ラトゥ・フィエンニ・フィトゥリリア、ロナ・アングレアニ | アリシア・チャンジア、インタル・プトゥリ・カリーナ、オクティ・セフピン、サクティア・オクタピアニ、ジェニファー・ラヘル・ナタシャ、シンタ・ナオミ、シンディ・ユフィア、タリア・イファンカ・エリザベス、デナ・シティ・ロヒャティ、デラ・デリラ、デリア・エルディタ、ナディファ・カリマ、ノフィンタ・ディニ、ファヒルヤニ・シャファリヤンティ、プリシリア・サリ・デウィ、ラトゥ・フィエンニ・フィトゥリリア、ロナ・アングレアニ | 2nd「Yuuhi wo Miteiruka? - Apakah Kau Melihat Mentari Senja? -」 | [ 注 12 ] |
| 2013 | Fortune Cookie in Love | | AKB48「恋するフォーチュンクッキー」 | 3rd「Fortune Cookie in Love - Fortune Cookie Yang Mencinta -」 |           |
| 2013 | アヤナ・シャハブ、ジェシカ・フェランダ、シャニア・ジュニアナタ、シンタ・ナオミ、シンディ・ユフィア、ソニア・ナタリア、高城亜樹、デフィ・キナル・プトゥリ、デラ・デリラ、仲川遥香、ナビラ・ラトナ・アユ・アザリア、野澤玲奈、ベビー・チャエサラ・アナディラ、メロディー・ヌランダニ・ラクサニ、リスカ・ファイルニッサ、ロナ・アングレアニ | アヤナ・シャハブ、ジェシカ・フェランダ、シャニア・ジュニアナタ、シンタ・ナオミ、シンディ・ユフィア、ソニア・ナタリア、高城亜樹、デフィ・キナル・プトゥリ、デラ・デリラ、仲川遥香、ナビラ・ラトナ・アユ・アザリア、野澤玲奈、ベビー・チャエサラ・アナディラ、メロディー・ヌランダニ・ラクサニ、リスカ・ファイルニッサ、ロナ・アングレアニ | アヤナ・シャハブ、ジェシカ・フェランダ、シャニア・ジュニアナタ、シンタ・ナオミ、シンディ・ユフィア、ソニア・ナタリア、高城亜樹、デフィ・キナル・プトゥリ、デラ・デリラ、仲川遥香、ナビラ・ラトナ・アユ・アザリア、野澤玲奈、ベビー・チャエサラ・アナディラ、メロディー・ヌランダニ・ラクサニ、リスカ・ファイルニッサ、ロナ・アングレアニ | 3rd「Fortune Cookie in Love - Fortune Cookie Yang Mencinta -」 | [ 注 13 ] |
| 2013 | First Rabbit | | AKB48「ファースト・ラビット」 | 3rd「Fortune Cookie in Love - Fortune Cookie Yang Mencinta -」 |           |
| 2013 | アヤナ・シャハブ、ガイダ・ファリシャ、ガブリエラ・マルガレット・ワラオー、ジェシカ・フェランダ、シャニア・ジュニアナタ、シンディ・グラ、センディ・アリアニ、ソニア・ナタリア、高城亜樹、ドゥリマ・リズキー、仲川遥香、ナビラ・ラトナ・アユ・アザリア、フリスカ・アナスタシア・ラクサニ、メロディー・ヌランダニ・ラクサニ、リカ・レヨナ、レズキー・ウィランティ・ディク | アヤナ・シャハブ、ガイダ・ファリシャ、ガブリエラ・マルガレット・ワラオー、ジェシカ・フェランダ、シャニア・ジュニアナタ、シンディ・グラ、センディ・アリアニ、ソニア・ナタリア、高城亜樹、ドゥリマ・リズキー、仲川遥香、ナビラ・ラトナ・アユ・アザリア、フリスカ・アナスタシア・ラクサニ、メロディー・ヌランダニ・ラクサニ、リカ・レヨナ、レズキー・ウィランティ・ディク | アヤナ・シャハブ、ガイダ・ファリシャ、ガブリエラ・マルガレット・ワラオー、ジェシカ・フェランダ、シャニア・ジュニアナタ、シンディ・グラ、センディ・アリアニ、ソニア・ナタリア、高城亜樹、ドゥリマ・リズキー、仲川遥香、ナビラ・ラトナ・アユ・アザリア、フリスカ・アナスタシア・ラクサニ、メロディー・ヌランダニ・ラクサニ、リカ・レヨナ、レズキー・ウィランティ・ディク | 3rd「Fortune Cookie in Love - Fortune Cookie Yang Mencinta -」 | [ 注 14 ] |
| 2013 | Baby! Baby! Baby! - Passionate Prayer Version - | | AKB48「Baby! Baby! Baby!」 | 3rd「Fortune Cookie in Love - Fortune Cookie Yang Mencinta -」 |           |
| 2013 | アリシア・チャンジア、ジェニファー・ハンナ、シンカ・ジュリアニ、シンタ・ナオミ、シンディ・ユフィア、タリア、デラ・デリラ、ドゥイ・プトゥリ・ボニタ、ナタリア、ナディラ・シンディ・ワンタリ、ノエラ・システリナ、フィフィヨナ・アプリアニ、ラトゥ・フィエンニ・フィトゥリリア、リディア・マウリダ・ジュハンダル、ロナ・アングレアニ | アリシア・チャンジア、ジェニファー・ハンナ、シンカ・ジュリアニ、シンタ・ナオミ、シンディ・ユフィア、タリア、デラ・デリラ、ドゥイ・プトゥリ・ボニタ、ナタリア、ナディラ・シンディ・ワンタリ、ノエラ・システリナ、フィフィヨナ・アプリアニ、ラトゥ・フィエンニ・フィトゥリリア、リディア・マウリダ・ジュハンダル、ロナ・アングレアニ | アリシア・チャンジア、ジェニファー・ハンナ、シンカ・ジュリアニ、シンタ・ナオミ、シンディ・ユフィア、タリア、デラ・デリラ、ドゥイ・プトゥリ・ボニタ、ナタリア、ナディラ・シンディ・ワンタリ、ノエラ・システリナ、フィフィヨナ・アプリアニ、ラトゥ・フィエンニ・フィトゥリリア、リディア・マウリダ・ジュハンダル、ロナ・アングレアニ | 3rd「Fortune Cookie in Love - Fortune Cookie Yang Mencinta -」 | [ 注 15 ] |
| 2013 | Manatsu no Sounds Good! - Musim Panas Sounds Good! | | AKB48「真夏のSounds good !」 | 4th「Manatsu no Sounds Good! - Musim Panas Sounds Good!」 |           |
| 2013 | アヤナ・シャハブ、ジェシカ・フェランダ、ジェニファー・ハンナ、シャニア・ジュニアナタ、シンタ・ナオミ、シンディ・ユフィア、高城亜樹、デフィ・キナル・プトゥリ、仲川遥香、ナビラ・ラトナ・アユ・アザリア、ノエラ・システリナ、ベビー・チャエサラ・アナディラ、メロディー・ヌランダニ・ラクサニ、ラトゥ・フィエンニ・フィトゥリリア、レズキー・ウィランティ・ディク、ロナ・アングレアニ | アヤナ・シャハブ、ジェシカ・フェランダ、ジェニファー・ハンナ、シャニア・ジュニアナタ、シンタ・ナオミ、シンディ・ユフィア、高城亜樹、デフィ・キナル・プトゥリ、仲川遥香、ナビラ・ラトナ・アユ・アザリア、ノエラ・システリナ、ベビー・チャエサラ・アナディラ、メロディー・ヌランダニ・ラクサニ、ラトゥ・フィエンニ・フィトゥリリア、レズキー・ウィランティ・ディク、ロナ・アングレアニ | アヤナ・シャハブ、ジェシカ・フェランダ、ジェニファー・ハンナ、シャニア・ジュニアナタ、シンタ・ナオミ、シンディ・ユフィア、高城亜樹、デフィ・キナル・プトゥリ、仲川遥香、ナビラ・ラトナ・アユ・アザリア、ノエラ・システリナ、ベビー・チャエサラ・アナディラ、メロディー・ヌランダニ・ラクサニ、ラトゥ・フィエンニ・フィトゥリリア、レズキー・ウィランティ・ディク、ロナ・アングレアニ | 4th「Manatsu no Sounds Good! - Musim Panas Sounds Good!」 | [ 注 8 ]  |
| 2013 | BINGO! | | AKB48「BINGO!」 | 4th「Manatsu no Sounds Good! - Musim Panas Sounds Good!」 |           |
| 2013 | アヤナ・シャハブ、アリシア・チャンジア、ガイダ・ファリシャ、ジェシカ・フェランダ、シャニア・ジュニアナタ、シンタ・ナオミ、シンディ・グラ、シンディ・ユフィア、タリア、仲川遥香、ナディラ・シンディ・ワンタリ、ナビラ・ラトナ・アユ・アザリア、メロディー・ヌランダニ・ラクサニ、ラトゥ・フィエンニ・フィトゥリリア、リディア・マウリダ・ジュハンダル、ロナ・アングレアニ | アヤナ・シャハブ、アリシア・チャンジア、ガイダ・ファリシャ、ジェシカ・フェランダ、シャニア・ジュニアナタ、シンタ・ナオミ、シンディ・グラ、シンディ・ユフィア、タリア、仲川遥香、ナディラ・シンディ・ワンタリ、ナビラ・ラトナ・アユ・アザリア、メロディー・ヌランダニ・ラクサニ、ラトゥ・フィエンニ・フィトゥリリア、リディア・マウリダ・ジュハンダル、ロナ・アングレアニ | アヤナ・シャハブ、アリシア・チャンジア、ガイダ・ファリシャ、ジェシカ・フェランダ、シャニア・ジュニアナタ、シンタ・ナオミ、シンディ・グラ、シンディ・ユフィア、タリア、仲川遥香、ナディラ・シンディ・ワンタリ、ナビラ・ラトナ・アユ・アザリア、メロディー・ヌランダニ・ラクサニ、ラトゥ・フィエンニ・フィトゥリリア、リディア・マウリダ・ジュハンダル、ロナ・アングレアニ | 4th「Manatsu no Sounds Good! - Musim Panas Sounds Good!」 | [ 注 16 ] |
| 2013 | Kimi to Boku no Kankei - Hubungan Kau Dan Aku | | AKB48「君と僕の関係」 | 4th「Manatsu no Sounds Good! - Musim Panas Sounds Good!」 |           |
| 2013 | ナビラ・ラトナ・アユ・アザリア、メロディー・ヌランダニ・ラクサニ | | | 4th「Manatsu no Sounds Good! - Musim Panas Sounds Good!」 |           |
| 2014 | Flying Get | | AKB48「フライングゲット」 | 5th「Flying Get」 |           |
| 2014 | アリシア・チャンジア、アヤナ・シャハブ、ガイダ・ファリシャ、ジェシカ・ファニア、ジェシカ・フェランダ、シャニア・ジュニアナタ、シンタ・ナオミ、シンディ・ユフィア、センディ・アリアニ、デフィ・キナル・プトゥリ、仲川遥香、ナビラ・ラトナ・アユ・アザリア、メロディー・ヌランダニ・ラクサニ、ラトゥ・フィエンニ・フィトゥリリア、レズキー・ウィランティ・ディク、フィフィヨナ・アプリアニ | アリシア・チャンジア、アヤナ・シャハブ、ガイダ・ファリシャ、ジェシカ・ファニア、ジェシカ・フェランダ、シャニア・ジュニアナタ、シンタ・ナオミ、シンディ・ユフィア、センディ・アリアニ、デフィ・キナル・プトゥリ、仲川遥香、ナビラ・ラトナ・アユ・アザリア、メロディー・ヌランダニ・ラクサニ、ラトゥ・フィエンニ・フィトゥリリア、レズキー・ウィランティ・ディク、フィフィヨナ・アプリアニ | アリシア・チャンジア、アヤナ・シャハブ、ガイダ・ファリシャ、ジェシカ・ファニア、ジェシカ・フェランダ、シャニア・ジュニアナタ、シンタ・ナオミ、シンディ・ユフィア、センディ・アリアニ、デフィ・キナル・プトゥリ、仲川遥香、ナビラ・ラトナ・アユ・アザリア、メロディー・ヌランダニ・ラクサニ、ラトゥ・フィエンニ・フィトゥリリア、レズキー・ウィランティ・ディク、フィフィヨナ・アプリアニ | 5th「Flying Get」 | [ 注 8 ]  |
| 2014 | Hanikami Lollypop - Malu-malu Lollypop - | | SKE48「はにかみロリーポップ」 | 5th「Flying Get」 |           |
| 2014 | インタル・プトゥリ・カリーナ、ガブリエラ・マルガレット・ワラオー、ジェニファー・ハンナ、ソニア・ナタリア、タリア、デラ・デリラ、ナタリア、ナディラ・シンディ・ワンタリ、ノエラ・システリナ、ベビー・チャエサラ・アナディラ、リスカ・ファイルニッサ、ロナ・アングレアニ | インタル・プトゥリ・カリーナ、ガブリエラ・マルガレット・ワラオー、ジェニファー・ハンナ、ソニア・ナタリア、タリア、デラ・デリラ、ナタリア、ナディラ・シンディ・ワンタリ、ノエラ・システリナ、ベビー・チャエサラ・アナディラ、リスカ・ファイルニッサ、ロナ・アングレアニ | インタル・プトゥリ・カリーナ、ガブリエラ・マルガレット・ワラオー、ジェニファー・ハンナ、ソニア・ナタリア、タリア、デラ・デリラ、ナタリア、ナディラ・シンディ・ワンタリ、ノエラ・システリナ、ベビー・チャエサラ・アナディラ、リスカ・ファイルニッサ、ロナ・アングレアニ | 5th「Flying Get」 | [ 注 17 ] |
| 2014 | Dareka no Tame ni - What Can I Do for Someone? – - Demi Seseorang – What Can I Do for Someone? - | | AKB48「誰かのために -What can I do for someone?-」 | 5th「Flying Get」 |           |
| 2014 | アヤナ・シャハブ、ガイダ・ファリシャ、ガブリエラ・マルガレット・ワラオー、ジェシカ・ファニア、ジェシカ・フェランダ、シャニア・ジュニアナタ、センディ・アリアニ、ソニア・ナタリア、タリア・イファンカ・エリザベス、デフィ・キナル・プトゥリ、仲川遥香、ナビラ・ラトナ・アユ・アザリア、ベビー・チャエサラ・アナディラ、メロディー・ヌランダニ・ラクサニ、リカ・レヨナ、レズキー・ウィランティ・ディク | アヤナ・シャハブ、ガイダ・ファリシャ、ガブリエラ・マルガレット・ワラオー、ジェシカ・ファニア、ジェシカ・フェランダ、シャニア・ジュニアナタ、センディ・アリアニ、ソニア・ナタリア、タリア・イファンカ・エリザベス、デフィ・キナル・プトゥリ、仲川遥香、ナビラ・ラトナ・アユ・アザリア、ベビー・チャエサラ・アナディラ、メロディー・ヌランダニ・ラクサニ、リカ・レヨナ、レズキー・ウィランティ・ディク | アヤナ・シャハブ、ガイダ・ファリシャ、ガブリエラ・マルガレット・ワラオー、ジェシカ・ファニア、ジェシカ・フェランダ、シャニア・ジュニアナタ、センディ・アリアニ、ソニア・ナタリア、タリア・イファンカ・エリザベス、デフィ・キナル・プトゥリ、仲川遥香、ナビラ・ラトナ・アユ・アザリア、ベビー・チャエサラ・アナディラ、メロディー・ヌランダニ・ラクサニ、リカ・レヨナ、レズキー・ウィランティ・ディク | 5th「Flying Get」 | [ 注 14 ] |
| 2014 | Korogaru Ishi ni Nare - Jadilah Batu yang Berputar - | | AKB48チームK「転がる石になれ」 | 5th「Flying Get」 |           |
| 2014 | アリシア・チャンジア、ジェニファー・ハンナ、シンカ・ジュリアニ、シンタ・ナオミ、シンディ・ユフィア、タリア、デラ・デリラ、ドゥイ・プトゥリ・ボニタ、ナタリア、ナディラ・シンディ・ワンタリ、ノエラ・システリナ、フィフィヨナ・アプリアニ、ラトゥ・フィエンニ・フィトゥリリア、リスカ・ファイルニッサ、リディア・マウリダ・ジュハンダル、ロナ・アングレアニ | アリシア・チャンジア、ジェニファー・ハンナ、シンカ・ジュリアニ、シンタ・ナオミ、シンディ・ユフィア、タリア、デラ・デリラ、ドゥイ・プトゥリ・ボニタ、ナタリア、ナディラ・シンディ・ワンタリ、ノエラ・システリナ、フィフィヨナ・アプリアニ、ラトゥ・フィエンニ・フィトゥリリア、リスカ・ファイルニッサ、リディア・マウリダ・ジュハンダル、ロナ・アングレアニ | アリシア・チャンジア、ジェニファー・ハンナ、シンカ・ジュリアニ、シンタ・ナオミ、シンディ・ユフィア、タリア、デラ・デリラ、ドゥイ・プトゥリ・ボニタ、ナタリア、ナディラ・シンディ・ワンタリ、ノエラ・システリナ、フィフィヨナ・アプリアニ、ラトゥ・フィエンニ・フィトゥリリア、リスカ・ファイルニッサ、リディア・マウリダ・ジュハンダル、ロナ・アングレアニ | 5th「Flying Get」 | [ 注 18 ] |
| 2014 | Aitakatta - Ingin Bertemu - | | AKB48「会いたかった」 | 5th「Flying Get」 |           |
| 2014 | | | | 5th「Flying Get」 |           |
| 2014 | Shoujotachi Yo - Gadis Remaja – | | AKB48「少女たちよ」 | 5th「Flying Get」 |           |
| 2014 | アヤナ・シャハブ、ベビー・チャエサラ・アナディラ、シンディ・ユフィア、デラ・デリラ、デフィ・キナル・プトゥリ、リディア・マウリダ・ジュハンダル、仲川遥香、ジェシカ・ファニア、ジェシカ・フェランダ、メロディー・ヌランダニ・ラクサニ、ナビラ・ラトナ・アユ・アザリア、レズキー・ウィランティ・ディク、ラトゥ・フィエンニ・フィトゥリリア、ロナ・アングレアニ、シャニア・ジュニアナタ、シンタ・ナオミ | アヤナ・シャハブ、ベビー・チャエサラ・アナディラ、シンディ・ユフィア、デラ・デリラ、デフィ・キナル・プトゥリ、リディア・マウリダ・ジュハンダル、仲川遥香、ジェシカ・ファニア、ジェシカ・フェランダ、メロディー・ヌランダニ・ラクサニ、ナビラ・ラトナ・アユ・アザリア、レズキー・ウィランティ・ディク、ラトゥ・フィエンニ・フィトゥリリア、ロナ・アングレアニ、シャニア・ジュニアナタ、シンタ・ナオミ | アヤナ・シャハブ、ベビー・チャエサラ・アナディラ、シンディ・ユフィア、デラ・デリラ、デフィ・キナル・プトゥリ、リディア・マウリダ・ジュハンダル、仲川遥香、ジェシカ・ファニア、ジェシカ・フェランダ、メロディー・ヌランダニ・ラクサニ、ナビラ・ラトナ・アユ・アザリア、レズキー・ウィランティ・ディク、ラトゥ・フィエンニ・フィトゥリリア、ロナ・アングレアニ、シャニア・ジュニアナタ、シンタ・ナオミ | 5th「Flying Get」 | [ 注 8 ]  |
| 2014 | Gingham Check | | AKB48「ギンガムチェック」 | 6th「Gingham Check」 |           |
| 2014 | アヤナ・シャハブ、ガイダ・ファリシャ、ジェシカ・ファニア、ジェシカ・フェランダ、ジェニファー・ハンナ、シャニア・ジュニアナタ、シンディ・ユフィア、タリア、デフィ・キナル・プトゥリ、仲川遥香、ナビラ・ラトナ・アユ・アザリア、フィフィヨナ・アプリアニ、ベビー・チャエサラ・アナディラ、メロディー・ヌランダニ・ラクサニ、ラトゥ・フィエンニ・フィトゥリリア、リカ・レヨナ | アヤナ・シャハブ、ガイダ・ファリシャ、ジェシカ・ファニア、ジェシカ・フェランダ、ジェニファー・ハンナ、シャニア・ジュニアナタ、シンディ・ユフィア、タリア、デフィ・キナル・プトゥリ、仲川遥香、ナビラ・ラトナ・アユ・アザリア、フィフィヨナ・アプリアニ、ベビー・チャエサラ・アナディラ、メロディー・ヌランダニ・ラクサニ、ラトゥ・フィエンニ・フィトゥリリア、リカ・レヨナ | アヤナ・シャハブ、ガイダ・ファリシャ、ジェシカ・ファニア、ジェシカ・フェランダ、ジェニファー・ハンナ、シャニア・ジュニアナタ、シンディ・ユフィア、タリア、デフィ・キナル・プトゥリ、仲川遥香、ナビラ・ラトナ・アユ・アザリア、フィフィヨナ・アプリアニ、ベビー・チャエサラ・アナディラ、メロディー・ヌランダニ・ラクサニ、ラトゥ・フィエンニ・フィトゥリリア、リカ・レヨナ | 6th「Gingham Check」 | [ 注 8 ]  |
| 2014 | Utsukushii Inazuma - Kilat yang Indah - | | SKE48「美しい稲妻」 | 6th「Gingham Check」 |           |
| 2014 | アリシア・チャンジア、ガブリエラ・マルガレット・ワラオー、サクティア・オクタピアニ、シンカ・ジュリアニ、シンタ・ナオミ、センディ・アリアニ、タリア・イファンカ・エリザベス、ドゥリマ・リズキー、ナタリア、ナディラ・シンディ・ワンタリ、ノフィンタ・ディニ、プリシリア・サリ・デウィ、フリスカ・アナスタシア・ラクサニ、リスカ・ファイルニッサ、レズキー・ウィランティ・ディク、ロナ・アングレアニ | アリシア・チャンジア、ガブリエラ・マルガレット・ワラオー、サクティア・オクタピアニ、シンカ・ジュリアニ、シンタ・ナオミ、センディ・アリアニ、タリア・イファンカ・エリザベス、ドゥリマ・リズキー、ナタリア、ナディラ・シンディ・ワンタリ、ノフィンタ・ディニ、プリシリア・サリ・デウィ、フリスカ・アナスタシア・ラクサニ、リスカ・ファイルニッサ、レズキー・ウィランティ・ディク、ロナ・アングレアニ | アリシア・チャンジア、ガブリエラ・マルガレット・ワラオー、サクティア・オクタピアニ、シンカ・ジュリアニ、シンタ・ナオミ、センディ・アリアニ、タリア・イファンカ・エリザベス、ドゥリマ・リズキー、ナタリア、ナディラ・シンディ・ワンタリ、ノフィンタ・ディニ、プリシリア・サリ・デウィ、フリスカ・アナスタシア・ラクサニ、リスカ・ファイルニッサ、レズキー・ウィランティ・ディク、ロナ・アングレアニ | 6th「Gingham Check」 | [ 注 19 ] |
| 2014 | Kondo Koso Ecstasy - Kali ini Ecstasy - | | AKB48「今度こそエクスタシー」 | 6th「Gingham Check」 |           |
| 2014 | ガイダ・ファリシャ、サクティア・オクタピアニ、ジェシカ・ファニア、ジェシカ・フェランダ、シャニア・ジュニアナタ、シンタ・ナオミ、タリア、デナ・シティ・ロヒャティ、デフィ・キナル・プトゥリ、フィフィヨナ・アプリアニ、フリスカ・アナスタシア・ラクサニ、ベビー・チャエサラ・アナディラ、ラトゥ・フィエンニ・フィトゥリリア、リカ・レヨナ、レズキー・ウィランティ・ディク、ロナ・アングレアニ | ガイダ・ファリシャ、サクティア・オクタピアニ、ジェシカ・ファニア、ジェシカ・フェランダ、シャニア・ジュニアナタ、シンタ・ナオミ、タリア、デナ・シティ・ロヒャティ、デフィ・キナル・プトゥリ、フィフィヨナ・アプリアニ、フリスカ・アナスタシア・ラクサニ、ベビー・チャエサラ・アナディラ、ラトゥ・フィエンニ・フィトゥリリア、リカ・レヨナ、レズキー・ウィランティ・ディク、ロナ・アングレアニ | ガイダ・ファリシャ、サクティア・オクタピアニ、ジェシカ・ファニア、ジェシカ・フェランダ、シャニア・ジュニアナタ、シンタ・ナオミ、タリア、デナ・シティ・ロヒャティ、デフィ・キナル・プトゥリ、フィフィヨナ・アプリアニ、フリスカ・アナスタシア・ラクサニ、ベビー・チャエサラ・アナディラ、ラトゥ・フィエンニ・フィトゥリリア、リカ・レヨナ、レズキー・ウィランティ・ディク、ロナ・アングレアニ | 6th「Gingham Check」 | [ 注 20 ] |
| 2014 | Boku wa Ganbaru - Aku Akan Berjuang - | | AKB48「僕は頑張る」 | 6th「Gingham Check」 |           |
| 2014 | アヤナ・シャハブ、ジェニファー・ハンナ、シンカ・ジュリアニ、シンディ・ユフィア、センディ・アリアニ、仲川遥香、ナビラ・ラトナ・アユ・アザリア、メロディー・ヌランダニ・ラクサニ、リスカ・ファイルニッサ | アヤナ・シャハブ、ジェニファー・ハンナ、シンカ・ジュリアニ、シンディ・ユフィア、センディ・アリアニ、仲川遥香、ナビラ・ラトナ・アユ・アザリア、メロディー・ヌランダニ・ラクサニ、リスカ・ファイルニッサ | アヤナ・シャハブ、ジェニファー・ハンナ、シンカ・ジュリアニ、シンディ・ユフィア、センディ・アリアニ、仲川遥香、ナビラ・ラトナ・アユ・アザリア、メロディー・ヌランダニ・ラクサニ、リスカ・ファイルニッサ | 6th「Gingham Check」 | [ 注 13 ] |
| 2014 | Sakura no Hanabiratachi - Kelopak-kelopak Bunga Sakura - | | AKB48「桜の花びらたち」 | 6th「Gingham Check」 |           |
| 2014 | アヤナ・シャハブ、アリシア・チャンジア、ガイダ・ファリシャ、ガブリエラ・マルガレット・ワラオー、サクティア・オクタピアニ、ジェシカ・ファニア、ジェシカ・フェランダ、ジェニファー・ハンナ、ジェニファー・ラヘル・ナタシャ、シャニア・ジュニアナタ、シンカ・ジュリアニ、シンタ・ナオミ、シンディ・ユフィア、センディ・アリアニ、ソニア・ナタリア、タリア、タリア・イファンカ・エリザベス、デナ・シティ・ロヒャティ、デフィ・キナル・プトゥリ、デラ・デリラ、ドゥイ・プトゥリ・ボニタ、ドゥリマ・リズキー、仲川遥香、ナタリア、ナディラ・シンディ・ワンタリ、ナビラ・ラトナ・アユ・アザリア、ノエラ・システリナ、ノフィンタ・ディニ、ファヒルヤニ・シャファリヤンティ、フィフィヨナ・アプリアニ、プリシリア・サリ・デウィ、フリスカ・アナスタシア・ラクサニ、ベビー・チャエサラ・アナディラ、メロディー・ヌランダニ・ラクサニ、ラトゥ・フィエンニ・フィトゥリリア、リカ・レヨナ、リスカ・ファイルニッサ、リディア・マウリダ・ジュハンダル、レズキー・ウィランティ・ディク、ロナ・アングレアニ | | | 6th「Gingham Check」 |           |
| 2014 | Papan Penanda Isi Hati - Message on a Placard | | AKB48「心のプラカード」 | 7th「Papan Penanda Isi Hati - Message on a Placard」 |           |
| 2014 | ジェシカ・ファニア、ジェシカ・フェランダ、シャニア・ジュニアナタ、シンタ・ナオミ、シンディ・ユフィア、タリア、タリア・イファンカ・エリザベス、近野莉菜、デフィ・キナル・プトゥリ、仲川遥香、ナビラ・ラトナ・アユ・アザリア、ベビー・チャエサラ・アナディラ、メロディー・ヌランダニ・ラクサニ、ラトゥ・フィエンニ・フィトゥリリア、リスカ・ファイルニッサ、レズキー・ウィランティ・ディク | ジェシカ・ファニア、ジェシカ・フェランダ、シャニア・ジュニアナタ、シンタ・ナオミ、シンディ・ユフィア、タリア、タリア・イファンカ・エリザベス、近野莉菜、デフィ・キナル・プトゥリ、仲川遥香、ナビラ・ラトナ・アユ・アザリア、ベビー・チャエサラ・アナディラ、メロディー・ヌランダニ・ラクサニ、ラトゥ・フィエンニ・フィトゥリリア、リスカ・ファイルニッサ、レズキー・ウィランティ・ディク | ジェシカ・ファニア、ジェシカ・フェランダ、シャニア・ジュニアナタ、シンタ・ナオミ、シンディ・ユフィア、タリア、タリア・イファンカ・エリザベス、近野莉菜、デフィ・キナル・プトゥリ、仲川遥香、ナビラ・ラトナ・アユ・アザリア、ベビー・チャエサラ・アナディラ、メロディー・ヌランダニ・ラクサニ、ラトゥ・フィエンニ・フィトゥリリア、リスカ・ファイルニッサ、レズキー・ウィランティ・ディク | 7th「Papan Penanda Isi Hati - Message on a Placard」 | [ 注 22 ] |
| 2014 | Dialog Dengan Kenari - Kurumi to Dialogue - | | AKB48「胡桃とダイアローグ」 | 7th「Papan Penanda Isi Hati - Message on a Placard」 |           |
| 2014 | アヤナ・シャハブ、ジェシカ・ファニア、ジェシカ・フェランダ、ジェニファー・ラヘル・ナタシャ、シャニア・ジュニアナタ、センディ・アリアニ、デナ・シティ・ロヒャティ、デフィ・キナル・プトゥリ、ドゥリマ・リズキー、仲川遥香、ナビラ・ラトナ・アユ・アザリア、フリスカ・アナスタシア・ラクサニ、ベビー・チャエサラ・アナディラ、メロディー・ヌランダニ・ラクサニ、リカ・レヨナ、レズキー・ウィランティ・ディク | アヤナ・シャハブ、ジェシカ・ファニア、ジェシカ・フェランダ、ジェニファー・ラヘル・ナタシャ、シャニア・ジュニアナタ、センディ・アリアニ、デナ・シティ・ロヒャティ、デフィ・キナル・プトゥリ、ドゥリマ・リズキー、仲川遥香、ナビラ・ラトナ・アユ・アザリア、フリスカ・アナスタシア・ラクサニ、ベビー・チャエサラ・アナディラ、メロディー・ヌランダニ・ラクサニ、リカ・レヨナ、レズキー・ウィランティ・ディク | アヤナ・シャハブ、ジェシカ・ファニア、ジェシカ・フェランダ、ジェニファー・ラヘル・ナタシャ、シャニア・ジュニアナタ、センディ・アリアニ、デナ・シティ・ロヒャティ、デフィ・キナル・プトゥリ、ドゥリマ・リズキー、仲川遥香、ナビラ・ラトナ・アユ・アザリア、フリスカ・アナスタシア・ラクサニ、ベビー・チャエサラ・アナディラ、メロディー・ヌランダニ・ラクサニ、リカ・レヨナ、レズキー・ウィランティ・ディク | 7th「Papan Penanda Isi Hati - Message on a Placard」 | [ 注 8 ]  |
| 2014 | Lucky Seven | | AKB48「ラッキーセブン」 | 7th「Papan Penanda Isi Hati - Message on a Placard」 |           |
| 2014 | アリシア・チャンジア、ジェニファー・ハンナ、シンカ・ジュリアニ、シンタ・ナオミ、シンディ・ユフィア、近野莉菜、デラ・デリラ、ナタリア、ナディラ・シンディ・ワンタリ、ノフィンタ・ディニ、ファヒルヤニ・シャファリヤンティ、プリシリア・サリ・デウィ、ラトゥ・フィエンニ・フィトゥリリア、リスカ・ファイルニッサ、ロナ・アングレアニ | アリシア・チャンジア、ジェニファー・ハンナ、シンカ・ジュリアニ、シンタ・ナオミ、シンディ・ユフィア、近野莉菜、デラ・デリラ、ナタリア、ナディラ・シンディ・ワンタリ、ノフィンタ・ディニ、ファヒルヤニ・シャファリヤンティ、プリシリア・サリ・デウィ、ラトゥ・フィエンニ・フィトゥリリア、リスカ・ファイルニッサ、ロナ・アングレアニ | アリシア・チャンジア、ジェニファー・ハンナ、シンカ・ジュリアニ、シンタ・ナオミ、シンディ・ユフィア、近野莉菜、デラ・デリラ、ナタリア、ナディラ・シンディ・ワンタリ、ノフィンタ・ディニ、ファヒルヤニ・シャファリヤンティ、プリシリア・サリ・デウィ、ラトゥ・フィエンニ・フィトゥリリア、リスカ・ファイルニッサ、ロナ・アングレアニ | 7th「Papan Penanda Isi Hati - Message on a Placard」 | [ 注 23 ] |
| 2014 | Alasanku Maybe - Iiwake Maybe - | | AKB48「言い訳Maybe」 | 7th「Papan Penanda Isi Hati - Message on a Placard」 |           |
| 2014 | アニンディタ・ラーマ・チャヒャディ、アマンダ・ドウィ・アリスタ、アリシア・フェリヤナ、アンデラ・ユウォノ、イレィン・ハルタント、シャニ・インディラ・ナティオ、シャフィラ・アンジェラ・ヌルハリザ、ナディファ・サルサビラ、ニナ・ハミダ、ニ・マデ・アユ・ファニア・アウレリア、フランシスカ・サラスワティ・プスパ・デウィ、マリア・ゲノフェフア・ナタリア・デシー・プルナマサリ・グナワン、マルタ・グラシエラ、ミシェル・クリスト・クスナディ、ミレニア・クリスティエン・グロリ・ゴエナワン、リズカ・カリラ | アニンディタ・ラーマ・チャヒャディ、アマンダ・ドウィ・アリスタ、アリシア・フェリヤナ、アンデラ・ユウォノ、イレィン・ハルタント、シャニ・インディラ・ナティオ、シャフィラ・アンジェラ・ヌルハリザ、ナディファ・サルサビラ、ニナ・ハミダ、ニ・マデ・アユ・ファニア・アウレリア、フランシスカ・サラスワティ・プスパ・デウィ、マリア・ゲノフェフア・ナタリア・デシー・プルナマサリ・グナワン、マルタ・グラシエラ、ミシェル・クリスト・クスナディ、ミレニア・クリスティエン・グロリ・ゴエナワン、リズカ・カリラ | アニンディタ・ラーマ・チャヒャディ、アマンダ・ドウィ・アリスタ、アリシア・フェリヤナ、アンデラ・ユウォノ、イレィン・ハルタント、シャニ・インディラ・ナティオ、シャフィラ・アンジェラ・ヌルハリザ、ナディファ・サルサビラ、ニナ・ハミダ、ニ・マデ・アユ・ファニア・アウレリア、フランシスカ・サラスワティ・プスパ・デウィ、マリア・ゲノフェフア・ナタリア・デシー・プルナマサリ・グナワン、マルタ・グラシエラ、ミシェル・クリスト・クスナディ、ミレニア・クリスティエン・グロリ・ゴエナワン、リズカ・カリラ | 7th「Papan Penanda Isi Hati - Message on a Placard」 | [ 注 24 ] |
| 2014 | Angin Sedang Berhembus 〜 The Wind is Blowing/Kaze wa Fuiteru | | AKB48「風は吹いている」 | 8th「Angin Sedang Berhembus 〜 The Wind is Blowing/Kaze wa Fuiteru」 |           |
| 2014 | アヤナ・シャハブ、ガイダ・ファリシャ、ジェシカ・フェランダ、シャニア・ジュニアナタ、シンタ・ナオミ、シンディ・ユフィア、タリア、近野莉菜、デフィ・キナル・プトゥリ、仲川遥香、ナビラ・ラトナ・アユ・アザリア、フィフィヨナ・アプリアニ、ベビー・チャエサラ・アナディラ、メロディー・ヌランダニ・ラクサニ、ラトゥ・フィエンニ・フィトゥリリア、レズキー・ウィランティ・ディク | アヤナ・シャハブ、ガイダ・ファリシャ、ジェシカ・フェランダ、シャニア・ジュニアナタ、シンタ・ナオミ、シンディ・ユフィア、タリア、近野莉菜、デフィ・キナル・プトゥリ、仲川遥香、ナビラ・ラトナ・アユ・アザリア、フィフィヨナ・アプリアニ、ベビー・チャエサラ・アナディラ、メロディー・ヌランダニ・ラクサニ、ラトゥ・フィエンニ・フィトゥリリア、レズキー・ウィランティ・ディク | アヤナ・シャハブ、ガイダ・ファリシャ、ジェシカ・フェランダ、シャニア・ジュニアナタ、シンタ・ナオミ、シンディ・ユフィア、タリア、近野莉菜、デフィ・キナル・プトゥリ、仲川遥香、ナビラ・ラトナ・アユ・アザリア、フィフィヨナ・アプリアニ、ベビー・チャエサラ・アナディラ、メロディー・ヌランダニ・ラクサニ、ラトゥ・フィエンニ・フィトゥリリア、レズキー・ウィランティ・ディク | 8th「Angin Sedang Berhembus 〜 The Wind is Blowing/Kaze wa Fuiteru」 | [ 注 9 ]  |
| 2014 | Ciuman juga kidal 〜 Kiss datte Hidarikiki | | SKE48「キスだって左利き」 | 8th「Angin Sedang Berhembus 〜 The Wind is Blowing/Kaze wa Fuiteru」 |           |
| 2014 | アマンダ・ドウィ・アリスタ、アリシア・チャンジア、アンデラ・ユウォノ、イレィン・ハルタント、ジェニファー・ハンナ、ジェニファー・ラヘル・ナタシャ、シンカ・ジュリアニ、シャニ・インディラ・ナティオ、タリア・イファンカ・エリサベス、デナ・シティ・ロヒャティ、ナディラ・シンディ・ワンタリ、ミシェル・クリスト・クスナディ、リディア・マウリダ・ジュハンダル、ロナ・アングレアニ | アマンダ・ドウィ・アリスタ、アリシア・チャンジア、アンデラ・ユウォノ、イレィン・ハルタント、ジェニファー・ハンナ、ジェニファー・ラヘル・ナタシャ、シンカ・ジュリアニ、シャニ・インディラ・ナティオ、タリア・イファンカ・エリサベス、デナ・シティ・ロヒャティ、ナディラ・シンディ・ワンタリ、ミシェル・クリスト・クスナディ、リディア・マウリダ・ジュハンダル、ロナ・アングレアニ | アマンダ・ドウィ・アリスタ、アリシア・チャンジア、アンデラ・ユウォノ、イレィン・ハルタント、ジェニファー・ハンナ、ジェニファー・ラヘル・ナタシャ、シンカ・ジュリアニ、シャニ・インディラ・ナティオ、タリア・イファンカ・エリサベス、デナ・シティ・ロヒャティ、ナディラ・シンディ・ワンタリ、ミシェル・クリスト・クスナディ、リディア・マウリダ・ジュハンダル、ロナ・アングレアニ | 8th「Angin Sedang Berhembus 〜 The Wind is Blowing/Kaze wa Fuiteru」 | [ 注 25 ] |
| 2014 | Simpati Gravitasi 〜 Juryoku Sympathy | | AKB48 チームサプライズ「重力シンパシー」 | 8th「Angin Sedang Berhembus 〜 The Wind is Blowing/Kaze wa Fuiteru」 |           |
| 2014 | アヤナ・シャハブ、ジェシカ・ファニア、ジェシカ・フェランダ、ジェニファー・ラヘル・ナタシャ、シャニア・ジュニアナタ、センディ・アリアニ、デナ・シティ・ロヒャティ、デフィ・キナル・プトゥリ、ドゥリマ・リズキー、仲川遥香、ナビラ・ラトナ・アユ・アザリア、フリスカ・アナスタシア・ラクサニ、ベビー・カエサラ・アナディラ、メロディー・ヌランダニ・ラクサニ、レズキー・ウィランティ・ディク | アヤナ・シャハブ、ジェシカ・ファニア、ジェシカ・フェランダ、ジェニファー・ラヘル・ナタシャ、シャニア・ジュニアナタ、センディ・アリアニ、デナ・シティ・ロヒャティ、デフィ・キナル・プトゥリ、ドゥリマ・リズキー、仲川遥香、ナビラ・ラトナ・アユ・アザリア、フリスカ・アナスタシア・ラクサニ、ベビー・カエサラ・アナディラ、メロディー・ヌランダニ・ラクサニ、レズキー・ウィランティ・ディク | アヤナ・シャハブ、ジェシカ・ファニア、ジェシカ・フェランダ、ジェニファー・ラヘル・ナタシャ、シャニア・ジュニアナタ、センディ・アリアニ、デナ・シティ・ロヒャティ、デフィ・キナル・プトゥリ、ドゥリマ・リズキー、仲川遥香、ナビラ・ラトナ・アユ・アザリア、フリスカ・アナスタシア・ラクサニ、ベビー・カエサラ・アナディラ、メロディー・ヌランダニ・ラクサニ、レズキー・ウィランティ・ディク | 8th「Angin Sedang Berhembus 〜 The Wind is Blowing/Kaze wa Fuiteru」 | [ 注 8 ]  |
| 2014 | Selamanya Pressure 〜 Eien Pressure | | AKB48「永遠プレッシャー」 | 8th「Angin Sedang Berhembus 〜 The Wind is Blowing/Kaze wa Fuiteru」 |           |
| 2014 | アリシア・チャンジア、ジェニファー・ハンナ、シンカ・ジュリアニ、シンタ・ナオミ、シンディ・ユフィア、近野莉菜、デラ・デリラ、ナタリア、ナディラ・シンディ・ワンタリ、ノフィンタ・ディニ、ファヒルヤニ・シャファリヤンティ、プリシリア・サリ・デウィ、ラトゥ・フィエンニ・フィトゥリリア、リスカ・ファイルニッサ、ロナ・アングレアニ | アリシア・チャンジア、ジェニファー・ハンナ、シンカ・ジュリアニ、シンタ・ナオミ、シンディ・ユフィア、近野莉菜、デラ・デリラ、ナタリア、ナディラ・シンディ・ワンタリ、ノフィンタ・ディニ、ファヒルヤニ・シャファリヤンティ、プリシリア・サリ・デウィ、ラトゥ・フィエンニ・フィトゥリリア、リスカ・ファイルニッサ、ロナ・アングレアニ | アリシア・チャンジア、ジェニファー・ハンナ、シンカ・ジュリアニ、シンタ・ナオミ、シンディ・ユフィア、近野莉菜、デラ・デリラ、ナタリア、ナディラ・シンディ・ワンタリ、ノフィンタ・ディニ、ファヒルヤニ・シャファリヤンティ、プリシリア・サリ・デウィ、ラトゥ・フィエンニ・フィトゥリリア、リスカ・ファイルニッサ、ロナ・アングレアニ | 8th「Angin Sedang Berhembus 〜 The Wind is Blowing/Kaze wa Fuiteru」 | [ 注 12 ] |
| 2014 | Berkedip 3 kali 〜 Wink wa 3 Kai | | HKT48「ウインクは3回」 | 8th「Angin Sedang Berhembus 〜 The Wind is Blowing/Kaze wa Fuiteru」 |           |
| 2014 | アマンダ・ドウィ・アリスタ、アンデラ・ユウォノ、アンジー・プトゥリ・クルニアサリ、アユ・サフィラ・オクタフィアニ、チキタ・ラフェンスカ・マヌサ、イレィン・ハルタント、フェニ・フィトゥリヤンティ、フランシスカ・サラスワティ・プスパ・デウィ、マリア・ゲノフェフア・ナタリア・デシー・プルナマサリ・グナワン、マルタ・グラシエラ、ミシェル・クリスト・クスナディ、ナディファ・サルサビラ、ニ・マデ・アユ・ファニア・アウレリア、シャニ・インディラ・ナティオ、シャニア・グラシア、シャフィラ・アンジェラ・ヌルハリザ | アマンダ・ドウィ・アリスタ、アンデラ・ユウォノ、アンジー・プトゥリ・クルニアサリ、アユ・サフィラ・オクタフィアニ、チキタ・ラフェンスカ・マヌサ、イレィン・ハルタント、フェニ・フィトゥリヤンティ、フランシスカ・サラスワティ・プスパ・デウィ、マリア・ゲノフェフア・ナタリア・デシー・プルナマサリ・グナワン、マルタ・グラシエラ、ミシェル・クリスト・クスナディ、ナディファ・サルサビラ、ニ・マデ・アユ・ファニア・アウレリア、シャニ・インディラ・ナティオ、シャニア・グラシア、シャフィラ・アンジェラ・ヌルハリザ | アマンダ・ドウィ・アリスタ、アンデラ・ユウォノ、アンジー・プトゥリ・クルニアサリ、アユ・サフィラ・オクタフィアニ、チキタ・ラフェンスカ・マヌサ、イレィン・ハルタント、フェニ・フィトゥリヤンティ、フランシスカ・サラスワティ・プスパ・デウィ、マリア・ゲノフェフア・ナタリア・デシー・プルナマサリ・グナワン、マルタ・グラシエラ、ミシェル・クリスト・クスナディ、ナディファ・サルサビラ、ニ・マデ・アユ・ファニア・アウレリア、シャニ・インディラ・ナティオ、シャニア・グラシア、シャフィラ・アンジェラ・ヌルハリザ | 8th「Angin Sedang Berhembus 〜 The Wind is Blowing/Kaze wa Fuiteru」 | [ 注 26 ] |
| 2015 | Pareo adalah Emerald 〜 Pareo wa Emerald | | SKE48「パレオはエメラルド」 | 9th「Pareo adalah Emerald 〜 Pareo wa Emerald」 |           |
| 2015 | アンデラ・ユウォノ、ベビー・チャエサラ・アナディラ、シンディ・ユフィア、デフィ・キナル・プトゥリ、仲川遥香、ジェニファー・ハンナ、ジェシカ・フェランダ、メロディー・ヌランダニ・ラクサニ、ミシェル・クリスト・クスナディ、ナビラ・ラトナ・アユ・アザリア、ラトゥ・フィエンニ・フィトゥリリア、レズキー・ウィランティ・ディク、ロナ・アングレアニ、シャニア・ジュニアナタ、シンタ・ナオミ、タリア | アンデラ・ユウォノ、ベビー・チャエサラ・アナディラ、シンディ・ユフィア、デフィ・キナル・プトゥリ、仲川遥香、ジェニファー・ハンナ、ジェシカ・フェランダ、メロディー・ヌランダニ・ラクサニ、ミシェル・クリスト・クスナディ、ナビラ・ラトナ・アユ・アザリア、ラトゥ・フィエンニ・フィトゥリリア、レズキー・ウィランティ・ディク、ロナ・アングレアニ、シャニア・ジュニアナタ、シンタ・ナオミ、タリア | アンデラ・ユウォノ、ベビー・チャエサラ・アナディラ、シンディ・ユフィア、デフィ・キナル・プトゥリ、仲川遥香、ジェニファー・ハンナ、ジェシカ・フェランダ、メロディー・ヌランダニ・ラクサニ、ミシェル・クリスト・クスナディ、ナビラ・ラトナ・アユ・アザリア、ラトゥ・フィエンニ・フィトゥリリア、レズキー・ウィランティ・ディク、ロナ・アングレアニ、シャニア・ジュニアナタ、シンタ・ナオミ、タリア | 9th「Pareo adalah Emerald 〜 Pareo wa Emerald」 | [ 注 8 ]  |
| 2015 | Buah Mawar 〜 Bara no Kajitsu | | AKB48「バラの果実」 | 9th「Pareo adalah Emerald 〜 Pareo wa Emerald」 |           |
| 2015 | アリシア・チャンジア、アマンダ・ドウィ・アリスタ、アヤナ・シャハブ、近野莉菜、チキタ・ラフェンスカ・マヌサ、ガイダ・ファリシャ、リディア・マウリダ・ジュハンダル、マリア・ゲノフェフア・ナタリア・デシー・プルナマサリ・グナワン、ナディファ・サルサビラ、ナタリア、ノフィンタ・ディニ、リスカ・ファイルニッサ、シャニ・インディラ・ナティオ、シャニア・グラシア、シンカ・ジュリアニ、フィフィヨナ・アプリアニ | アリシア・チャンジア、アマンダ・ドウィ・アリスタ、アヤナ・シャハブ、近野莉菜、チキタ・ラフェンスカ・マヌサ、ガイダ・ファリシャ、リディア・マウリダ・ジュハンダル、マリア・ゲノフェフア・ナタリア・デシー・プルナマサリ・グナワン、ナディファ・サルサビラ、ナタリア、ノフィンタ・ディニ、リスカ・ファイルニッサ、シャニ・インディラ・ナティオ、シャニア・グラシア、シンカ・ジュリアニ、フィフィヨナ・アプリアニ | アリシア・チャンジア、アマンダ・ドウィ・アリスタ、アヤナ・シャハブ、近野莉菜、チキタ・ラフェンスカ・マヌサ、ガイダ・ファリシャ、リディア・マウリダ・ジュハンダル、マリア・ゲノフェフア・ナタリア・デシー・プルナマサリ・グナワン、ナディファ・サルサビラ、ナタリア、ノフィンタ・ディニ、リスカ・ファイルニッサ、シャニ・インディラ・ナティオ、シャニア・グラシア、シンカ・ジュリアニ、フィフィヨナ・アプリアニ | 9th「Pareo adalah Emerald 〜 Pareo wa Emerald」 | [ 注 27 ] |
| 2015 | Apel yang ada di puncak 〜 Takane no Ringo | | NMB48「高嶺の林檎」 | 9th「Pareo adalah Emerald 〜 Pareo wa Emerald」 |           |
| 2015 | アヤナ・シャハブ、ベビー・チャエサラ・アナディラ、ドゥリマ・リズキー、デナ・シティ・ロヒャティ、デフィ・キナル・プトゥリ、フリスカ・アナスタシア・ラクサニ、ガブリエラ・マルガレット・ワラオー、ガイダ・ファリシャ、仲川遥香、ジェニファー・ラヘル・ナタシャ、ジェシカ・フェランダ、メロディー・ヌランダニ・ラクサニ、ナビラ・ラトナ・アユ・アザリア、レズキー・ウィランティ・ディク、シャニア・ジュニアナタ、タリア・イファンカ・エリサベス | アヤナ・シャハブ、ベビー・チャエサラ・アナディラ、ドゥリマ・リズキー、デナ・シティ・ロヒャティ、デフィ・キナル・プトゥリ、フリスカ・アナスタシア・ラクサニ、ガブリエラ・マルガレット・ワラオー、ガイダ・ファリシャ、仲川遥香、ジェニファー・ラヘル・ナタシャ、ジェシカ・フェランダ、メロディー・ヌランダニ・ラクサニ、ナビラ・ラトナ・アユ・アザリア、レズキー・ウィランティ・ディク、シャニア・ジュニアナタ、タリア・イファンカ・エリサベス | アヤナ・シャハブ、ベビー・チャエサラ・アナディラ、ドゥリマ・リズキー、デナ・シティ・ロヒャティ、デフィ・キナル・プトゥリ、フリスカ・アナスタシア・ラクサニ、ガブリエラ・マルガレット・ワラオー、ガイダ・ファリシャ、仲川遥香、ジェニファー・ラヘル・ナタシャ、ジェシカ・フェランダ、メロディー・ヌランダニ・ラクサニ、ナビラ・ラトナ・アユ・アザリア、レズキー・ウィランティ・ディク、シャニア・ジュニアナタ、タリア・イファンカ・エリサベス | 9th「Pareo adalah Emerald 〜 Pareo wa Emerald」 | [ 注 8 ]  |
| 2015 | Escape | | SKE48「Escape」 | 9th「Pareo adalah Emerald 〜 Pareo wa Emerald」 |           |
| 2015 | アリシア・チャンジア、シンディ・ユフィア、デラ・デリラ、ジェニファー・ハンナ、リディア・マウリダ・ジュハンダル、ナディラ・シンディ・ワンタリ、ナタリア、プリシリア・サリ・デウィ、ラトゥ・フィエンニ・フィトゥリリア、近野莉菜、リスカ・ファイルニッサ、ロナ・アングレアニ、サクティア・オクタピアニ、シンタ・ナオミ、シンカ・ジュリアニ、タリア、タリア、フィフィヨナ・アプリアニ | アリシア・チャンジア、シンディ・ユフィア、デラ・デリラ、ジェニファー・ハンナ、リディア・マウリダ・ジュハンダル、ナディラ・シンディ・ワンタリ、ナタリア、プリシリア・サリ・デウィ、ラトゥ・フィエンニ・フィトゥリリア、近野莉菜、リスカ・ファイルニッサ、ロナ・アングレアニ、サクティア・オクタピアニ、シンタ・ナオミ、シンカ・ジュリアニ、タリア、タリア、フィフィヨナ・アプリアニ | アリシア・チャンジア、シンディ・ユフィア、デラ・デリラ、ジェニファー・ハンナ、リディア・マウリダ・ジュハンダル、ナディラ・シンディ・ワンタリ、ナタリア、プリシリア・サリ・デウィ、ラトゥ・フィエンニ・フィトゥリリア、近野莉菜、リスカ・ファイルニッサ、ロナ・アングレアニ、サクティア・オクタピアニ、シンタ・ナオミ、シンカ・ジュリアニ、タリア、タリア、フィフィヨナ・アプリアニ | 9th「Pareo adalah Emerald 〜 Pareo wa Emerald」 | [ 注 12 ] |
| 2015 | Dibanding Kemarin Semakin Suka 〜 Kinou Yorimo Motto Suki | | AKB48「昨日よりもっと好き」 | 9th「Pareo adalah Emerald 〜 Pareo wa Emerald」 |           |
| 2015 | アマンダ・ドウィ・アリスタ、アンデラ・ユウォノ、アニンディタ・ラーマ・チャヒャディ、アユ・サフィラ・オクタフィアニ、チキタ・ラフェンスカ・マヌサ、イレィン・ハルタント、フェニ・フィトゥリヤンティ、フランシスカ・サラスワティ・プスパ・デウィ、マリア・ゲノフェフア・ナタリア・デシー・プルナマサリ・グナワン、マルタ・グラシエラ、ミシェル・クリスト・クスナディ、ナディファ・サルサビラ、ニ・マデ・アユ・ファニア・アウレリア、シャニ・インディラ・ナティオ、シャニア・グラシア、シャフィラ・アンジェラ・ヌルハリザ | アマンダ・ドウィ・アリスタ、アンデラ・ユウォノ、アニンディタ・ラーマ・チャヒャディ、アユ・サフィラ・オクタフィアニ、チキタ・ラフェンスカ・マヌサ、イレィン・ハルタント、フェニ・フィトゥリヤンティ、フランシスカ・サラスワティ・プスパ・デウィ、マリア・ゲノフェフア・ナタリア・デシー・プルナマサリ・グナワン、マルタ・グラシエラ、ミシェル・クリスト・クスナディ、ナディファ・サルサビラ、ニ・マデ・アユ・ファニア・アウレリア、シャニ・インディラ・ナティオ、シャニア・グラシア、シャフィラ・アンジェラ・ヌルハリザ | アマンダ・ドウィ・アリスタ、アンデラ・ユウォノ、アニンディタ・ラーマ・チャヒャディ、アユ・サフィラ・オクタフィアニ、チキタ・ラフェンスカ・マヌサ、イレィン・ハルタント、フェニ・フィトゥリヤンティ、フランシスカ・サラスワティ・プスパ・デウィ、マリア・ゲノフェフア・ナタリア・デシー・プルナマサリ・グナワン、マルタ・グラシエラ、ミシェル・クリスト・クスナディ、ナディファ・サルサビラ、ニ・マデ・アユ・ファニア・アウレリア、シャニ・インディラ・ナティオ、シャニア・グラシア、シャフィラ・アンジェラ・ヌルハリザ | 9th「Pareo adalah Emerald 〜 Pareo wa Emerald」 | [ 注 28 ] |
| 2015 | Refrain Penuh Harapan - Refrain Full of Hope / Kibouteki Refrain | | AKB48「希望的リフレイン」 | 10th「Refrain Penuh Harapan - Refrain Full of Hope / Kibouteki Refrain」 |           |
| 2015 | アンデラ・ユウォノ、アヤナ・シャハブ、ベビー・チャエサラ・アナディラ、シンディ・ユフィア、デフィ・キナル・プトゥリ、ガブリエラ・マルガレット・ワラオー、ガイダ・ファリシャ、仲川遥香、ジェシカ・フェランダ、メロディー・ヌランダニ・ラクサニ、ナビラ・ラトナ・アユ・アザリア、プリシリア・サリ・デウィ、ラトゥ・フィエンニ・フィトゥリリア、リスカ・ファイルニッサ、センディ・アリアニ、シャニア・ジュニアナタ | アンデラ・ユウォノ、アヤナ・シャハブ、ベビー・チャエサラ・アナディラ、シンディ・ユフィア、デフィ・キナル・プトゥリ、ガブリエラ・マルガレット・ワラオー、ガイダ・ファリシャ、仲川遥香、ジェシカ・フェランダ、メロディー・ヌランダニ・ラクサニ、ナビラ・ラトナ・アユ・アザリア、プリシリア・サリ・デウィ、ラトゥ・フィエンニ・フィトゥリリア、リスカ・ファイルニッサ、センディ・アリアニ、シャニア・ジュニアナタ | アンデラ・ユウォノ、アヤナ・シャハブ、ベビー・チャエサラ・アナディラ、シンディ・ユフィア、デフィ・キナル・プトゥリ、ガブリエラ・マルガレット・ワラオー、ガイダ・ファリシャ、仲川遥香、ジェシカ・フェランダ、メロディー・ヌランダニ・ラクサニ、ナビラ・ラトナ・アユ・アザリア、プリシリア・サリ・デウィ、ラトゥ・フィエンニ・フィトゥリリア、リスカ・ファイルニッサ、センディ・アリアニ、シャニア・ジュニアナタ | 10th「Refrain Penuh Harapan - Refrain Full of Hope / Kibouteki Refrain」 | [ 注 20 ] |
| 2015 | Value Milikku Saja - Boku Dake no Value | アンダーガールズ | AKB48「僕だけのvalue」 | 10th「Refrain Penuh Harapan - Refrain Full of Hope / Kibouteki Refrain」 |           |
| 2015 | ドゥイ・プトゥリ・ボニタ、イレィン・ハルタント、ジェニファー・ハンナ、ジェシカ・ファニア、リディア・マウリダ・ジュハンダル、マリア・ゲノフェフア・ナタリア・デシー・プルナマサリ・グナワン、ミシェル・クリスト・クスナディ、レズキー・ウィランティ・ディク、リスカ・アナスタシア・ラクサニ、近野莉菜、ロナ・アングレアニ、シャニ・インディラ・ナティオ、シンカ・ジュリアニ、シンタ・ナオミ、タリア、フィフィヨナ・アプリアニ | ドゥイ・プトゥリ・ボニタ、イレィン・ハルタント、ジェニファー・ハンナ、ジェシカ・ファニア、リディア・マウリダ・ジュハンダル、マリア・ゲノフェフア・ナタリア・デシー・プルナマサリ・グナワン、ミシェル・クリスト・クスナディ、レズキー・ウィランティ・ディク、リスカ・アナスタシア・ラクサニ、近野莉菜、ロナ・アングレアニ、シャニ・インディラ・ナティオ、シンカ・ジュリアニ、シンタ・ナオミ、タリア、フィフィヨナ・アプリアニ | ドゥイ・プトゥリ・ボニタ、イレィン・ハルタント、ジェニファー・ハンナ、ジェシカ・ファニア、リディア・マウリダ・ジュハンダル、マリア・ゲノフェフア・ナタリア・デシー・プルナマサリ・グナワン、ミシェル・クリスト・クスナディ、レズキー・ウィランティ・ディク、リスカ・アナスタシア・ラクサニ、近野莉菜、ロナ・アングレアニ、シャニ・インディラ・ナティオ、シンカ・ジュリアニ、シンタ・ナオミ、タリア、フィフィヨナ・アプリアニ | 10th「Refrain Penuh Harapan - Refrain Full of Hope / Kibouteki Refrain」 | [ 注 29 ] |
| 2015 | Dewi Theater - Theater no Megami | | AKB48チームB「シアターの女神」 | 10th「Refrain Penuh Harapan - Refrain Full of Hope / Kibouteki Refrain」 |           |
| 2015 | アヤナ・シャハブ、ベビー・チャエサラ・アナディラ、デナ・シティ・ロヒャティ、デフィ・キナル・プトゥリ、ガブリエラ・マルガレット・ワラオー、ガイダ・ファリシャ、仲川遥香、ジェニファー・ラヘル・ナタシャ、ジェシカ・ファニア、ジェシカ・フェランダ、メロディー・ヌランダニ・ラクサニ、ナビラ・ラトナ・アユ・アザリア、レズキー・ウィランティ・ディク、センディ・アリサニ、シャニア・ジュニアナタ、タリア・イファンカ・エリサベス | アヤナ・シャハブ、ベビー・チャエサラ・アナディラ、デナ・シティ・ロヒャティ、デフィ・キナル・プトゥリ、ガブリエラ・マルガレット・ワラオー、ガイダ・ファリシャ、仲川遥香、ジェニファー・ラヘル・ナタシャ、ジェシカ・ファニア、ジェシカ・フェランダ、メロディー・ヌランダニ・ラクサニ、ナビラ・ラトナ・アユ・アザリア、レズキー・ウィランティ・ディク、センディ・アリサニ、シャニア・ジュニアナタ、タリア・イファンカ・エリサベス | アヤナ・シャハブ、ベビー・チャエサラ・アナディラ、デナ・シティ・ロヒャティ、デフィ・キナル・プトゥリ、ガブリエラ・マルガレット・ワラオー、ガイダ・ファリシャ、仲川遥香、ジェニファー・ラヘル・ナタシャ、ジェシカ・ファニア、ジェシカ・フェランダ、メロディー・ヌランダニ・ラクサニ、ナビラ・ラトナ・アユ・アザリア、レズキー・ウィランティ・ディク、センディ・アリサニ、シャニア・ジュニアナタ、タリア・イファンカ・エリサベス | 10th「Refrain Penuh Harapan - Refrain Full of Hope / Kibouteki Refrain」 | [ 注 20 ] |
| 2015 | Bel Terakhir Berbunyi - Saishuu Bel ga Naru | | AKB48チームK「最終ベルが鳴る」 | 10th「Refrain Penuh Harapan - Refrain Full of Hope / Kibouteki Refrain」 |           |
| 2015 | アリシア・チャンジア、シンディ・ユフィア、デラ・デリラ、ドゥイ・プトゥリ・ボニタ、ジェニファー・ハンナ、リディア・マウリダ・ジュハンダル、ナタリア、プリシリア・サリ・デウィ、ラトゥ・フィエンニ・フィトゥリリア、近野莉菜、リスカ・ファイルニッサ、ロナ・アングレアニ、サクティア・オクタピアニ、シンタ・ナオミ、シンカ・ジュリアニ、フィフィヨナ・アプリアニ | | | 10th「Refrain Penuh Harapan - Refrain Full of Hope / Kibouteki Refrain」 |           |
| 2015 | Sambil Menggandeng Erat Tanganku - Te wo Tsunaginagara | | SKE48チームS「手をつなぎながら」 | 10th「Refrain Penuh Harapan - Refrain Full of Hope / Kibouteki Refrain」 |           |
| 2015 | アマンダ・ドウィ・アリスタ、アンデラ・ユウォノ、アニンディタ・ラーマ・チャヒャディ、アユ・サフィラ・オクタフィアニ、チキタ・ラフェンスカ・マヌサ、イレィン・ハルタント、フェニ・フィトゥリヤンティ、フランシスカ・サラスワティ・プスパ・デウィ、マリア・ゲノフェフア・ナタリア・デシー・プルナマサリ・グナワン、マルタ・グラシエラ、ミシェル・クリスト・クスナディ、ナディファ・サルサビラ、ニ・マデ・アユ・ファニア・アウレリア、シャニ・インディラ・ナティオ、シャニア・グラシア、シャフィラ・アンジェラ・ヌルハリザ | アマンダ・ドウィ・アリスタ、アンデラ・ユウォノ、アニンディタ・ラーマ・チャヒャディ、アユ・サフィラ・オクタフィアニ、チキタ・ラフェンスカ・マヌサ、イレィン・ハルタント、フェニ・フィトゥリヤンティ、フランシスカ・サラスワティ・プスパ・デウィ、マリア・ゲノフェフア・ナタリア・デシー・プルナマサリ・グナワン、マルタ・グラシエラ、ミシェル・クリスト・クスナディ、ナディファ・サルサビラ、ニ・マデ・アユ・ファニア・アウレリア、シャニ・インディラ・ナティオ、シャニア・グラシア、シャフィラ・アンジェラ・ヌルハリザ | アマンダ・ドウィ・アリスタ、アンデラ・ユウォノ、アニンディタ・ラーマ・チャヒャディ、アユ・サフィラ・オクタフィアニ、チキタ・ラフェンスカ・マヌサ、イレィン・ハルタント、フェニ・フィトゥリヤンティ、フランシスカ・サラスワティ・プスパ・デウィ、マリア・ゲノフェフア・ナタリア・デシー・プルナマサリ・グナワン、マルタ・グラシエラ、ミシェル・クリスト・クスナディ、ナディファ・サルサビラ、ニ・マデ・アユ・ファニア・アウレリア、シャニ・インディラ・ナティオ、シャニア・グラシア、シャフィラ・アンジェラ・ヌルハリザ | 10th「Refrain Penuh Harapan - Refrain Full of Hope / Kibouteki Refrain」 | [ 注 28 ] |
| 2015 | Halloween Night | | AKB48「ハロウィン・ナイト」 | 11th「Halloween Night」 |           |
| 2015 | アヤナ・シャハブ、ベビー・チャエサラ・アナディラ、イレィン・ハルタント、ガイダ・ファリシャ、ジェシカ・フェランダ、メロディー・ヌランダニ・ラクサニ、ナビラ・ラトナ・アユ・アザリア、シャニア・ジュニアナタ、シンディ・ユフィア、デフィ・キナル・プトゥリ、リディア・マウリダ・ジュハンダル、プリシリア・サリ・デウィ、ラトゥ・フィエンニ・フィトゥリリア、フィフィヨナ・アプリアニ、仲川遥香、ミシェル・クリスト・クスナディ | アヤナ・シャハブ、ベビー・チャエサラ・アナディラ、イレィン・ハルタント、ガイダ・ファリシャ、ジェシカ・フェランダ、メロディー・ヌランダニ・ラクサニ、ナビラ・ラトナ・アユ・アザリア、シャニア・ジュニアナタ、シンディ・ユフィア、デフィ・キナル・プトゥリ、リディア・マウリダ・ジュハンダル、プリシリア・サリ・デウィ、ラトゥ・フィエンニ・フィトゥリリア、フィフィヨナ・アプリアニ、仲川遥香、ミシェル・クリスト・クスナディ | アヤナ・シャハブ、ベビー・チャエサラ・アナディラ、イレィン・ハルタント、ガイダ・ファリシャ、ジェシカ・フェランダ、メロディー・ヌランダニ・ラクサニ、ナビラ・ラトナ・アユ・アザリア、シャニア・ジュニアナタ、シンディ・ユフィア、デフィ・キナル・プトゥリ、リディア・マウリダ・ジュハンダル、プリシリア・サリ・デウィ、ラトゥ・フィエンニ・フィトゥリリア、フィフィヨナ・アプリアニ、仲川遥香、ミシェル・クリスト・クスナディ | 11th「Halloween Night」 | [ 注 20 ] |
| 2015 | Halloween Night (Dangdut Version) | | AKB48「ハロウィン・ナイト」 | 11th「Halloween Night」 |           |
| 2015 | シンタ・ナオミ、センディ・アリアニ、近野莉菜、レズキー・ウィランティ・ディク | シンタ・ナオミ、センディ・アリアニ、近野莉菜、レズキー・ウィランティ・ディク | シンタ・ナオミ、センディ・アリアニ、近野莉菜、レズキー・ウィランティ・ディク | 11th「Halloween Night」 | [ 注 30 ] |
| 2015 | Ratu Para Idola - Idol no Ouja - | | HKT48「アイドルの王者」 | 11th「Halloween Night」 |           |
| 2015 | アヤナ・シャハブ、ベビー・チャエサラ・アナディラ、デナ・シティ・ロヒャティ、ドゥリマ・リズキー、イレィン・ハルタント、フリスカ・アナスタシア・ラクサニ、ガブリエラ・マルガレット・ワラオー、ガイダ・ファリシャ、ジェニファー・ラヘル・ナタシャ、ジェシカ・ファニア、ジェシカ・フェランダ、メロディー・ヌランダニ・ラクサニ、ナビラ・ラトナ・アユ・アザリア、レズキー・ウィランティ・ディク、センディ・アリアニ、シャニア・ジュニアナタ、シンタ・ナオミ、ソフィア・メイファリアニ、ソニア・ナタリア、タリア・イファンカ・エリサベス | アヤナ・シャハブ、ベビー・チャエサラ・アナディラ、デナ・シティ・ロヒャティ、ドゥリマ・リズキー、イレィン・ハルタント、フリスカ・アナスタシア・ラクサニ、ガブリエラ・マルガレット・ワラオー、ガイダ・ファリシャ、ジェニファー・ラヘル・ナタシャ、ジェシカ・ファニア、ジェシカ・フェランダ、メロディー・ヌランダニ・ラクサニ、ナビラ・ラトナ・アユ・アザリア、レズキー・ウィランティ・ディク、センディ・アリアニ、シャニア・ジュニアナタ、シンタ・ナオミ、ソフィア・メイファリアニ、ソニア・ナタリア、タリア・イファンカ・エリサベス | アヤナ・シャハブ、ベビー・チャエサラ・アナディラ、デナ・シティ・ロヒャティ、ドゥリマ・リズキー、イレィン・ハルタント、フリスカ・アナスタシア・ラクサニ、ガブリエラ・マルガレット・ワラオー、ガイダ・ファリシャ、ジェニファー・ラヘル・ナタシャ、ジェシカ・ファニア、ジェシカ・フェランダ、メロディー・ヌランダニ・ラクサニ、ナビラ・ラトナ・アユ・アザリア、レズキー・ウィランティ・ディク、センディ・アリアニ、シャニア・ジュニアナタ、シンタ・ナオミ、ソフィア・メイファリアニ、ソニア・ナタリア、タリア・イファンカ・エリサベス | 11th「Halloween Night」 | [ 注 14 ] |
| 2015 | Don't look back! | | NMB48「Don't look back!」 | 11th「Halloween Night」 |           |
| 2015 | アリシア・チャンジア、シンディ・ユフィア、デラ・デリラ、デフィ・キナル・プトゥリ、ドゥイ・プトゥリ・ボニタ、ファヒルヤニ・シャファリヤンティ、ジェニファー・ハンナ、リディア・マウリダ・ジュハンダル、ナディラ・シンディ・ワンタリ、ナタリア、プリシリア・サリ・デウィ、ラトゥ・フィエンニ・フィトゥリリア、近野莉菜、リスカ・ファイルニッサ、ロナ・アングレアニ、サクティア・オクタピアニ、シンカ・ジュリアニ、フィフィヨナ・アプリアニ | アリシア・チャンジア、シンディ・ユフィア、デラ・デリラ、デフィ・キナル・プトゥリ、ドゥイ・プトゥリ・ボニタ、ファヒルヤニ・シャファリヤンティ、ジェニファー・ハンナ、リディア・マウリダ・ジュハンダル、ナディラ・シンディ・ワンタリ、ナタリア、プリシリア・サリ・デウィ、ラトゥ・フィエンニ・フィトゥリリア、近野莉菜、リスカ・ファイルニッサ、ロナ・アングレアニ、サクティア・オクタピアニ、シンカ・ジュリアニ、フィフィヨナ・アプリアニ | アリシア・チャンジア、シンディ・ユフィア、デラ・デリラ、デフィ・キナル・プトゥリ、ドゥイ・プトゥリ・ボニタ、ファヒルヤニ・シャファリヤンティ、ジェニファー・ハンナ、リディア・マウリダ・ジュハンダル、ナディラ・シンディ・ワンタリ、ナタリア、プリシリア・サリ・デウィ、ラトゥ・フィエンニ・フィトゥリリア、近野莉菜、リスカ・ファイルニッサ、ロナ・アングレアニ、サクティア・オクタピアニ、シンカ・ジュリアニ、フィフィヨナ・アプリアニ | 11th「Halloween Night」 | [ 注 12 ] |
| 2015 | Ingin Meraih Puncak! - Teppen Tottande! - | | NMB48「てっぺんとったんで!」 | 11th「Halloween Night」 |           |
| 2015 | アマンダ・ドウィ・アリスタ、アニンディタ・ラーマ・チャヒャディ、アユ・サフィラ・オクタフィアニ、チキタ・ラフェンスカ・マヌサ、フェニ・フィトゥリヤンティ、フランシスカ・サラスワティ・プスパ・デウィ、仲川遥香、マリア・ゲノフェフア・ナタリア・デシー・プルナマサリ・グナワン、マルタ・グラシエラ、ミシェル・クリスト・クスナディ、ナディファ・サルサビラ、ニ・マデ・アユ・ファニア・アウレリア、ニナ・ハミダ、シャニ・インディラ・ナティオ、シャニア・グラシア、ステファニー・プリシリア・インダルト・プトゥリ、シャフィラ・アンジェラ・ヌルハリザ、ヤンセン・インディアニ | アマンダ・ドウィ・アリスタ、アニンディタ・ラーマ・チャヒャディ、アユ・サフィラ・オクタフィアニ、チキタ・ラフェンスカ・マヌサ、フェニ・フィトゥリヤンティ、フランシスカ・サラスワティ・プスパ・デウィ、仲川遥香、マリア・ゲノフェフア・ナタリア・デシー・プルナマサリ・グナワン、マルタ・グラシエラ、ミシェル・クリスト・クスナディ、ナディファ・サルサビラ、ニ・マデ・アユ・ファニア・アウレリア、ニナ・ハミダ、シャニ・インディラ・ナティオ、シャニア・グラシア、ステファニー・プリシリア・インダルト・プトゥリ、シャフィラ・アンジェラ・ヌルハリザ、ヤンセン・インディアニ | アマンダ・ドウィ・アリスタ、アニンディタ・ラーマ・チャヒャディ、アユ・サフィラ・オクタフィアニ、チキタ・ラフェンスカ・マヌサ、フェニ・フィトゥリヤンティ、フランシスカ・サラスワティ・プスパ・デウィ、仲川遥香、マリア・ゲノフェフア・ナタリア・デシー・プルナマサリ・グナワン、マルタ・グラシエラ、ミシェル・クリスト・クスナディ、ナディファ・サルサビラ、ニ・マデ・アユ・ファニア・アウレリア、ニナ・ハミダ、シャニ・インディラ・ナティオ、シャニア・グラシア、ステファニー・プリシリア・インダルト・プトゥリ、シャフィラ・アンジェラ・ヌルハリザ、ヤンセン・インディアニ | 11th「Halloween Night」 | [ 注 26 ] |
| 2016 | Beginner | | AKB48「Beginner」 | 12th「Beginner」 |           |
| 2016 | アヤナ・シャハブ、イレィン・ハルタント、ジェシカ・ファニア、ジェシカ・フェランダ、メロディー・ヌランダニ・ラクサニ、ナビラ・ラトナ・アユ・アザリア、シャニア・ジュニアナタ、シンディ・ユフィア、デフィ・キナル・プトゥリ、ジェニファー・ハンナ、リディア・マウリダ・ジュハンダル、ラトゥ・フィエンニ・フィトゥリリア、フィフィヨナ・アプリアニ、仲川遥香、ミシェル・クリスト・クスナディ、シャニ・インディラ・ナティオ | アヤナ・シャハブ、イレィン・ハルタント、ジェシカ・ファニア、ジェシカ・フェランダ、メロディー・ヌランダニ・ラクサニ、ナビラ・ラトナ・アユ・アザリア、シャニア・ジュニアナタ、シンディ・ユフィア、デフィ・キナル・プトゥリ、ジェニファー・ハンナ、リディア・マウリダ・ジュハンダル、ラトゥ・フィエンニ・フィトゥリリア、フィフィヨナ・アプリアニ、仲川遥香、ミシェル・クリスト・クスナディ、シャニ・インディラ・ナティオ | アヤナ・シャハブ、イレィン・ハルタント、ジェシカ・ファニア、ジェシカ・フェランダ、メロディー・ヌランダニ・ラクサニ、ナビラ・ラトナ・アユ・アザリア、シャニア・ジュニアナタ、シンディ・ユフィア、デフィ・キナル・プトゥリ、ジェニファー・ハンナ、リディア・マウリダ・ジュハンダル、ラトゥ・フィエンニ・フィトゥリリア、フィフィヨナ・アプリアニ、仲川遥香、ミシェル・クリスト・クスナディ、シャニ・インディラ・ナティオ | 12th「Beginner」 | [ 注 8 ]  |
| 2016 | Kimi no Senaka –Punggung Milikmu- | | AKB48「君の背中」 | 12th「Beginner」 |           |
| 2016 | ベビー・チャエサラ・アナディラ、ガブリエラ・マルガレット・ワラオー、ガイダ・ファリシャ、ソフィア・メイファリアニ、デラ・デリラ、ドゥイ・プトゥリ・ボニタ、プリシリア・サリ・デウィ、ロナ・アングレアニ、サクティア・オクタピアニ、シンカ・ジュリアニ、アユ・サフィラ・オクタフィアニ、フェニ・フィトゥリヤンティ、フランシスカ・サラスワティ・プスパ・デウィ、マリア・ゲノフェフア・ナタリア・デシー・プルナマサリ・グナワン、シャニア・グラシア、シャフィラ・アンジェラ・ヌルハリザ | ベビー・チャエサラ・アナディラ、ガブリエラ・マルガレット・ワラオー、ガイダ・ファリシャ、ソフィア・メイファリアニ、デラ・デリラ、ドゥイ・プトゥリ・ボニタ、プリシリア・サリ・デウィ、ロナ・アングレアニ、サクティア・オクタピアニ、シンカ・ジュリアニ、アユ・サフィラ・オクタフィアニ、フェニ・フィトゥリヤンティ、フランシスカ・サラスワティ・プスパ・デウィ、マリア・ゲノフェフア・ナタリア・デシー・プルナマサリ・グナワン、シャニア・グラシア、シャフィラ・アンジェラ・ヌルハリザ | ベビー・チャエサラ・アナディラ、ガブリエラ・マルガレット・ワラオー、ガイダ・ファリシャ、ソフィア・メイファリアニ、デラ・デリラ、ドゥイ・プトゥリ・ボニタ、プリシリア・サリ・デウィ、ロナ・アングレアニ、サクティア・オクタピアニ、シンカ・ジュリアニ、アユ・サフィラ・オクタフィアニ、フェニ・フィトゥリヤンティ、フランシスカ・サラスワティ・プスパ・デウィ、マリア・ゲノフェフア・ナタリア・デシー・プルナマサリ・グナワン、シャニア・グラシア、シャフィラ・アンジェラ・ヌルハリザ | 12th「Beginner」 | [ 注 31 ] |
| 2016 | Punkish | | NMB48「パンキッシュ」 | 12th「Beginner」 |           |
| 2016 | アヤナ・シャハブ、ベビー・チャエサラ・アナディラ、デナ・シティ・ロヒャティ、ドゥリマ・リズキー、イレィン・ハルタント、フリスカ・アナスタシア・ラクサニ、ガブリエラ・マルガレット・ワラオー、ガイダ・ファリシャ、ジェニファー・ラヘル・ナタシャ、ジェシカ・ファニア、ジェシカ・フェランダ、メロディー・ヌランダニ・ラクサニ、ナビラ・ラトナ・アユ・アザリア、レズキー・ウィランティ・ディク、センディ・アリアニ、シャニア・ジュニアナタ、シンタ・ナオミ、ソフィア・メイファリアニ、ソニア・ナタリア、タリア・イファンカ・エリサベス | アヤナ・シャハブ、ベビー・チャエサラ・アナディラ、デナ・シティ・ロヒャティ、ドゥリマ・リズキー、イレィン・ハルタント、フリスカ・アナスタシア・ラクサニ、ガブリエラ・マルガレット・ワラオー、ガイダ・ファリシャ、ジェニファー・ラヘル・ナタシャ、ジェシカ・ファニア、ジェシカ・フェランダ、メロディー・ヌランダニ・ラクサニ、ナビラ・ラトナ・アユ・アザリア、レズキー・ウィランティ・ディク、センディ・アリアニ、シャニア・ジュニアナタ、シンタ・ナオミ、ソフィア・メイファリアニ、ソニア・ナタリア、タリア・イファンカ・エリサベス | アヤナ・シャハブ、ベビー・チャエサラ・アナディラ、デナ・シティ・ロヒャティ、ドゥリマ・リズキー、イレィン・ハルタント、フリスカ・アナスタシア・ラクサニ、ガブリエラ・マルガレット・ワラオー、ガイダ・ファリシャ、ジェニファー・ラヘル・ナタシャ、ジェシカ・ファニア、ジェシカ・フェランダ、メロディー・ヌランダニ・ラクサニ、ナビラ・ラトナ・アユ・アザリア、レズキー・ウィランティ・ディク、センディ・アリアニ、シャニア・ジュニアナタ、シンタ・ナオミ、ソフィア・メイファリアニ、ソニア・ナタリア、タリア・イファンカ・エリサベス | 12th「Beginner」 | [ 注 14 ] |
| 2016 | Kyusen Kyoutei –Kesepakatan Gencatan Senjata– | | NMB48「休戦協定」 | 12th「Beginner」 |           |
| 2016 | アリシア・チャンジア、シンディ・ユフィア、デラ・デリラ、デフィ・キナル・プトゥリ、ドゥイ・プトゥリ・ボニタ、ファヒルヤニ・シャファリヤンティ、ジェニファー・ハンナ、リディア・マウリダ・ジュハンダル、ナディラ・シンディ・ワンタリ、ナタリア、プリシリア・サリ・デウィ、ラトゥ・フィエンニ・フィトゥリリア、近野莉菜、リスカ・ファイルニッサ、ロナ・アングレアニ、サクティア・オクタピアニ、シンカ・ジュリアニ、フィフィヨナ・アプリアニ | アリシア・チャンジア、シンディ・ユフィア、デラ・デリラ、デフィ・キナル・プトゥリ、ドゥイ・プトゥリ・ボニタ、ファヒルヤニ・シャファリヤンティ、ジェニファー・ハンナ、リディア・マウリダ・ジュハンダル、ナディラ・シンディ・ワンタリ、ナタリア、プリシリア・サリ・デウィ、ラトゥ・フィエンニ・フィトゥリリア、近野莉菜、リスカ・ファイルニッサ、ロナ・アングレアニ、サクティア・オクタピアニ、シンカ・ジュリアニ、フィフィヨナ・アプリアニ | アリシア・チャンジア、シンディ・ユフィア、デラ・デリラ、デフィ・キナル・プトゥリ、ドゥイ・プトゥリ・ボニタ、ファヒルヤニ・シャファリヤンティ、ジェニファー・ハンナ、リディア・マウリダ・ジュハンダル、ナディラ・シンディ・ワンタリ、ナタリア、プリシリア・サリ・デウィ、ラトゥ・フィエンニ・フィトゥリリア、近野莉菜、リスカ・ファイルニッサ、ロナ・アングレアニ、サクティア・オクタピアニ、シンカ・ジュリアニ、フィフィヨナ・アプリアニ | 12th「Beginner」 | [ 注 12 ] |
| 2016 | Suki! Suki! Skip! –Suka! Suka! Skip!– | | HKT48「スキ!スキ!スキップ!」 | 12th「Beginner」 |           |
| 2016 | アマンダ・ドウィ・アリスタ、アニンディタ・ラーマ・チャヒャディ、アユ・サフィラ・オクタフィアニ、チキタ・ラフェンスカ・マヌサ、フェニ・フィトゥリヤンティ、フランシスカ・サラスワティ・プスパ・デウィ、仲川遥香、マリア・ゲノフェフア・ナタリア・デシー・プルナマサリ・グナワン、マルタ・グラシエラ、ミシェル・クリスト・クスナディ、ナディファ・サルサビラ、ニ・マデ・アユ・ファニア・アウレリア、ニナ・ハミダ、シャニ・インディラ・ナティオ、シャニア・グラシア、ステファニー・プリシリア・インダルト・プトゥリ、シャフィラ・アンジェラ・ヌルハリザ、ヤンセン・インディアニ | アマンダ・ドウィ・アリスタ、アニンディタ・ラーマ・チャヒャディ、アユ・サフィラ・オクタフィアニ、チキタ・ラフェンスカ・マヌサ、フェニ・フィトゥリヤンティ、フランシスカ・サラスワティ・プスパ・デウィ、仲川遥香、マリア・ゲノフェフア・ナタリア・デシー・プルナマサリ・グナワン、マルタ・グラシエラ、ミシェル・クリスト・クスナディ、ナディファ・サルサビラ、ニ・マデ・アユ・ファニア・アウレリア、ニナ・ハミダ、シャニ・インディラ・ナティオ、シャニア・グラシア、ステファニー・プリシリア・インダルト・プトゥリ、シャフィラ・アンジェラ・ヌルハリザ、ヤンセン・インディアニ | アマンダ・ドウィ・アリスタ、アニンディタ・ラーマ・チャヒャディ、アユ・サフィラ・オクタフィアニ、チキタ・ラフェンスカ・マヌサ、フェニ・フィトゥリヤンティ、フランシスカ・サラスワティ・プスパ・デウィ、仲川遥香、マリア・ゲノフェフア・ナタリア・デシー・プルナマサリ・グナワン、マルタ・グラシエラ、ミシェル・クリスト・クスナディ、ナディファ・サルサビラ、ニ・マデ・アユ・ファニア・アウレリア、ニナ・ハミダ、シャニ・インディラ・ナティオ、シャニア・グラシア、ステファニー・プリシリア・インダルト・プトゥリ、シャフィラ・アンジェラ・ヌルハリザ、ヤンセン・インディアニ | 12th「Beginner」 | [ 注 26 ] |
| 2016 | Hanya Lihat ke Depan -Mae Shika Mukanee- | | AKB48「前しか向かねえ」 | 13th「Mae Shika Mukanee - Hanya Lihat Depan」 |           |
| 2016 | ガイダ・ファリシャ、ガブリエラ・マルガレット・ワラオー、ジェシカ・フェランダ、シャニア・グラシア、シャニア・ジュニアナタ、シンディ・ユフィア、タリア・イファンカ・エリザベス、近野莉菜、デナ・シティ・ロヒャティ、デフィ・キナル・プトゥリ、ドゥイ・プトゥリ・ボニタ、仲川遥香、ナビラ・ラトナ・アユ・アザリア、プリシリア・サリ・デウィ、ミシェル・クリスト・クスナディ、メロディー・ヌランダニ・ラクサニ | ガイダ・ファリシャ、ガブリエラ・マルガレット・ワラオー、ジェシカ・フェランダ、シャニア・グラシア、シャニア・ジュニアナタ、シンディ・ユフィア、タリア・イファンカ・エリザベス、近野莉菜、デナ・シティ・ロヒャティ、デフィ・キナル・プトゥリ、ドゥイ・プトゥリ・ボニタ、仲川遥香、ナビラ・ラトナ・アユ・アザリア、プリシリア・サリ・デウィ、ミシェル・クリスト・クスナディ、メロディー・ヌランダニ・ラクサニ | ガイダ・ファリシャ、ガブリエラ・マルガレット・ワラオー、ジェシカ・フェランダ、シャニア・グラシア、シャニア・ジュニアナタ、シンディ・ユフィア、タリア・イファンカ・エリザベス、近野莉菜、デナ・シティ・ロヒャティ、デフィ・キナル・プトゥリ、ドゥイ・プトゥリ・ボニタ、仲川遥香、ナビラ・ラトナ・アユ・アザリア、プリシリア・サリ・デウィ、ミシェル・クリスト・クスナディ、メロディー・ヌランダニ・ラクサニ | 13th「Mae Shika Mukanee - Hanya Lihat Depan」 | [ 注 20 ] |
| 2016 | Tidak Boleh Pelukan -Dakishimecha Ikenai- | Under Girls | AKB48「抱きしめちゃいけない」 | 13th「Mae Shika Mukanee - Hanya Lihat Depan」 |           |
| 2016 | アヤナ・シャハブ、ジェシカ・ファニア、シャニ・インディラ・ナティオ、シンカ・ジュリアニ、シンタ・ナオミ、センディ・アリアニ、デラ・デリラ、ナタリア、ナディファ・サルサビラ、ナディラ・シンディ・ワンタリ、ニ・マデ・アユ・ファニア・アウレリア、フィフィヨナ・アプリアニ、ベビー・チャエサラ・アナディラ、ラトゥ・フィエンニ・フィトゥリリア、リスカ・ファイルニッサ、ロナ・アングレアニ、サクティア・オクタピアニ | アヤナ・シャハブ、ジェシカ・ファニア、シャニ・インディラ・ナティオ、シンカ・ジュリアニ、シンタ・ナオミ、センディ・アリアニ、デラ・デリラ、ナタリア、ナディファ・サルサビラ、ナディラ・シンディ・ワンタリ、ニ・マデ・アユ・ファニア・アウレリア、フィフィヨナ・アプリアニ、ベビー・チャエサラ・アナディラ、ラトゥ・フィエンニ・フィトゥリリア、リスカ・ファイルニッサ、ロナ・アングレアニ、サクティア・オクタピアニ | アヤナ・シャハブ、ジェシカ・ファニア、シャニ・インディラ・ナティオ、シンカ・ジュリアニ、シンタ・ナオミ、センディ・アリアニ、デラ・デリラ、ナタリア、ナディファ・サルサビラ、ナディラ・シンディ・ワンタリ、ニ・マデ・アユ・ファニア・アウレリア、フィフィヨナ・アプリアニ、ベビー・チャエサラ・アナディラ、ラトゥ・フィエンニ・フィトゥリリア、リスカ・ファイルニッサ、ロナ・アングレアニ、サクティア・オクタピアニ | 13th「Mae Shika Mukanee - Hanya Lihat Depan」 | [ 注 32 ] |
| 2016 | Cinta Tak Berbalas Finally -Kataomoi Finally- | Team J | SKE48「片想いFinally」 | 13th「Mae Shika Mukanee - Hanya Lihat Depan」 |           |
| 2016 | アヤナ・シャハブ、ベビー・チャエサラ・アナディラ、デナ・シティ・ロヒャティ、フリスカ・アナスタシア・ラクサニ、ガブリエラ・マルガレット・ワラオー、ガイダ・ファリシャ、ジェニファー・ラヘル・ナタシャ、ジェシカ・ファニア、ジェシカ・フェランダ、メロディー・ヌランダニ・ラクサニ、ナビラ・ラトナ・アユ・アザリア、レズキー・ウィランティ・ディク、センディ・アリアニ、シャニア・ジュニアナタ、シンタ・ナオミ、ソニア・ナタリア、タリア・イファンカ・エリサベス | アヤナ・シャハブ、ベビー・チャエサラ・アナディラ、デナ・シティ・ロヒャティ、フリスカ・アナスタシア・ラクサニ、ガブリエラ・マルガレット・ワラオー、ガイダ・ファリシャ、ジェニファー・ラヘル・ナタシャ、ジェシカ・ファニア、ジェシカ・フェランダ、メロディー・ヌランダニ・ラクサニ、ナビラ・ラトナ・アユ・アザリア、レズキー・ウィランティ・ディク、センディ・アリアニ、シャニア・ジュニアナタ、シンタ・ナオミ、ソニア・ナタリア、タリア・イファンカ・エリサベス | アヤナ・シャハブ、ベビー・チャエサラ・アナディラ、デナ・シティ・ロヒャティ、フリスカ・アナスタシア・ラクサニ、ガブリエラ・マルガレット・ワラオー、ガイダ・ファリシャ、ジェニファー・ラヘル・ナタシャ、ジェシカ・ファニア、ジェシカ・フェランダ、メロディー・ヌランダニ・ラクサニ、ナビラ・ラトナ・アユ・アザリア、レズキー・ウィランティ・ディク、センディ・アリアニ、シャニア・ジュニアナタ、シンタ・ナオミ、ソニア・ナタリア、タリア・イファンカ・エリサベス | 13th「Mae Shika Mukanee - Hanya Lihat Depan」 | [ 注 8 ]  |
| 2016 | Beloklah ke Kanan! -Migi He Magare!- | Team KIII | NMB48「右へ曲がれ!」 | 13th「Mae Shika Mukanee - Hanya Lihat Depan」 |           |
| 2016 | アリシア・チャンジア、シンディ・ユフィア、デラ・デリラ、デフィ・キナル・プトゥリ、ドゥイ・プトゥリ・ボニタ、ファヒルヤニ・シャファリヤンティ、ジェニファー・ハンナ、リディア・マウリダ・ジュハンダル、ナディラ・シンディ・ワンタリ、ナタリア、プリシリア・サリ・デウィ、ラトゥ・フィエンニ・フィトゥリリア、近野莉菜、リスカ・ファイルニッサ、ロナ・アングレアニ、サクティア・オクタピアニ、シンカ・ジュリアニ、フィフィヨナ・アプリアニ | アリシア・チャンジア、シンディ・ユフィア、デラ・デリラ、デフィ・キナル・プトゥリ、ドゥイ・プトゥリ・ボニタ、ファヒルヤニ・シャファリヤンティ、ジェニファー・ハンナ、リディア・マウリダ・ジュハンダル、ナディラ・シンディ・ワンタリ、ナタリア、プリシリア・サリ・デウィ、ラトゥ・フィエンニ・フィトゥリリア、近野莉菜、リスカ・ファイルニッサ、ロナ・アングレアニ、サクティア・オクタピアニ、シンカ・ジュリアニ、フィフィヨナ・アプリアニ | アリシア・チャンジア、シンディ・ユフィア、デラ・デリラ、デフィ・キナル・プトゥリ、ドゥイ・プトゥリ・ボニタ、ファヒルヤニ・シャファリヤンティ、ジェニファー・ハンナ、リディア・マウリダ・ジュハンダル、ナディラ・シンディ・ワンタリ、ナタリア、プリシリア・サリ・デウィ、ラトゥ・フィエンニ・フィトゥリリア、近野莉菜、リスカ・ファイルニッサ、ロナ・アングレアニ、サクティア・オクタピアニ、シンカ・ジュリアニ、フィフィヨナ・アプリアニ | 13th「Mae Shika Mukanee - Hanya Lihat Depan」 | [ 注 12 ] |
| 2016 | Larilah! Penguin -Hashire! Penguin- | Team T | AKB48「走れ!ペンギン」 | 13th「Mae Shika Mukanee - Hanya Lihat Depan」 |           |
| 2016 | アマンダ・ドウィ・アリスタ、アニンディタ・ラーマ・チャヒャディ、アユ・サフィラ・オクタフィアニ、チキタ・ラフェンスカ・マヌサ、フェニ・フィトゥリヤンティ、フランシスカ・サラスワティ・プスパ・デウィ、仲川遥香、マリア・ゲノフェフア・ナタリア・デシー・プルナマサリ・グナワン、マルタ・グラシエラ、ミシェル・クリスト・クスナディ、ナディファ・サルサビラ、ニ・マデ・アユ・ファニア・アウレリア、シャニ・インディラ・ナティオ、シャニア・グラシア、ステファニー・プリシリア・インダルト・プトゥリ、シャフィラ・アンジェラ・ヌルハリザ、ヤンセン・インディアニ | アマンダ・ドウィ・アリスタ、アニンディタ・ラーマ・チャヒャディ、アユ・サフィラ・オクタフィアニ、チキタ・ラフェンスカ・マヌサ、フェニ・フィトゥリヤンティ、フランシスカ・サラスワティ・プスパ・デウィ、仲川遥香、マリア・ゲノフェフア・ナタリア・デシー・プルナマサリ・グナワン、マルタ・グラシエラ、ミシェル・クリスト・クスナディ、ナディファ・サルサビラ、ニ・マデ・アユ・ファニア・アウレリア、シャニ・インディラ・ナティオ、シャニア・グラシア、ステファニー・プリシリア・インダルト・プトゥリ、シャフィラ・アンジェラ・ヌルハリザ、ヤンセン・インディアニ | アマンダ・ドウィ・アリスタ、アニンディタ・ラーマ・チャヒャディ、アユ・サフィラ・オクタフィアニ、チキタ・ラフェンスカ・マヌサ、フェニ・フィトゥリヤンティ、フランシスカ・サラスワティ・プスパ・デウィ、仲川遥香、マリア・ゲノフェフア・ナタリア・デシー・プルナマサリ・グナワン、マルタ・グラシエラ、ミシェル・クリスト・クスナディ、ナディファ・サルサビラ、ニ・マデ・アユ・ファニア・アウレリア、シャニ・インディラ・ナティオ、シャニア・グラシア、ステファニー・プリシリア・インダルト・プトゥリ、シャフィラ・アンジェラ・ヌルハリザ、ヤンセン・インディアニ | 13th「Mae Shika Mukanee - Hanya Lihat Depan」 | [ 注 26 ] |
| 2016 | LOVE TRIP | | AKB48「LOVE TRIP」 | 14th「LOVE TRIP」 |           |
| 2016 | アドリアニ・エリサベス、アリシア・チャンジア、ガブリエラ・マルガレット・ワラオー、ジェシカ・ファニア、ジェニファー・ラヘル・ナタシャ、シンカ・ジュリアニ、センディ・アリアニ、タリア・イファンカ・エリサベス、デフィ・キナル・プトゥリ、仲川遥香、ナディファ・サルサビラ、ニ・マデ・アユ・ファニア・アウレリア、フィフィヨナ・アプリアニ、フェニ・フィトゥリヤンティ、ヤンセン・インディアニ、リスカ・ファイルニッサ | アドリアニ・エリサベス、アリシア・チャンジア、ガブリエラ・マルガレット・ワラオー、ジェシカ・ファニア、ジェニファー・ラヘル・ナタシャ、シンカ・ジュリアニ、センディ・アリアニ、タリア・イファンカ・エリサベス、デフィ・キナル・プトゥリ、仲川遥香、ナディファ・サルサビラ、ニ・マデ・アユ・ファニア・アウレリア、フィフィヨナ・アプリアニ、フェニ・フィトゥリヤンティ、ヤンセン・インディアニ、リスカ・ファイルニッサ | アドリアニ・エリサベス、アリシア・チャンジア、ガブリエラ・マルガレット・ワラオー、ジェシカ・ファニア、ジェニファー・ラヘル・ナタシャ、シンカ・ジュリアニ、センディ・アリアニ、タリア・イファンカ・エリサベス、デフィ・キナル・プトゥリ、仲川遥香、ナディファ・サルサビラ、ニ・マデ・アユ・ファニア・アウレリア、フィフィヨナ・アプリアニ、フェニ・フィトゥリヤンティ、ヤンセン・インディアニ、リスカ・ファイルニッサ | 14th「LOVE TRIP」 | [ 注 32 ] |
| 2016 | Pioneer | | AKB48チームA「Pioneer」 | 14th「LOVE TRIP」 |           |
| 2016 | アヤナ・シャハブ、ベビー・チャエサラ・アナディラ、デナ・シティ・ロヒャティ、フリスカ・アナスタシア・ラクサニ、ガブリエラ・マルガレット・ワラオー、ガイダ・ファリシャ、ジェニファー・ラヘル・ナタシャ、ジェシカ・ファニア、ジェシカ・フェランダ、メロディー・ヌランダニ・ラクサニ、ナビラ・ラトナ・アユ・アザリア、センディ・アリアニ、シャニア・ジュニアナタ、シンタ・ナオミ、ソニア・ナタリア、タリア・イファンカ・エリサベス | アヤナ・シャハブ、ベビー・チャエサラ・アナディラ、デナ・シティ・ロヒャティ、フリスカ・アナスタシア・ラクサニ、ガブリエラ・マルガレット・ワラオー、ガイダ・ファリシャ、ジェニファー・ラヘル・ナタシャ、ジェシカ・ファニア、ジェシカ・フェランダ、メロディー・ヌランダニ・ラクサニ、ナビラ・ラトナ・アユ・アザリア、センディ・アリアニ、シャニア・ジュニアナタ、シンタ・ナオミ、ソニア・ナタリア、タリア・イファンカ・エリサベス | アヤナ・シャハブ、ベビー・チャエサラ・アナディラ、デナ・シティ・ロヒャティ、フリスカ・アナスタシア・ラクサニ、ガブリエラ・マルガレット・ワラオー、ガイダ・ファリシャ、ジェニファー・ラヘル・ナタシャ、ジェシカ・ファニア、ジェシカ・フェランダ、メロディー・ヌランダニ・ラクサニ、ナビラ・ラトナ・アユ・アザリア、センディ・アリアニ、シャニア・ジュニアナタ、シンタ・ナオミ、ソニア・ナタリア、タリア・イファンカ・エリサベス | 14th「LOVE TRIP」 | [ 注 9 ]  |
| 2016 | How Come? | | AKB48「How Come?」 | 14th「LOVE TRIP」 |           |
| 2016 | アリシア・チャンジア、シンディ・ユフィア、デラ・デリラ、デフィ・キナル・プトゥリ、ドゥイ・プトゥリ・ボニタ、ファヒルヤニ・シャファリヤンティ、ジェニファー・ハンナ、リディア・マウリダ・ジュハンダル、ナディラ・シンディ・ワンタリ、ナタリア、プリシリア・サリ・デウィ、ラトゥ・フィエンニ・フィトゥリリア、近野莉菜、リスカ・ファイルニッサ、ロナ・アングレアニ、サクティア・オクタピアニ、シンカ・ジュリアニ、フィフィヨナ・アプリアニ | アリシア・チャンジア、シンディ・ユフィア、デラ・デリラ、デフィ・キナル・プトゥリ、ドゥイ・プトゥリ・ボニタ、ファヒルヤニ・シャファリヤンティ、ジェニファー・ハンナ、リディア・マウリダ・ジュハンダル、ナディラ・シンディ・ワンタリ、ナタリア、プリシリア・サリ・デウィ、ラトゥ・フィエンニ・フィトゥリリア、近野莉菜、リスカ・ファイルニッサ、ロナ・アングレアニ、サクティア・オクタピアニ、シンカ・ジュリアニ、フィフィヨナ・アプリアニ | アリシア・チャンジア、シンディ・ユフィア、デラ・デリラ、デフィ・キナル・プトゥリ、ドゥイ・プトゥリ・ボニタ、ファヒルヤニ・シャファリヤンティ、ジェニファー・ハンナ、リディア・マウリダ・ジュハンダル、ナディラ・シンディ・ワンタリ、ナタリア、プリシリア・サリ・デウィ、ラトゥ・フィエンニ・フィトゥリリア、近野莉菜、リスカ・ファイルニッサ、ロナ・アングレアニ、サクティア・オクタピアニ、シンカ・ジュリアニ、フィフィヨナ・アプリアニ | 14th「LOVE TRIP」 | [ 注 33 ] |
| 2016 | Tetaplah Ada di Langit Biru -Aozora no Soba ni Ite- | | AKB48チームA「青空のそばにいて」 | 14th「LOVE TRIP」 |           |
| 2016 | アマンダ・ドウィ・アリスタ、アニンディタ・ラーマ・チャヒャディ、アユ・サフィラ・オクタフィアニ、フェニ・フィトゥリヤンティ、フランシスカ・サラスワティ・プスパ・デウィ、仲川遥香、マリア・ゲノフェフア・ナタリア・デシー・プルナマサリ・グナワン、ミシェル・クリスト・クスナディ、ナディファ・サルサビラ、ニ・マデ・アユ・ファニア・アウレリア、シャニ・インディラ・ナティオ、シャニア・グラシア、ステファニー・プリシリア・インダルト・プトゥリ、シャフィラ・アンジェラ・ヌルハリザ、ヤンセン・インディアニ | アマンダ・ドウィ・アリスタ、アニンディタ・ラーマ・チャヒャディ、アユ・サフィラ・オクタフィアニ、フェニ・フィトゥリヤンティ、フランシスカ・サラスワティ・プスパ・デウィ、仲川遥香、マリア・ゲノフェフア・ナタリア・デシー・プルナマサリ・グナワン、ミシェル・クリスト・クスナディ、ナディファ・サルサビラ、ニ・マデ・アユ・ファニア・アウレリア、シャニ・インディラ・ナティオ、シャニア・グラシア、ステファニー・プリシリア・インダルト・プトゥリ、シャフィラ・アンジェラ・ヌルハリザ、ヤンセン・インディアニ | アマンダ・ドウィ・アリスタ、アニンディタ・ラーマ・チャヒャディ、アユ・サフィラ・オクタフィアニ、フェニ・フィトゥリヤンティ、フランシスカ・サラスワティ・プスパ・デウィ、仲川遥香、マリア・ゲノフェフア・ナタリア・デシー・プルナマサリ・グナワン、ミシェル・クリスト・クスナディ、ナディファ・サルサビラ、ニ・マデ・アユ・ファニア・アウレリア、シャニ・インディラ・ナティオ、シャニア・グラシア、ステファニー・プリシリア・インダルト・プトゥリ、シャフィラ・アンジェラ・ヌルハリザ、ヤンセン・インディアニ | 14th「LOVE TRIP」 | [ 注 26 ] |
| 2016 | Luar Biasa - Saikou Kayo | | HKT48「最高かよ」 | 15th「Luar Biasa - Saikou Kayo」 |           |
| 2016 | アディスティ・ザラ、アヤナ・シャハブ、ジェシカ・フェランダ、シャニ・インディラ・ナティオ、シャニア・ジュニアナタ、シンディ・ユフィア、近野莉菜、デフィ・キナル・プトゥリ、仲川遥香、ナビラ・ラトナ・アユ・アザリア、ヌルハヤティ、ベビー・チャエサラ・アナディラ、マデ・デヴィ・ラニタ・ニンタラ、ミシェル・クリスト・クスナディ、メロディー・ヌランダニ・ラクサニ、ラトゥ・フィエンニ・フィトゥリリア | アディスティ・ザラ、アヤナ・シャハブ、ジェシカ・フェランダ、シャニ・インディラ・ナティオ、シャニア・ジュニアナタ、シンディ・ユフィア、近野莉菜、デフィ・キナル・プトゥリ、仲川遥香、ナビラ・ラトナ・アユ・アザリア、ヌルハヤティ、ベビー・チャエサラ・アナディラ、マデ・デヴィ・ラニタ・ニンタラ、ミシェル・クリスト・クスナディ、メロディー・ヌランダニ・ラクサニ、ラトゥ・フィエンニ・フィトゥリリア | アディスティ・ザラ、アヤナ・シャハブ、ジェシカ・フェランダ、シャニ・インディラ・ナティオ、シャニア・ジュニアナタ、シンディ・ユフィア、近野莉菜、デフィ・キナル・プトゥリ、仲川遥香、ナビラ・ラトナ・アユ・アザリア、ヌルハヤティ、ベビー・チャエサラ・アナディラ、マデ・デヴィ・ラニタ・ニンタラ、ミシェル・クリスト・クスナディ、メロディー・ヌランダニ・ラクサニ、ラトゥ・フィエンニ・フィトゥリリア | 15th「Luar Biasa - Saikou Kayo」 | [ 注 14 ] |
| 2016 | Sungai Impian - Yume no Kawa | | AKB48「夢の河」 | 15th「Luar Biasa - Saikou Kayo」 |           |
| 2016 | アヤナ・シャハブ、デフィ・キナル・プトゥリ、仲川遥香、ジェシカ・ファニア、ジェシカ・フェランダ、シャニア・ジュニアナタ、メロディー・ヌランダニ・ラクサニ | アヤナ・シャハブ、デフィ・キナル・プトゥリ、仲川遥香、ジェシカ・ファニア、ジェシカ・フェランダ、シャニア・ジュニアナタ、メロディー・ヌランダニ・ラクサニ | アヤナ・シャハブ、デフィ・キナル・プトゥリ、仲川遥香、ジェシカ・ファニア、ジェシカ・フェランダ、シャニア・ジュニアナタ、メロディー・ヌランダニ・ラクサニ | 15th「Luar Biasa - Saikou Kayo」 | [ 注 13 ] |
| 2016 | HA! | | NMB48「HA!」 | 15th「Luar Biasa - Saikou Kayo」 |           |
| 2016 | デラ・デリラ、デナ・シティ・ロヒャティ、デフィ・キナル・プトゥリ、ドゥイ・プトゥリ・ボニタ、フェニ・フィトゥリヤンティ、ガブリエラ・マルガレット・ワラオー、仲川遥香、ジェシカ・ファニア、ジェシカ・フェランダ、ミシェル・クリスト・クスナディ、ナビラ・ラトナ・アユ・アザリア、ナディファ・サルサビラ、プリシリア・サリ・デウィ、リスカ・ファイルニッサ、サクティア・オクタピアニ、シャニア・ジュニアナタ、シンカ・ジュリアニ、シャフィラ・アンジェラ・ヌルハリザ、タリア・イファンカ・エリサベス、フィフィヨナ・アプリアニ、メロディー・ヌランダニ・ラクサニ、ヤンセン・インディアニ | デラ・デリラ、デナ・シティ・ロヒャティ、デフィ・キナル・プトゥリ、ドゥイ・プトゥリ・ボニタ、フェニ・フィトゥリヤンティ、ガブリエラ・マルガレット・ワラオー、仲川遥香、ジェシカ・ファニア、ジェシカ・フェランダ、ミシェル・クリスト・クスナディ、ナビラ・ラトナ・アユ・アザリア、ナディファ・サルサビラ、プリシリア・サリ・デウィ、リスカ・ファイルニッサ、サクティア・オクタピアニ、シャニア・ジュニアナタ、シンカ・ジュリアニ、シャフィラ・アンジェラ・ヌルハリザ、タリア・イファンカ・エリサベス、フィフィヨナ・アプリアニ、メロディー・ヌランダニ・ラクサニ、ヤンセン・インディアニ | デラ・デリラ、デナ・シティ・ロヒャティ、デフィ・キナル・プトゥリ、ドゥイ・プトゥリ・ボニタ、フェニ・フィトゥリヤンティ、ガブリエラ・マルガレット・ワラオー、仲川遥香、ジェシカ・ファニア、ジェシカ・フェランダ、ミシェル・クリスト・クスナディ、ナビラ・ラトナ・アユ・アザリア、ナディファ・サルサビラ、プリシリア・サリ・デウィ、リスカ・ファイルニッサ、サクティア・オクタピアニ、シャニア・ジュニアナタ、シンカ・ジュリアニ、シャフィラ・アンジェラ・ヌルハリザ、タリア・イファンカ・エリサベス、フィフィヨナ・アプリアニ、メロディー・ヌランダニ・ラクサニ、ヤンセン・インディアニ | 15th「Luar Biasa - Saikou Kayo」 | [ 注 14 ] |
| 2016 | Scrap and Build | | AKB48「スクラップ&ビルド」 | 15th「Luar Biasa - Saikou Kayo」 |           |
| 2016 | アリシア・チャンジア、アマンダ・ドウィ・アリスタ、アニンディタ・ラーマ・チャヒャディ、アヤナ・シャハブ、アユ・サフィラ・オクタフィアニ、ベビー・チャエサラ・アナディラ、シンディ・ユフィア、ファヒルヤニ・シャファリヤンティ、フランシスカ・サラスワティ・プスパ・デウィ、フリスカ・アナスタシア・ラクサニ、ジェニファー・ラヘル・ナタシャ、リディア・マウリダ・ジュハンダル、マリア・ゲノフェフア・ナタリア・デシー・プルナマサリ・グナワン、ナディラ・シンディ・ワンタリ、ナタリア、ニ・マデ・アユ・ファニア・アウレリア、ラトゥ・フィエンニ・フィトゥリリア、近野莉菜、ロナ・アングレアニ、シャニ・インディラ・ナティオ、シャニア・グラシア、シンタ・ナオミ、ソニア・ナタリア、ステファニー・プリシリア・インダルト・プトゥリ | アリシア・チャンジア、アマンダ・ドウィ・アリスタ、アニンディタ・ラーマ・チャヒャディ、アヤナ・シャハブ、アユ・サフィラ・オクタフィアニ、ベビー・チャエサラ・アナディラ、シンディ・ユフィア、ファヒルヤニ・シャファリヤンティ、フランシスカ・サラスワティ・プスパ・デウィ、フリスカ・アナスタシア・ラクサニ、ジェニファー・ラヘル・ナタシャ、リディア・マウリダ・ジュハンダル、マリア・ゲノフェフア・ナタリア・デシー・プルナマサリ・グナワン、ナディラ・シンディ・ワンタリ、ナタリア、ニ・マデ・アユ・ファニア・アウレリア、ラトゥ・フィエンニ・フィトゥリリア、近野莉菜、ロナ・アングレアニ、シャニ・インディラ・ナティオ、シャニア・グラシア、シンタ・ナオミ、ソニア・ナタリア、ステファニー・プリシリア・インダルト・プトゥリ | アリシア・チャンジア、アマンダ・ドウィ・アリスタ、アニンディタ・ラーマ・チャヒャディ、アヤナ・シャハブ、アユ・サフィラ・オクタフィアニ、ベビー・チャエサラ・アナディラ、シンディ・ユフィア、ファヒルヤニ・シャファリヤンティ、フランシスカ・サラスワティ・プスパ・デウィ、フリスカ・アナスタシア・ラクサニ、ジェニファー・ラヘル・ナタシャ、リディア・マウリダ・ジュハンダル、マリア・ゲノフェフア・ナタリア・デシー・プルナマサリ・グナワン、ナディラ・シンディ・ワンタリ、ナタリア、ニ・マデ・アユ・ファニア・アウレリア、ラトゥ・フィエンニ・フィトゥリリア、近野莉菜、ロナ・アングレアニ、シャニ・インディラ・ナティオ、シャニア・グラシア、シンタ・ナオミ、ソニア・ナタリア、ステファニー・プリシリア・インダルト・プトゥリ | 15th「Luar Biasa - Saikou Kayo」 | [ 注 12 ] |
| 2016 | Sakura Kita Makan Bersama - Sakura, Minna de Tabeta | | HKT48「桜、みんなで食べた」 | 15th「Luar Biasa - Saikou Kayo」 |           |
| 2016 | アディスティ・ザラ、アドリアニ・エリサベス、クリスティ、シンディ・ハプサリ・マハラニ・プジアントロ・プトゥリ、エリザベス・グロリア・セティアワン、イヴ・アントワネット・イヒワン、フィドリ・インマンダ・アッザフラ、ジナン・サファ・サフィラ、マデ・デヴィ・ラニタ・ニンタラ、メラティ・プトゥリ・ラヘル・セシリア、メロディー・ヌランダニ・ラクサニ、ヌルハヤティ、プティ・ナディラ・アザリア、レギナ・アンジェリナ、ルート・ダマヤンティ・シタンガン、スリ・リンタン、タン・ジー・フイ・セリーヌ、フィオレタ・ブルハン、ザフラ・ユリヴァ・デルマワン | アディスティ・ザラ、アドリアニ・エリサベス、クリスティ、シンディ・ハプサリ・マハラニ・プジアントロ・プトゥリ、エリザベス・グロリア・セティアワン、イヴ・アントワネット・イヒワン、フィドリ・インマンダ・アッザフラ、ジナン・サファ・サフィラ、マデ・デヴィ・ラニタ・ニンタラ、メラティ・プトゥリ・ラヘル・セシリア、メロディー・ヌランダニ・ラクサニ、ヌルハヤティ、プティ・ナディラ・アザリア、レギナ・アンジェリナ、ルート・ダマヤンティ・シタンガン、スリ・リンタン、タン・ジー・フイ・セリーヌ、フィオレタ・ブルハン、ザフラ・ユリヴァ・デルマワン | アディスティ・ザラ、アドリアニ・エリサベス、クリスティ、シンディ・ハプサリ・マハラニ・プジアントロ・プトゥリ、エリザベス・グロリア・セティアワン、イヴ・アントワネット・イヒワン、フィドリ・インマンダ・アッザフラ、ジナン・サファ・サフィラ、マデ・デヴィ・ラニタ・ニンタラ、メラティ・プトゥリ・ラヘル・セシリア、メロディー・ヌランダニ・ラクサニ、ヌルハヤティ、プティ・ナディラ・アザリア、レギナ・アンジェリナ、ルート・ダマヤンティ・シタンガン、スリ・リンタン、タン・ジー・フイ・セリーヌ、フィオレタ・ブルハン、ザフラ・ユリヴァ・デルマワン | 15th「Luar Biasa - Saikou Kayo」 | [ 注 34 ] |
| 2017 | So Long! | | AKB48「So long !」 | 16th「So Long!」 |           |
| 2017 | アディスティ・ザラ、アヤナ・シャハブ、ジェシカ・フェランダ、シャニ・インディラ・ナティオ、シャニア・ジュニアナタ、シンディ・ユフィア、タリア・イファンカ・エリザベス、近野莉菜、デフィ・キナル・プトゥリ、ナビラ・ラトナ・アユ・アザリア、ヌルハヤティ、ベビー・チャエサラ・アナディラ、マデ・デヴィ・ラニタ・ニンタラ、ミシェル・クリスト・クスナディ、メロディー・ヌランダニ・ラクサニ、ラトゥ・フィエンニ・フィトゥリリア | アディスティ・ザラ、アヤナ・シャハブ、ジェシカ・フェランダ、シャニ・インディラ・ナティオ、シャニア・ジュニアナタ、シンディ・ユフィア、タリア・イファンカ・エリザベス、近野莉菜、デフィ・キナル・プトゥリ、ナビラ・ラトナ・アユ・アザリア、ヌルハヤティ、ベビー・チャエサラ・アナディラ、マデ・デヴィ・ラニタ・ニンタラ、ミシェル・クリスト・クスナディ、メロディー・ヌランダニ・ラクサニ、ラトゥ・フィエンニ・フィトゥリリア | アディスティ・ザラ、アヤナ・シャハブ、ジェシカ・フェランダ、シャニ・インディラ・ナティオ、シャニア・ジュニアナタ、シンディ・ユフィア、タリア・イファンカ・エリザベス、近野莉菜、デフィ・キナル・プトゥリ、ナビラ・ラトナ・アユ・アザリア、ヌルハヤティ、ベビー・チャエサラ・アナディラ、マデ・デヴィ・ラニタ・ニンタラ、ミシェル・クリスト・クスナディ、メロディー・ヌランダニ・ラクサニ、ラトゥ・フィエンニ・フィトゥリリア | 16th「So Long!」 | [ 注 20 ] |
| 2017 | Di Sini Rhodes, Lompatlah! - Koko ga Rhodes da, Koko de Tobe! | | AKB48「ここがロドスだ、ここで跳べ!」 | 16th「So Long!」 |           |
| 2017 | アディスティ・ザラ、アヤナ・シャハブ、ジェシカ・フェランダ、シャニ・インディラ・ナティオ、シャニア・ジュニアナタ、シンディ・ユフィア、タリア・イファンカ・エリザベス、近野莉菜、デフィ・キナル・プトゥリ、ナビラ・ラトナ・アユ・アザリア、ヌルハヤティ、ベビー・チャエサラ・アナディラ、マデ・デヴィ・ラニタ・ニンタラ、ミシェル・クリスト・クスナディ、メロディー・ヌランダニ・ラクサニ、ラトゥ・フィエンニ・フィトゥリリア | アディスティ・ザラ、アヤナ・シャハブ、ジェシカ・フェランダ、シャニ・インディラ・ナティオ、シャニア・ジュニアナタ、シンディ・ユフィア、タリア・イファンカ・エリザベス、近野莉菜、デフィ・キナル・プトゥリ、ナビラ・ラトナ・アユ・アザリア、ヌルハヤティ、ベビー・チャエサラ・アナディラ、マデ・デヴィ・ラニタ・ニンタラ、ミシェル・クリスト・クスナディ、メロディー・ヌランダニ・ラクサニ、ラトゥ・フィエンニ・フィトゥリリア | アディスティ・ザラ、アヤナ・シャハブ、ジェシカ・フェランダ、シャニ・インディラ・ナティオ、シャニア・ジュニアナタ、シンディ・ユフィア、タリア・イファンカ・エリザベス、近野莉菜、デフィ・キナル・プトゥリ、ナビラ・ラトナ・アユ・アザリア、ヌルハヤティ、ベビー・チャエサラ・アナディラ、マデ・デヴィ・ラニタ・ニンタラ、ミシェル・クリスト・クスナディ、メロディー・ヌランダニ・ラクサニ、ラトゥ・フィエンニ・フィトゥリリア | 16th「So Long!」 | [ 注 20 ] |
| 2017 | Virginity | | NMB48「ヴァージニティー」 | 16th「So Long!」 |           |
| 2017 | デラ・デリラ、デフィ・キナル・プトゥリ、フェニ・フィトゥリヤンティ、ガブリエラ・マルガレット・ワラオー、ジェシカ・ファニア、ジェシカ・フェランダ、ミシェル・クリスト・クスナディ、ナビラ・ラトナ・アユ・アザリア、プリシリア・サリ・デウィ、サクティア・オクタピアニ、シャニア・ジュニアナタ、シンカ・ジュリアニ、シャフィラ・アンジェラ・ヌルハリザ、タリア・イファンカ・エリサベス、フィフィヨナ・アプリアニ、メロディー・ヌランダニ・ラクサニ | デラ・デリラ、デフィ・キナル・プトゥリ、フェニ・フィトゥリヤンティ、ガブリエラ・マルガレット・ワラオー、ジェシカ・ファニア、ジェシカ・フェランダ、ミシェル・クリスト・クスナディ、ナビラ・ラトナ・アユ・アザリア、プリシリア・サリ・デウィ、サクティア・オクタピアニ、シャニア・ジュニアナタ、シンカ・ジュリアニ、シャフィラ・アンジェラ・ヌルハリザ、タリア・イファンカ・エリサベス、フィフィヨナ・アプリアニ、メロディー・ヌランダニ・ラクサニ | デラ・デリラ、デフィ・キナル・プトゥリ、フェニ・フィトゥリヤンティ、ガブリエラ・マルガレット・ワラオー、ジェシカ・ファニア、ジェシカ・フェランダ、ミシェル・クリスト・クスナディ、ナビラ・ラトナ・アユ・アザリア、プリシリア・サリ・デウィ、サクティア・オクタピアニ、シャニア・ジュニアナタ、シンカ・ジュリアニ、シャフィラ・アンジェラ・ヌルハリザ、タリア・イファンカ・エリサベス、フィフィヨナ・アプリアニ、メロディー・ヌランダニ・ラクサニ | 16th「So Long!」 | [ 注 14 ] |
| 2017 | Birth | | AKB48「Birth」 | 16th「So Long!」 |           |
| 2017 | アリシア・チャンジア、アニンディタ・ラーマ・チャヒャディ、アヤナ・シャハブ、ベビー・チャエサラ・アナディラ、近野莉菜、シンディ・ユフィア、フランシスカ・サラスワティ・プスパ・デウィ、マリア・ゲノフェフア・ナタリア・デシー・プルナマサリ・グナワン、ナタリア、ニ・マデ・アユ・ファニア・アウレリア、ラトゥ・フィエンニ・フィトゥリリア、ロナ・アングレアニ、シャニ・インディラ・ナティオ、シャニア・グラシア、シンタ・ナオミ、ソニア・ナタリア | アリシア・チャンジア、アニンディタ・ラーマ・チャヒャディ、アヤナ・シャハブ、ベビー・チャエサラ・アナディラ、近野莉菜、シンディ・ユフィア、フランシスカ・サラスワティ・プスパ・デウィ、マリア・ゲノフェフア・ナタリア・デシー・プルナマサリ・グナワン、ナタリア、ニ・マデ・アユ・ファニア・アウレリア、ラトゥ・フィエンニ・フィトゥリリア、ロナ・アングレアニ、シャニ・インディラ・ナティオ、シャニア・グラシア、シンタ・ナオミ、ソニア・ナタリア | アリシア・チャンジア、アニンディタ・ラーマ・チャヒャディ、アヤナ・シャハブ、ベビー・チャエサラ・アナディラ、近野莉菜、シンディ・ユフィア、フランシスカ・サラスワティ・プスパ・デウィ、マリア・ゲノフェフア・ナタリア・デシー・プルナマサリ・グナワン、ナタリア、ニ・マデ・アユ・ファニア・アウレリア、ラトゥ・フィエンニ・フィトゥリリア、ロナ・アングレアニ、シャニ・インディラ・ナティオ、シャニア・グラシア、シンタ・ナオミ、ソニア・ナタリア | 16th「So Long!」 | [ 注 12 ] |
| 2017 | Cinta Pertama Butterfly - Hatsukoi Butterfly | | HKT48「初恋バタフライ」 | 16th「So Long!」 |           |
| 2017 | アディスティ・ザラ、アドリアニ・エリサベス、クリスティ、シンディ・ハプサリ・マハラニ・プジアントロ・プトゥリ、エリザベス・グロリア・セティアワン、イヴ・アントワネット・イヒワン、フィドリ・インマンダ・アッザフラ、ジナン・サファ・サフィラ、マデ・デヴィ・ラニタ・ニンタラ、メラティ・プトゥリ・ラヘル・セシリア、メロディー・ヌランダニ・ラクサニ、ヌルハヤティ、プティ・ナディラ・アザリア、レギナ・アンジェリナ、ルート・ダマヤンティ・シタンガン、スリ・リンタン、タン・ジー・フイ・セリーヌ、フィオレタ・ブルハン、ザフラ・ユリヴァ・デルマワン | アディスティ・ザラ、アドリアニ・エリサベス、クリスティ、シンディ・ハプサリ・マハラニ・プジアントロ・プトゥリ、エリザベス・グロリア・セティアワン、イヴ・アントワネット・イヒワン、フィドリ・インマンダ・アッザフラ、ジナン・サファ・サフィラ、マデ・デヴィ・ラニタ・ニンタラ、メラティ・プトゥリ・ラヘル・セシリア、メロディー・ヌランダニ・ラクサニ、ヌルハヤティ、プティ・ナディラ・アザリア、レギナ・アンジェリナ、ルート・ダマヤンティ・シタンガン、スリ・リンタン、タン・ジー・フイ・セリーヌ、フィオレタ・ブルハン、ザフラ・ユリヴァ・デルマワン | アディスティ・ザラ、アドリアニ・エリサベス、クリスティ、シンディ・ハプサリ・マハラニ・プジアントロ・プトゥリ、エリザベス・グロリア・セティアワン、イヴ・アントワネット・イヒワン、フィドリ・インマンダ・アッザフラ、ジナン・サファ・サフィラ、マデ・デヴィ・ラニタ・ニンタラ、メラティ・プトゥリ・ラヘル・セシリア、メロディー・ヌランダニ・ラクサニ、ヌルハヤティ、プティ・ナディラ・アザリア、レギナ・アンジェリナ、ルート・ダマヤンティ・シタンガン、スリ・リンタン、タン・ジー・フイ・セリーヌ、フィオレタ・ブルハン、ザフラ・ユリヴァ・デルマワン | 16th「So Long!」 | [ 注 34 ] |
| 2017 | Kesimpulan yang Sedikit Membuatku Malu setelah Beberapa Hari Berpikir akan Berubah Seperti Apakah Hubungan Kita jika di Jalan Penuh Pohon Rindang Kukatakan "Indahnya Senyum Manismu dalam Mimpiku" | | AKB48「鈴懸の木の道で「君の微笑みを夢に見る」と言ってしまったら僕たちの関係はどう変わってしまうのか、僕なりに何日か考えた上でのやや気恥ずかしい結論のようなもの」 | 17th「Kesimpulan yang Sedikit Membuatku Malu setelah Beberapa Hari Berpikir akan Berubah Seperti Apakah Hubungan Kita jika di Jalan Penuh Pohon Rindang Kukatakan "Indahnya Senyum Manismu dalam Mimpiku"」 |           |
| 2017 | アニンディタ・ラーマ・チャヒャディ、アヤナ・シャハブ、サクティア・オクタピアニ、シャニ・インディラ・ナティオ、シャニア・グラシア、シャニア・ジュニアナタ、シンディ・ユフィア、近野莉菜、デフィ・キナル・プトゥリ、ナビラ・ラトナ・アユ・アザリア、フリスカ・アナスタシア・ラクサニ、ベビー・チャエサラ・アナディラ、マデ・デヴィ・ラニタ・ニンタラ、ミシェル・クリスト・クスナディ、メロディー・ヌランダニ・ラクサニ、ロナ・アングラエニ | アニンディタ・ラーマ・チャヒャディ、アヤナ・シャハブ、サクティア・オクタピアニ、シャニ・インディラ・ナティオ、シャニア・グラシア、シャニア・ジュニアナタ、シンディ・ユフィア、近野莉菜、デフィ・キナル・プトゥリ、ナビラ・ラトナ・アユ・アザリア、フリスカ・アナスタシア・ラクサニ、ベビー・チャエサラ・アナディラ、マデ・デヴィ・ラニタ・ニンタラ、ミシェル・クリスト・クスナディ、メロディー・ヌランダニ・ラクサニ、ロナ・アングラエニ | アニンディタ・ラーマ・チャヒャディ、アヤナ・シャハブ、サクティア・オクタピアニ、シャニ・インディラ・ナティオ、シャニア・グラシア、シャニア・ジュニアナタ、シンディ・ユフィア、近野莉菜、デフィ・キナル・プトゥリ、ナビラ・ラトナ・アユ・アザリア、フリスカ・アナスタシア・ラクサニ、ベビー・チャエサラ・アナディラ、マデ・デヴィ・ラニタ・ニンタラ、ミシェル・クリスト・クスナディ、メロディー・ヌランダニ・ラクサニ、ロナ・アングラエニ | 17th「Kesimpulan yang Sedikit Membuatku Malu setelah Beberapa Hari Berpikir akan Berubah Seperti Apakah Hubungan Kita jika di Jalan Penuh Pohon Rindang Kukatakan "Indahnya Senyum Manismu dalam Mimpiku"」 | [ 注 35 ] |
| 2017 | Sedikit Saja I Love You! - Hikaeme I Love You! | | HKT48「控えめI love you !」 | 17th「Kesimpulan yang Sedikit Membuatku Malu setelah Beberapa Hari Berpikir akan Berubah Seperti Apakah Hubungan Kita jika di Jalan Penuh Pohon Rindang Kukatakan "Indahnya Senyum Manismu dalam Mimpiku"」 |           |
| 2017 | アディスティ・ザラ、アリシア・カンジア、アユ・サフィラ・オクタフィアニ、シンディ・ハプサリ・マハラニ・プジアントロ・プトゥリ、デラ・デリラ、デナ・シティ・ロヒャティ、ファヒルヤニ・シャファリヤンティ、リディア・マウリダ・ジュハンダル、マリア・ゲノフェフア・ナタリア・デシー・プルナマサリ・グナワン、メラティ・プトゥリ・ラヘル・セシリア、ヌルハヤティ、ラトゥ・フィエンニ・フィトゥリリア、シャフイラ・アンジェラ・ヌルハリザ、タン・ジー・フイ・セリーヌ、フィオレタ・ブルハン、フィフィヨナ・アプリアニ | アディスティ・ザラ、アリシア・カンジア、アユ・サフィラ・オクタフィアニ、シンディ・ハプサリ・マハラニ・プジアントロ・プトゥリ、デラ・デリラ、デナ・シティ・ロヒャティ、ファヒルヤニ・シャファリヤンティ、リディア・マウリダ・ジュハンダル、マリア・ゲノフェフア・ナタリア・デシー・プルナマサリ・グナワン、メラティ・プトゥリ・ラヘル・セシリア、ヌルハヤティ、ラトゥ・フィエンニ・フィトゥリリア、シャフイラ・アンジェラ・ヌルハリザ、タン・ジー・フイ・セリーヌ、フィオレタ・ブルハン、フィフィヨナ・アプリアニ | アディスティ・ザラ、アリシア・カンジア、アユ・サフィラ・オクタフィアニ、シンディ・ハプサリ・マハラニ・プジアントロ・プトゥリ、デラ・デリラ、デナ・シティ・ロヒャティ、ファヒルヤニ・シャファリヤンティ、リディア・マウリダ・ジュハンダル、マリア・ゲノフェフア・ナタリア・デシー・プルナマサリ・グナワン、メラティ・プトゥリ・ラヘル・セシリア、ヌルハヤティ、ラトゥ・フィエンニ・フィトゥリリア、シャフイラ・アンジェラ・ヌルハリザ、タン・ジー・フイ・セリーヌ、フィオレタ・ブルハン、フィフィヨナ・アプリアニ | 17th「Kesimpulan yang Sedikit Membuatku Malu setelah Beberapa Hari Berpikir akan Berubah Seperti Apakah Hubungan Kita jika di Jalan Penuh Pohon Rindang Kukatakan "Indahnya Senyum Manismu dalam Mimpiku"」 | [ 注 36 ] |
| 2017 | Cowok Durian - Durian Shounen | | NMB48「ドリアン少年」 | 17th「Kesimpulan yang Sedikit Membuatku Malu setelah Beberapa Hari Berpikir akan Berubah Seperti Apakah Hubungan Kita jika di Jalan Penuh Pohon Rindang Kukatakan "Indahnya Senyum Manismu dalam Mimpiku"」 |           |
| 2017 | デラ・デリラ、デナ・シティ・ロヒャティ、デフィ・キナル・プトゥリ、ドゥイ・プトゥリ・ボニタ、フェニ・フィトゥリヤンティ、ガブリエラ・マルガレット・ワラオー、ミシェル・クリスト・クスナディ、メロディー・ヌランダニ・ラクサニ、ナビラ・ラトナ・アユ・アザリア プリシリア・サリ・デウィ、リスカ・ファイルニッサ、サクティア・オクタピアニ、シャニア・ジュニアナタ、シンカ・ジュリアニ、スリ・リンタン、シャフィラ・アンジェラ・ヌルハリザ、タリア・イファンカ・エリサベス、フィフィヨナ・アプリアニ、ザフラ・ユリヴァ・デルマワン | デラ・デリラ、デナ・シティ・ロヒャティ、デフィ・キナル・プトゥリ、ドゥイ・プトゥリ・ボニタ、フェニ・フィトゥリヤンティ、ガブリエラ・マルガレット・ワラオー、ミシェル・クリスト・クスナディ、メロディー・ヌランダニ・ラクサニ、ナビラ・ラトナ・アユ・アザリア プリシリア・サリ・デウィ、リスカ・ファイルニッサ、サクティア・オクタピアニ、シャニア・ジュニアナタ、シンカ・ジュリアニ、スリ・リンタン、シャフィラ・アンジェラ・ヌルハリザ、タリア・イファンカ・エリサベス、フィフィヨナ・アプリアニ、ザフラ・ユリヴァ・デルマワン | デラ・デリラ、デナ・シティ・ロヒャティ、デフィ・キナル・プトゥリ、ドゥイ・プトゥリ・ボニタ、フェニ・フィトゥリヤンティ、ガブリエラ・マルガレット・ワラオー、ミシェル・クリスト・クスナディ、メロディー・ヌランダニ・ラクサニ、ナビラ・ラトナ・アユ・アザリア プリシリア・サリ・デウィ、リスカ・ファイルニッサ、サクティア・オクタピアニ、シャニア・ジュニアナタ、シンカ・ジュリアニ、スリ・リンタン、シャフィラ・アンジェラ・ヌルハリザ、タリア・イファンカ・エリサベス、フィフィヨナ・アプリアニ、ザフラ・ユリヴァ・デルマワン | 17th「Kesimpulan yang Sedikit Membuatku Malu setelah Beberapa Hari Berpikir akan Berubah Seperti Apakah Hubungan Kita jika di Jalan Penuh Pohon Rindang Kukatakan "Indahnya Senyum Manismu dalam Mimpiku"」 | [ 注 37 ] |
| 2017 | KAMONEGIX | | NMB48「カモネギックス」 | 17th「Kesimpulan yang Sedikit Membuatku Malu setelah Beberapa Hari Berpikir akan Berubah Seperti Apakah Hubungan Kita jika di Jalan Penuh Pohon Rindang Kukatakan "Indahnya Senyum Manismu dalam Mimpiku"」 |           |
| 2017 | アリシア・チャンジア、アマンダ・ドウィ・アリスタ、アニンディタ・ラーマ・チャヒャディ、アヤナ・シャハブ、アユ・サフィラ・オクタフィアニ、ベビー・チャエサラ・アナディラ、シンディ・ユフィア、ファヒルヤニ・シャファリヤンティ、フランシスカ・サラスワティ・プスパ・デウィ、フリスカ・アナスタシア・ラクサニ、ジェニファー・ラヘル・ナタシャ、リディア・マウリダ・ジュハンダル、マリア・ゲノフェフア・ナタリア・デシー・プルナマサリ・グナワン、ナディラ・シンディ・ワンタリ、ナタリア、ニ・マデ・アユ・ファニア・アウレリア、ラトゥ・フィエンニ・フィトゥリリア、近野莉菜、ロナ・アングレアニ、シャニ・インディラ・ナティオ、シャニア・グラシア、シンタ・ナオミ、ソニア・ナタリア、ステファニー・プリシリア・インダルト・プトゥリ | アリシア・チャンジア、アマンダ・ドウィ・アリスタ、アニンディタ・ラーマ・チャヒャディ、アヤナ・シャハブ、アユ・サフィラ・オクタフィアニ、ベビー・チャエサラ・アナディラ、シンディ・ユフィア、ファヒルヤニ・シャファリヤンティ、フランシスカ・サラスワティ・プスパ・デウィ、フリスカ・アナスタシア・ラクサニ、ジェニファー・ラヘル・ナタシャ、リディア・マウリダ・ジュハンダル、マリア・ゲノフェフア・ナタリア・デシー・プルナマサリ・グナワン、ナディラ・シンディ・ワンタリ、ナタリア、ニ・マデ・アユ・ファニア・アウレリア、ラトゥ・フィエンニ・フィトゥリリア、近野莉菜、ロナ・アングレアニ、シャニ・インディラ・ナティオ、シャニア・グラシア、シンタ・ナオミ、ソニア・ナタリア、ステファニー・プリシリア・インダルト・プトゥリ | アリシア・チャンジア、アマンダ・ドウィ・アリスタ、アニンディタ・ラーマ・チャヒャディ、アヤナ・シャハブ、アユ・サフィラ・オクタフィアニ、ベビー・チャエサラ・アナディラ、シンディ・ユフィア、ファヒルヤニ・シャファリヤンティ、フランシスカ・サラスワティ・プスパ・デウィ、フリスカ・アナスタシア・ラクサニ、ジェニファー・ラヘル・ナタシャ、リディア・マウリダ・ジュハンダル、マリア・ゲノフェフア・ナタリア・デシー・プルナマサリ・グナワン、ナディラ・シンディ・ワンタリ、ナタリア、ニ・マデ・アユ・ファニア・アウレリア、ラトゥ・フィエンニ・フィトゥリリア、近野莉菜、ロナ・アングレアニ、シャニ・インディラ・ナティオ、シャニア・グラシア、シンタ・ナオミ、ソニア・ナタリア、ステファニー・プリシリア・インダルト・プトゥリ | 17th「Kesimpulan yang Sedikit Membuatku Malu setelah Beberapa Hari Berpikir akan Berubah Seperti Apakah Hubungan Kita jika di Jalan Penuh Pohon Rindang Kukatakan "Indahnya Senyum Manismu dalam Mimpiku"」 | [ 注 38 ] |
| 2017 | Aishiteraburu | | SKE48「アイシテラブル!」 | 17th「Kesimpulan yang Sedikit Membuatku Malu setelah Beberapa Hari Berpikir akan Berubah Seperti Apakah Hubungan Kita jika di Jalan Penuh Pohon Rindang Kukatakan "Indahnya Senyum Manismu dalam Mimpiku"」 |           |
| 2017 | アディスティ・ザラ、アドリアニ・エリサベス、クリスティ、シンディ・ハプサリ・マハラニ・プジアントロ・プトゥリ、チトラ・アユ・プラナジャヤ・ウィブラド、エリザベス・グロリア・セティアワン、イヴ・アントワネット・イヒワン、フィドリ・インマンダ・アッザフラ、ジナン・サファ・サフィラ、マデ・デヴィ・ラニタ・ニンタラ、メラティ・プトゥリ・ラヘル・セシリア、メロディー・ヌランダニ・ラクサニ、ヌルハヤティ、プティ・ナディラ・アザリア、レギナ・アンジェリナ、ルート・ダマヤンティ・シタンガン、タン・ジー・フイ・セリーヌ、フィオレタ・ブルハン | アディスティ・ザラ、アドリアニ・エリサベス、クリスティ、シンディ・ハプサリ・マハラニ・プジアントロ・プトゥリ、チトラ・アユ・プラナジャヤ・ウィブラド、エリザベス・グロリア・セティアワン、イヴ・アントワネット・イヒワン、フィドリ・インマンダ・アッザフラ、ジナン・サファ・サフィラ、マデ・デヴィ・ラニタ・ニンタラ、メラティ・プトゥリ・ラヘル・セシリア、メロディー・ヌランダニ・ラクサニ、ヌルハヤティ、プティ・ナディラ・アザリア、レギナ・アンジェリナ、ルート・ダマヤンティ・シタンガン、タン・ジー・フイ・セリーヌ、フィオレタ・ブルハン | アディスティ・ザラ、アドリアニ・エリサベス、クリスティ、シンディ・ハプサリ・マハラニ・プジアントロ・プトゥリ、チトラ・アユ・プラナジャヤ・ウィブラド、エリザベス・グロリア・セティアワン、イヴ・アントワネット・イヒワン、フィドリ・インマンダ・アッザフラ、ジナン・サファ・サフィラ、マデ・デヴィ・ラニタ・ニンタラ、メラティ・プトゥリ・ラヘル・セシリア、メロディー・ヌランダニ・ラクサニ、ヌルハヤティ、プティ・ナディラ・アザリア、レギナ・アンジェリナ、ルート・ダマヤンティ・シタンガン、タン・ジー・フイ・セリーヌ、フィオレタ・ブルハン | 17th「Kesimpulan yang Sedikit Membuatku Malu setelah Beberapa Hari Berpikir akan Berubah Seperti Apakah Hubungan Kita jika di Jalan Penuh Pohon Rindang Kukatakan "Indahnya Senyum Manismu dalam Mimpiku"」 | [ 注 34 ] |
| 2017 | Dirimu Melody - Kimi wa Melody | | AKB48「君はメロディー」 | 18th「Dirimu Melody - Kimi wa Melody」 |           |
| 2017 | アディスティ・ザラ、アヤナ・シャハブ、ガブリエラ・マルガレット・ワラオー、シャニ・インディラ・ナティオ、シャニア・グラシア、シャニア・ジュニアナタ、シンディ・ユフィア、ソニア・ナタリア、タリア・イファンカ・エリザベス、デフィ・キナル・プトゥリ、フィフィヨナ・アプリアニ、フリスカ・アナスタシア・ラクサニ、ベビー・チャエサラ・アナディラ、マデ・デヴィ・ラニタ・ニンタラ、ミシェル・クリスト・クスナディ、メロディー・ヌランダニ・ラクサニ | アディスティ・ザラ、アヤナ・シャハブ、ガブリエラ・マルガレット・ワラオー、シャニ・インディラ・ナティオ、シャニア・グラシア、シャニア・ジュニアナタ、シンディ・ユフィア、ソニア・ナタリア、タリア・イファンカ・エリザベス、デフィ・キナル・プトゥリ、フィフィヨナ・アプリアニ、フリスカ・アナスタシア・ラクサニ、ベビー・チャエサラ・アナディラ、マデ・デヴィ・ラニタ・ニンタラ、ミシェル・クリスト・クスナディ、メロディー・ヌランダニ・ラクサニ | アディスティ・ザラ、アヤナ・シャハブ、ガブリエラ・マルガレット・ワラオー、シャニ・インディラ・ナティオ、シャニア・グラシア、シャニア・ジュニアナタ、シンディ・ユフィア、ソニア・ナタリア、タリア・イファンカ・エリザベス、デフィ・キナル・プトゥリ、フィフィヨナ・アプリアニ、フリスカ・アナスタシア・ラクサニ、ベビー・チャエサラ・アナディラ、マデ・デヴィ・ラニタ・ニンタラ、ミシェル・クリスト・クスナディ、メロディー・ヌランダニ・ラクサニ | 18th「Dirimu Melody - Kimi wa Melody」 | [ 注 8 ]  |
| 2017 | Kita Pernah Di Sini - Koko ni Ita Koto | | AKB48「ここにいたこと」 | 18th「Dirimu Melody - Kimi wa Melody」 |           |
| 2017 | （当時のJKT48全メンバー） | | | 18th「Dirimu Melody - Kimi wa Melody」 |           |
| 2017 | Sebagian Besar Kenangan - Omoide no Hotondo | | AKB48「思い出のほとんど」 | 18th「Dirimu Melody - Kimi wa Melody」 |           |
| 2017 | シャニア・ジュニアナタ、メロディー・ヌランダニ・ラクサニ | | | 18th「Dirimu Melody - Kimi wa Melody」 |           |
| 2018 | Everyday, Kachuusha | | AKB48「Everyday、カチューシャ」 | 19th「Everyday, Kachuusha/UZA」 |           |
| 2018 | アディスティ・ザラ、アニンディタ・ラーマ・チャヒャディ、アヤナ・シャハブ、シンディ・ハプサリ・マハラニ・プジアントロ・プトゥリ、シンディ・ユフィア、イヴ・アントワネット・イヒワン、フェニ・フィトゥリヤンティ、マデ・デヴィ・ラニタ・ニンタラ、ミシェル・クリスト・クスナディ、ヌルハヤティ、プティ・ナディラ・アザリア、シャニア・グラシア、シャニア・ジュニアナタ、シャニ・インディラ・ナティオ、タリア・イファンカ・エリザベス、フィフィヨナ・アプリアニ | アディスティ・ザラ、アニンディタ・ラーマ・チャヒャディ、アヤナ・シャハブ、シンディ・ハプサリ・マハラニ・プジアントロ・プトゥリ、シンディ・ユフィア、イヴ・アントワネット・イヒワン、フェニ・フィトゥリヤンティ、マデ・デヴィ・ラニタ・ニンタラ、ミシェル・クリスト・クスナディ、ヌルハヤティ、プティ・ナディラ・アザリア、シャニア・グラシア、シャニア・ジュニアナタ、シャニ・インディラ・ナティオ、タリア・イファンカ・エリザベス、フィフィヨナ・アプリアニ | アディスティ・ザラ、アニンディタ・ラーマ・チャヒャディ、アヤナ・シャハブ、シンディ・ハプサリ・マハラニ・プジアントロ・プトゥリ、シンディ・ユフィア、イヴ・アントワネット・イヒワン、フェニ・フィトゥリヤンティ、マデ・デヴィ・ラニタ・ニンタラ、ミシェル・クリスト・クスナディ、ヌルハヤティ、プティ・ナディラ・アザリア、シャニア・グラシア、シャニア・ジュニアナタ、シャニ・インディラ・ナティオ、タリア・イファンカ・エリザベス、フィフィヨナ・アプリアニ | 19th「Everyday, Kachuusha/UZA」 | [ 注 34 ] |
| 2018 | UZA | | AKB48「UZA」 | 19th「Everyday, Kachuusha/UZA」 |           |
| 2018 | アディスティ・ザラ、アリシア・チャンジア、アヤナ・シャハブ、ベビー・チャエサラ・アナディラ、シンディ・ユフィア、フェニ・フィトゥリヤンティ、ガブリエラ・マルガレット・ワラオー、ジナン・サファ・サフィラ、マデ・デヴィ・ラニタ・ニンタラ、メラティ・プトゥリ・ラヘル・セシリア、ナタリア、ニ・マデ・アユ・ファニア・アウレリア、ラトゥ・フィエンニ・フィトゥリリア、ロナ・アングレアニ、シャニア・ジュニアナタ、ステファニー・プリシラ・インダルト・プトゥリ | アディスティ・ザラ、アリシア・チャンジア、アヤナ・シャハブ、ベビー・チャエサラ・アナディラ、シンディ・ユフィア、フェニ・フィトゥリヤンティ、ガブリエラ・マルガレット・ワラオー、ジナン・サファ・サフィラ、マデ・デヴィ・ラニタ・ニンタラ、メラティ・プトゥリ・ラヘル・セシリア、ナタリア、ニ・マデ・アユ・ファニア・アウレリア、ラトゥ・フィエンニ・フィトゥリリア、ロナ・アングレアニ、シャニア・ジュニアナタ、ステファニー・プリシラ・インダルト・プトゥリ | アディスティ・ザラ、アリシア・チャンジア、アヤナ・シャハブ、ベビー・チャエサラ・アナディラ、シンディ・ユフィア、フェニ・フィトゥリヤンティ、ガブリエラ・マルガレット・ワラオー、ジナン・サファ・サフィラ、マデ・デヴィ・ラニタ・ニンタラ、メラティ・プトゥリ・ラヘル・セシリア、ナタリア、ニ・マデ・アユ・ファニア・アウレリア、ラトゥ・フィエンニ・フィトゥリリア、ロナ・アングレアニ、シャニア・ジュニアナタ、ステファニー・プリシラ・インダルト・プトゥリ | 19th「Everyday, Kachuusha/UZA」 | [ 注 39 ] |
| 2018 | Sekarang Para-Para - Imapara | | AKB48「イマパラ」 | 19th「Everyday, Kachuusha/UZA」 |           |
| 2018 | シンディ・ハプサリ・マハラニ・プジアントロ・プトゥリ、シンディ・ユフィア、デラ・デリラ、ドゥイ・プトゥリ・ボニタ、フェニ・フィトゥリヤンティ、フリスカ・アナスタシア・ラクサニ、ガブリエラ・マルガレット・ワラオー、ミシェル・クリスト・クスナディ、ヌルハヤティ、リスカ・ファイルニッサ、サクティア・オクタピアニ、サニア・ジュリア・モントラル、シャニア・ジュニアナタ、シンカ・ジュリアニ、ステファニー・プリシリア・インダルト・プトゥリ | シンディ・ハプサリ・マハラニ・プジアントロ・プトゥリ、シンディ・ユフィア、デラ・デリラ、ドゥイ・プトゥリ・ボニタ、フェニ・フィトゥリヤンティ、フリスカ・アナスタシア・ラクサニ、ガブリエラ・マルガレット・ワラオー、ミシェル・クリスト・クスナディ、ヌルハヤティ、リスカ・ファイルニッサ、サクティア・オクタピアニ、サニア・ジュリア・モントラル、シャニア・ジュニアナタ、シンカ・ジュリアニ、ステファニー・プリシリア・インダルト・プトゥリ | シンディ・ハプサリ・マハラニ・プジアントロ・プトゥリ、シンディ・ユフィア、デラ・デリラ、ドゥイ・プトゥリ・ボニタ、フェニ・フィトゥリヤンティ、フリスカ・アナスタシア・ラクサニ、ガブリエラ・マルガレット・ワラオー、ミシェル・クリスト・クスナディ、ヌルハヤティ、リスカ・ファイルニッサ、サクティア・オクタピアニ、サニア・ジュリア・モントラル、シャニア・ジュニアナタ、シンカ・ジュリアニ、ステファニー・プリシリア・インダルト・プトゥリ | 19th「Everyday, Kachuusha/UZA」 | [ 注 12 ] |
| 2018 | Wahai Kesatria - Tsuyokimono yo | | SKE48「強き者よ」 | 19th「Everyday, Kachuusha/UZA」 |           |
| 2018 | アリシア・チャンジア、アニンディタ・ラーマ・チャヒャディ、ベビー・チャエサラ・アナディラ、フランシスカ・サラスワティ・プスパ・デウィ、ジェニファー・ラヘル・ナタシャ、リディア・マウリダ・ジュハンダル、マリア・ゲノフェフア・ナタリア・デシー・プルナマサリ・グナワン、ナディラ・シンディ・ワンタリ、ナタリア、ニ・マデ・アユ・ファニア・アウレリア、ラトゥ・フィエンニ・フィトゥリリア、ロナ・アングレアニ、シャニ・インディラ・ナティオ、シャニア・グラシア、シンタ・ナオミ、フィフィヨナ・アプリアニ | アリシア・チャンジア、アニンディタ・ラーマ・チャヒャディ、ベビー・チャエサラ・アナディラ、フランシスカ・サラスワティ・プスパ・デウィ、ジェニファー・ラヘル・ナタシャ、リディア・マウリダ・ジュハンダル、マリア・ゲノフェフア・ナタリア・デシー・プルナマサリ・グナワン、ナディラ・シンディ・ワンタリ、ナタリア、ニ・マデ・アユ・ファニア・アウレリア、ラトゥ・フィエンニ・フィトゥリリア、ロナ・アングレアニ、シャニ・インディラ・ナティオ、シャニア・グラシア、シンタ・ナオミ、フィフィヨナ・アプリアニ | アリシア・チャンジア、アニンディタ・ラーマ・チャヒャディ、ベビー・チャエサラ・アナディラ、フランシスカ・サラスワティ・プスパ・デウィ、ジェニファー・ラヘル・ナタシャ、リディア・マウリダ・ジュハンダル、マリア・ゲノフェフア・ナタリア・デシー・プルナマサリ・グナワン、ナディラ・シンディ・ワンタリ、ナタリア、ニ・マデ・アユ・ファニア・アウレリア、ラトゥ・フィエンニ・フィトゥリリア、ロナ・アングレアニ、シャニ・インディラ・ナティオ、シャニア・グラシア、シンタ・ナオミ、フィフィヨナ・アプリアニ | 19th「Everyday, Kachuusha/UZA」 | [ 注 31 ] |
| 2018 | Seesaw Game Penuh Air Mata - Namida no Seesaw Game | | AKB48「涙のシーソーゲーム」 | 19th「Everyday, Kachuusha/UZA」 |           |
| 2018 | アディスティ・ザラ、アドリアニ・エリサベス、アヤナ・シャハブ、アユ・サフィラ・オクタフィアニ、イヴ・アントワネット・イヒワン、フィドリ・インマンダ・アッザフラ、ハシャキラ・ウタミ・クスマワルダニ、ジナン・サファ・サフィラ、マデ・デヴィ・ラニタ・ニンタラ、メラティ・プトゥリ・ラヘル・セシリア、プティ・ナディラ・アザリア、ソニア・ナタリア、シャフィラ・アンジェラ・ヌルハリザ、タン・ジー・フイ・セリーヌ、タリア・イファンカ・エリサベス、フィオレタ・ブルハン | アディスティ・ザラ、アドリアニ・エリサベス、アヤナ・シャハブ、アユ・サフィラ・オクタフィアニ、イヴ・アントワネット・イヒワン、フィドリ・インマンダ・アッザフラ、ハシャキラ・ウタミ・クスマワルダニ、ジナン・サファ・サフィラ、マデ・デヴィ・ラニタ・ニンタラ、メラティ・プトゥリ・ラヘル・セシリア、プティ・ナディラ・アザリア、ソニア・ナタリア、シャフィラ・アンジェラ・ヌルハリザ、タン・ジー・フイ・セリーヌ、タリア・イファンカ・エリサベス、フィオレタ・ブルハン | アディスティ・ザラ、アドリアニ・エリサベス、アヤナ・シャハブ、アユ・サフィラ・オクタフィアニ、イヴ・アントワネット・イヒワン、フィドリ・インマンダ・アッザフラ、ハシャキラ・ウタミ・クスマワルダニ、ジナン・サファ・サフィラ、マデ・デヴィ・ラニタ・ニンタラ、メラティ・プトゥリ・ラヘル・セシリア、プティ・ナディラ・アザリア、ソニア・ナタリア、シャフィラ・アンジェラ・ヌルハリザ、タン・ジー・フイ・セリーヌ、タリア・イファンカ・エリサベス、フィオレタ・ブルハン | 19th「Everyday, Kachuusha/UZA」 | [ 注 34 ] |
| 2019 | High Tension | | AKB48「ハイテンション」 | 20th「High Tension」 |           |
| 2019 | アニンディタ・ラーマ・チャヒャディ、アヤナ・シャハブ、アユ・サフィラ・オクタフィアニ、ベビー・チャエサラ・アナディラ、シンディ・ユフィア、フェニ・フィトゥリヤンティ、ガブリェラ・マルセリナ、ジナン・サファ・サフィラ、ミシェル・クリスト・クスナディ、ヌルハヤティ、ラトゥ・フィエンニ・フィトゥリリア、シャニ・インディラ・ナティオ、シャニア・グラシア、シンカ・ジュリアニ、ステファニー・プリシラ・インダルト・プトゥリ、フィフィヨナ・アプリアニ | アニンディタ・ラーマ・チャヒャディ、アヤナ・シャハブ、アユ・サフィラ・オクタフィアニ、ベビー・チャエサラ・アナディラ、シンディ・ユフィア、フェニ・フィトゥリヤンティ、ガブリェラ・マルセリナ、ジナン・サファ・サフィラ、ミシェル・クリスト・クスナディ、ヌルハヤティ、ラトゥ・フィエンニ・フィトゥリリア、シャニ・インディラ・ナティオ、シャニア・グラシア、シンカ・ジュリアニ、ステファニー・プリシラ・インダルト・プトゥリ、フィフィヨナ・アプリアニ | アニンディタ・ラーマ・チャヒャディ、アヤナ・シャハブ、アユ・サフィラ・オクタフィアニ、ベビー・チャエサラ・アナディラ、シンディ・ユフィア、フェニ・フィトゥリヤンティ、ガブリェラ・マルセリナ、ジナン・サファ・サフィラ、ミシェル・クリスト・クスナディ、ヌルハヤティ、ラトゥ・フィエンニ・フィトゥリリア、シャニ・インディラ・ナティオ、シャニア・グラシア、シンカ・ジュリアニ、ステファニー・プリシラ・インダルト・プトゥリ、フィフィヨナ・アプリアニ | 20th「High Tension」 | [ 注 12 ] |
| 2019 | Musim yang Selanjutnya - Tsugi no Season | | AKB48「次のSeason」 | 20th「High Tension」 |           |
| 2019 | アディスティ・ザラ、シンディ・ハプサリ・マハラニ・プジアントロ・プトゥリ、イヴ・アントワネット・イヒワン、フィドリ・インマンダ・アッザフラ、フランシスカ・サラスワティ・プスパ・デウィ、フリスカ・アナスタシア・ラクサニ、ガブリエラ・マルガレット・ワラオー、マリア・ゲノフェフア・ナタリア・デシー・プルナマサリ・グナワン、メラティ・プトゥリ・ラヘル・セシリア、ナディラ・シンディ・ワンタリ、ナタリア、ロナ・アングレアニ、シャニア・ジュニアナタ、ソニア・ナタリア、タン・ジー・フイ・セリーヌ、タリア・イファンカ・エリザベス | アディスティ・ザラ、シンディ・ハプサリ・マハラニ・プジアントロ・プトゥリ、イヴ・アントワネット・イヒワン、フィドリ・インマンダ・アッザフラ、フランシスカ・サラスワティ・プスパ・デウィ、フリスカ・アナスタシア・ラクサニ、ガブリエラ・マルガレット・ワラオー、マリア・ゲノフェフア・ナタリア・デシー・プルナマサリ・グナワン、メラティ・プトゥリ・ラヘル・セシリア、ナディラ・シンディ・ワンタリ、ナタリア、ロナ・アングレアニ、シャニア・ジュニアナタ、ソニア・ナタリア、タン・ジー・フイ・セリーヌ、タリア・イファンカ・エリザベス | アディスティ・ザラ、シンディ・ハプサリ・マハラニ・プジアントロ・プトゥリ、イヴ・アントワネット・イヒワン、フィドリ・インマンダ・アッザフラ、フランシスカ・サラスワティ・プスパ・デウィ、フリスカ・アナスタシア・ラクサニ、ガブリエラ・マルガレット・ワラオー、マリア・ゲノフェフア・ナタリア・デシー・プルナマサリ・グナワン、メラティ・プトゥリ・ラヘル・セシリア、ナディラ・シンディ・ワンタリ、ナタリア、ロナ・アングレアニ、シャニア・ジュニアナタ、ソニア・ナタリア、タン・ジー・フイ・セリーヌ、タリア・イファンカ・エリザベス | 20th「High Tension」 | [ 注 37 ] |
| 2019 | After Rain | | AKB48「After rain」 | 20th「High Tension」 |           |
| 2019 | アリエラ・カリスタ・イヒワン、シンディ・ハプサリ・マハラニ・プジアントロ・プトゥリ、シンディ・ユフィア、デラ・デリラ、ディアニ・アマリア・ラマダニ、フェニ・フィトゥリヤンティ、フリスカ・アナスタシア・ラクサニ、ガブリエラ・マルガレット・ワラオー、ミシェル・クリスト・クスナディ、ヌルハヤティ、サクティア・オクタピアニ、サニア・ジュリア・モントラル、シャニア・ジュニアナタ、シンカ・ジュリアニ、ステファニー・プリシラ・インダルト・プトゥリ | アリエラ・カリスタ・イヒワン、シンディ・ハプサリ・マハラニ・プジアントロ・プトゥリ、シンディ・ユフィア、デラ・デリラ、ディアニ・アマリア・ラマダニ、フェニ・フィトゥリヤンティ、フリスカ・アナスタシア・ラクサニ、ガブリエラ・マルガレット・ワラオー、ミシェル・クリスト・クスナディ、ヌルハヤティ、サクティア・オクタピアニ、サニア・ジュリア・モントラル、シャニア・ジュニアナタ、シンカ・ジュリアニ、ステファニー・プリシラ・インダルト・プトゥリ | アリエラ・カリスタ・イヒワン、シンディ・ハプサリ・マハラニ・プジアントロ・プトゥリ、シンディ・ユフィア、デラ・デリラ、ディアニ・アマリア・ラマダニ、フェニ・フィトゥリヤンティ、フリスカ・アナスタシア・ラクサニ、ガブリエラ・マルガレット・ワラオー、ミシェル・クリスト・クスナディ、ヌルハヤティ、サクティア・オクタピアニ、サニア・ジュリア・モントラル、シャニア・ジュニアナタ、シンカ・ジュリアニ、ステファニー・プリシラ・インダルト・プトゥリ | 20th「High Tension」 | [ 注 40 ] |
| 2019 | Kesucian Hati Hingga Umur 19 Tahun - Junjou U-19 | | NMB48「純情U-19」 | 20th「High Tension」 |           |
| 2019 | アリシア・チャンジア、アニンディタ・ラーマ・チャヒャディ、ベビー・チャエサラ・アナディラ、エリカ・エビサワ・クスワン、フランシスカ・サラスワティ・プスパ・デウィ、ジェニファー・ラヘル・ナタシャ、カンディヤ・ラファ・マウリディタ、マリア・ゲノフェフア・ナタリア・デシー・プルナマサリ・グナワン、ナディラ・シンディ・ワンタリ、ナタリア、ニ・マデ・アユ・ファニア・アウレリア、ラトゥ・フィエンニ・フィトゥリリア、ロナ・アングレアニ、シャニ・インディラ・ナティオ、シャニア・グラシア、フィフィヨナ・アプリアニ | アリシア・チャンジア、アニンディタ・ラーマ・チャヒャディ、ベビー・チャエサラ・アナディラ、エリカ・エビサワ・クスワン、フランシスカ・サラスワティ・プスパ・デウィ、ジェニファー・ラヘル・ナタシャ、カンディヤ・ラファ・マウリディタ、マリア・ゲノフェフア・ナタリア・デシー・プルナマサリ・グナワン、ナディラ・シンディ・ワンタリ、ナタリア、ニ・マデ・アユ・ファニア・アウレリア、ラトゥ・フィエンニ・フィトゥリリア、ロナ・アングレアニ、シャニ・インディラ・ナティオ、シャニア・グラシア、フィフィヨナ・アプリアニ | アリシア・チャンジア、アニンディタ・ラーマ・チャヒャディ、ベビー・チャエサラ・アナディラ、エリカ・エビサワ・クスワン、フランシスカ・サラスワティ・プスパ・デウィ、ジェニファー・ラヘル・ナタシャ、カンディヤ・ラファ・マウリディタ、マリア・ゲノフェフア・ナタリア・デシー・プルナマサリ・グナワン、ナディラ・シンディ・ワンタリ、ナタリア、ニ・マデ・アユ・ファニア・アウレリア、ラトゥ・フィエンニ・フィトゥリリア、ロナ・アングレアニ、シャニ・インディラ・ナティオ、シャニア・グラシア、フィフィヨナ・アプリアニ | 20th「High Tension」 | [ 注 31 ] |
| 2019 | Kenyataan yang Ternoda - Kagereteiru Shinjitsu | | AKB48「汚れている真実」 | 20th「High Tension」 |           |
| 2019 | アディスティ・ザラ、アドリアニ・エリサベス、アヤナ・シャハブ、アユ・サフィラ・オクタフィアニ、フィドリ・インマンダ・アッザフラ、ガブリェラ・マルセリナ、ハシャキラ・ウタミ・クスマワルダニ、ジナン・サファ・サフィラ、メラティ・プトゥリ・ラヘル・セシリア、プティ・ナディラ・アザリア、リナンダ・シャープトゥリ、ソニア・ナタリア、シャフィラ・アンジェラ・ヌルハリザ、タン・ジー・フイ・セリーヌ、タリア・イファンカ・エリサベス | アディスティ・ザラ、アドリアニ・エリサベス、アヤナ・シャハブ、アユ・サフィラ・オクタフィアニ、フィドリ・インマンダ・アッザフラ、ガブリェラ・マルセリナ、ハシャキラ・ウタミ・クスマワルダニ、ジナン・サファ・サフィラ、メラティ・プトゥリ・ラヘル・セシリア、プティ・ナディラ・アザリア、リナンダ・シャープトゥリ、ソニア・ナタリア、シャフィラ・アンジェラ・ヌルハリザ、タン・ジー・フイ・セリーヌ、タリア・イファンカ・エリサベス | アディスティ・ザラ、アドリアニ・エリサベス、アヤナ・シャハブ、アユ・サフィラ・オクタフィアニ、フィドリ・インマンダ・アッザフラ、ガブリェラ・マルセリナ、ハシャキラ・ウタミ・クスマワルダニ、ジナン・サファ・サフィラ、メラティ・プトゥリ・ラヘル・セシリア、プティ・ナディラ・アザリア、リナンダ・シャープトゥリ、ソニア・ナタリア、シャフィラ・アンジェラ・ヌルハリザ、タン・ジー・フイ・セリーヌ、タリア・イファンカ・エリサベス | 20th「High Tension」 | [ 注 37 ] |
| 2020 | Rapsodi | | オリジナル 作詞・作曲・編曲：Laleilmanino | 21st「Rapsodi」 |           |
| 2020 | アンジェリナ・クリスティ、ベビー・チャエサラ・アナディラ、シンディ・ハプサリ・マハラニ・プジアントロ・プトゥリ、ディアニ・アマリア・ラマダニ、フェニ・フィトゥリヤンティ、ガブリェラ・マルセリナ、ヘリスマ・プトリ、ジナン・サファ・サフィラ、メラティ・プトゥリ・ラヘル・セシリア、ナディラ・シンディ・ワンタリ、ヌルハヤティ、リスカ・アメリア・プトゥリ、シャニ・インディラ・ナティオ、シャニア・グラシア、タン・ジー・フイ・セリーヌ、ヴィオナ・ファドリン | アンジェリナ・クリスティ、ベビー・チャエサラ・アナディラ、シンディ・ハプサリ・マハラニ・プジアントロ・プトゥリ、ディアニ・アマリア・ラマダニ、フェニ・フィトゥリヤンティ、ガブリェラ・マルセリナ、ヘリスマ・プトリ、ジナン・サファ・サフィラ、メラティ・プトゥリ・ラヘル・セシリア、ナディラ・シンディ・ワンタリ、ヌルハヤティ、リスカ・アメリア・プトゥリ、シャニ・インディラ・ナティオ、シャニア・グラシア、タン・ジー・フイ・セリーヌ、ヴィオナ・ファドリン | アンジェリナ・クリスティ、ベビー・チャエサラ・アナディラ、シンディ・ハプサリ・マハラニ・プジアントロ・プトゥリ、ディアニ・アマリア・ラマダニ、フェニ・フィトゥリヤンティ、ガブリェラ・マルセリナ、ヘリスマ・プトリ、ジナン・サファ・サフィラ、メラティ・プトゥリ・ラヘル・セシリア、ナディラ・シンディ・ワンタリ、ヌルハヤティ、リスカ・アメリア・プトゥリ、シャニ・インディラ・ナティオ、シャニア・グラシア、タン・ジー・フイ・セリーヌ、ヴィオナ・ファドリン | 21st「Rapsodi」 | [ 注 35 ] |
| 2020 | Sweet & Bitter | | AKB48「スイート&ビター」 | 21st「Rapsodi」 |           |
| 2020 | アニンディタ・ラーマ・チャヒャディ、アリエラ・カリスタ・イヒワン、アウレル・マヨリ、デア・エンジェリア、フェビ・コマリル、フィドリ・インマンダ・アッザフラ、フリスカ・アナスタシア・ラクサニ、ガブリエラ・マルガレット・ワラオー、マリア・ゲノフェフア・ナタリア・デシー・プルナマサリ・グナワン、ナビラ・フィトリアナ、ニ・マデ・アユ・ファニア・アウレリア、プティ・ナディラ・アザリア、リナンダ・シャープトゥリ、ロナ・アングレアニ、サニア・ジュリア・モントラル、イェシカ・タマラ | アニンディタ・ラーマ・チャヒャディ、アリエラ・カリスタ・イヒワン、アウレル・マヨリ、デア・エンジェリア、フェビ・コマリル、フィドリ・インマンダ・アッザフラ、フリスカ・アナスタシア・ラクサニ、ガブリエラ・マルガレット・ワラオー、マリア・ゲノフェフア・ナタリア・デシー・プルナマサリ・グナワン、ナビラ・フィトリアナ、ニ・マデ・アユ・ファニア・アウレリア、プティ・ナディラ・アザリア、リナンダ・シャープトゥリ、ロナ・アングレアニ、サニア・ジュリア・モントラル、イェシカ・タマラ | アニンディタ・ラーマ・チャヒャディ、アリエラ・カリスタ・イヒワン、アウレル・マヨリ、デア・エンジェリア、フェビ・コマリル、フィドリ・インマンダ・アッザフラ、フリスカ・アナスタシア・ラクサニ、ガブリエラ・マルガレット・ワラオー、マリア・ゲノフェフア・ナタリア・デシー・プルナマサリ・グナワン、ナビラ・フィトリアナ、ニ・マデ・アユ・ファニア・アウレリア、プティ・ナディラ・アザリア、リナンダ・シャープトゥリ、ロナ・アングレアニ、サニア・ジュリア・モントラル、イェシカ・タマラ | 21st「Rapsodi」 | [ 注 41 ] |
| 2020 | Menanti | | オリジナル | 21st「Rapsodi」 |           |
| 2020 | シャニ・インディラ・ナティオ | | | 21st「Rapsodi」 |           |
| 2020 | Mimpi yang Hina - Gesu na Yume | | AKB48 チームサプライズ「下衆な夢」 | 21st「Rapsodi」 |           |
| 2020 | フェニ・フィトゥリヤンティ、ガブリエラ・マルガレット・ワラオー | | | 21st「Rapsodi」 |           |
| 2020 | Siapa yang Membuat Kita Berdua Bertemu? - Dare ga Futari wo Deawaseta no ka? | | AKB48 チームサプライズ「誰が2人を出会わせたのか?」 | 21st「Rapsodi」 |           |
| 2020 | アナスタシャ・ナルワストゥ・テティ、アリエラ・カリスタ・イヒワン、リスカ・アメリア・プトゥリ | アナスタシャ・ナルワストゥ・テティ、アリエラ・カリスタ・イヒワン、リスカ・アメリア・プトゥリ | アナスタシャ・ナルワストゥ・テティ、アリエラ・カリスタ・イヒワン、リスカ・アメリア・プトゥリ | 21st「Rapsodi」 | [ 注 42 ] |
| 2021 | Cara Ceroboh untuk Mencinta | | AKB48「だらしない愛し方」 | 22nd「Cara Ceroboh untuk Mencinta」 |           |
| 2021 | アザナ・サリハ、アミラ・ファティン、アンジェリナ・クリスティ、アニンディタ・ラーマ・チャヒャディ、アリエラ・カリスタ・イヒワン、アジジ・アサデル、シンディ・ハプサリ・マハラニ・プジアントロ・プトゥリ、コルネリア・ファニサ、デア・エンジェリア、イヴ・アントワネット・イヒワン、フェブリオラ・シナンベラ、フェニ・フィトゥリヤンティ、フィオニー・アルフェリア、フロラ・シャフィック、フランシスカ・サラスワティ・プスパ・デウィ、フレヤ・ジャヤワルダナ、ガブリエラ・マルガレット・ワラオー、ギタ・スカル・アンダリニ、ヘリスマ・プトリ、インダー・チャヤ、ジェシカ・チャンドラ、ジェスリン・カリスタ、ジナン・サファ・サフィラ、カトリナ・アイリン、ルル・サルサビラ、マーシャ・レナテェア、ムティアラ・アザフラ、レファ・フィデラ、シャニ・インディラ・ナティオ、シャニア・グラシア、タン・ジー・フイ・セリーヌ、イェシカ・タマラ、ザラ・ヌル | アザナ・サリハ、アミラ・ファティン、アンジェリナ・クリスティ、アニンディタ・ラーマ・チャヒャディ、アリエラ・カリスタ・イヒワン、アジジ・アサデル、シンディ・ハプサリ・マハラニ・プジアントロ・プトゥリ、コルネリア・ファニサ、デア・エンジェリア、イヴ・アントワネット・イヒワン、フェブリオラ・シナンベラ、フェニ・フィトゥリヤンティ、フィオニー・アルフェリア、フロラ・シャフィック、フランシスカ・サラスワティ・プスパ・デウィ、フレヤ・ジャヤワルダナ、ガブリエラ・マルガレット・ワラオー、ギタ・スカル・アンダリニ、ヘリスマ・プトリ、インダー・チャヤ、ジェシカ・チャンドラ、ジェスリン・カリスタ、ジナン・サファ・サフィラ、カトリナ・アイリン、ルル・サルサビラ、マーシャ・レナテェア、ムティアラ・アザフラ、レファ・フィデラ、シャニ・インディラ・ナティオ、シャニア・グラシア、タン・ジー・フイ・セリーヌ、イェシカ・タマラ、ザラ・ヌル | アザナ・サリハ、アミラ・ファティン、アンジェリナ・クリスティ、アニンディタ・ラーマ・チャヒャディ、アリエラ・カリスタ・イヒワン、アジジ・アサデル、シンディ・ハプサリ・マハラニ・プジアントロ・プトゥリ、コルネリア・ファニサ、デア・エンジェリア、イヴ・アントワネット・イヒワン、フェブリオラ・シナンベラ、フェニ・フィトゥリヤンティ、フィオニー・アルフェリア、フロラ・シャフィック、フランシスカ・サラスワティ・プスパ・デウィ、フレヤ・ジャヤワルダナ、ガブリエラ・マルガレット・ワラオー、ギタ・スカル・アンダリニ、ヘリスマ・プトリ、インダー・チャヤ、ジェシカ・チャンドラ、ジェスリン・カリスタ、ジナン・サファ・サフィラ、カトリナ・アイリン、ルル・サルサビラ、マーシャ・レナテェア、ムティアラ・アザフラ、レファ・フィデラ、シャニ・インディラ・ナティオ、シャニア・グラシア、タン・ジー・フイ・セリーヌ、イェシカ・タマラ、ザラ・ヌル | 22nd「Cara Ceroboh untuk Mencinta」 | [ 注 35 ] |
| 2022 | FLYING high | | オリジナル 作詞：August Rigo・作曲・編曲：Matt Rad、August Rigo | 23rd「FLYING high」 |           |
| 2022 | アンジェリナ・クリスティ、アジジ・アサデル、フェニ・フィトゥリヤンティ、フィオニー・アルフェリア、ジナン・サファ・サフィラ、マーシャ・レナテェア、シャニ・インディラ・ナティオ、シャニア・グラシア、イェシカ・タマラ | アンジェリナ・クリスティ、アジジ・アサデル、フェニ・フィトゥリヤンティ、フィオニー・アルフェリア、ジナン・サファ・サフィラ、マーシャ・レナテェア、シャニ・インディラ・ナティオ、シャニア・グラシア、イェシカ・タマラ | アンジェリナ・クリスティ、アジジ・アサデル、フェニ・フィトゥリヤンティ、フィオニー・アルフェリア、ジナン・サファ・サフィラ、マーシャ・レナテェア、シャニ・インディラ・ナティオ、シャニア・グラシア、イェシカ・タマラ | 23rd「FLYING high」 | [ 注 43 ] |
| 2023 | Sayonara Crawl | | AKB48「さよならクロール」 | 24th「Sayonara Crawl」 |           |
| 2023 | アンジェリナ・クリスティ、アジジ・アサデル、フェニ・フィトゥリヤンティ、フィオニー・アルフェリア、ギタ・スカル・アンダリニ、ヘリスマ・プトリ、インダー・チャヤ、カトリナ・アイリン、マーシャ・レナテェア、ムティアラ・アザフラ、シャニ・インディラ・ナティオ、シャニア・グラシア | アンジェリナ・クリスティ、アジジ・アサデル、フェニ・フィトゥリヤンティ、フィオニー・アルフェリア、ギタ・スカル・アンダリニ、ヘリスマ・プトリ、インダー・チャヤ、カトリナ・アイリン、マーシャ・レナテェア、ムティアラ・アザフラ、シャニ・インディラ・ナティオ、シャニア・グラシア | アンジェリナ・クリスティ、アジジ・アサデル、フェニ・フィトゥリヤンティ、フィオニー・アルフェリア、ギタ・スカル・アンダリニ、ヘリスマ・プトリ、インダー・チャヤ、カトリナ・アイリン、マーシャ・レナテェア、ムティアラ・アザフラ、シャニ・インディラ・ナティオ、シャニア・グラシア | 24th「Sayonara Crawl」 | [ 注 35 ] |
| 2024 | Magic Hour | | オリジナル 作詞：Jeremy K.・作曲：Takahito Nakamura、.Romi.・編曲：Takahito Nakamura | 25th「Magic Hour」 |           |
| 2024 | アンジェリナ・クリスティ、アジジ・アサデル、フェニ・フィトゥリヤンティ、フィオニー・アルフェリア、フレヤ・ジャヤワルダナ、ギタ・スカル・アンダリニ、ジェシカ・チャンドラ、カトリナ・アイリン、マーシャ・レナテェア、ムティアラ・アザフラ、レファ・フィデラ、シャニア・グラシア | アンジェリナ・クリスティ、アジジ・アサデル、フェニ・フィトゥリヤンティ、フィオニー・アルフェリア、フレヤ・ジャヤワルダナ、ギタ・スカル・アンダリニ、ジェシカ・チャンドラ、カトリナ・アイリン、マーシャ・レナテェア、ムティアラ・アザフラ、レファ・フィデラ、シャニア・グラシア | アンジェリナ・クリスティ、アジジ・アサデル、フェニ・フィトゥリヤンティ、フィオニー・アルフェリア、フレヤ・ジャヤワルダナ、ギタ・スカル・アンダリニ、ジェシカ・チャンドラ、カトリナ・アイリン、マーシャ・レナテェア、ムティアラ・アザフラ、レファ・フィデラ、シャニア・グラシア | 25th「Magic Hour」 | [ 注 44 ] |
| 2025 | #KuSangatSuka | | AKB48「#好きなんだ」 | 26th「#KuSangatSuka」 |           |
| 2025 | アンジェリナ・クリスティ、アウレリア、コルネリア・ファニサ、フェニ・フィトゥリヤンティ、フィオニー・アルフェリア、フレヤ・ジャヤワルダナ、ギタ・スカル・アンダリニ、ジェシカ・チャンドラ、マーシャ・レナテェア、ムティアラ・アザフラ、ルル・サルサビラ、シャニア・グラシア | アンジェリナ・クリスティ、アウレリア、コルネリア・ファニサ、フェニ・フィトゥリヤンティ、フィオニー・アルフェリア、フレヤ・ジャヤワルダナ、ギタ・スカル・アンダリニ、ジェシカ・チャンドラ、マーシャ・レナテェア、ムティアラ・アザフラ、ルル・サルサビラ、シャニア・グラシア | アンジェリナ・クリスティ、アウレリア、コルネリア・ファニサ、フェニ・フィトゥリヤンティ、フィオニー・アルフェリア、フレヤ・ジャヤワルダナ、ギタ・スカル・アンダリニ、ジェシカ・チャンドラ、マーシャ・レナテェア、ムティアラ・アザフラ、ルル・サルサビラ、シャニア・グラシア | 26th「#KuSangatSuka」 | [ 注 45 ] |
| Bibir yang Telah Dicuri | | AKB48「盗まれた唇」 | | 26th「#KuSangatSuka」 |           |
| アデリヌ・ウィジャヤ、アウレル・アラナ、カトリーヌ・ ヴァレンシア、キャスリーン・ニクシー、フェブリオラ・シナンベラ、ガブリエラ・アビゲール、グレース・オクタヴィアニ、グリーセラー・アダリア、ヘリスマ・プトリ、インダー・チャヤ、インディラ・セルニ、カトリナ・アイリン | アデリヌ・ウィジャヤ、アウレル・アラナ、カトリーヌ・ ヴァレンシア、キャスリーン・ニクシー、フェブリオラ・シナンベラ、ガブリエラ・アビゲール、グレース・オクタヴィアニ、グリーセラー・アダリア、ヘリスマ・プトリ、インダー・チャヤ、インディラ・セルニ、カトリナ・アイリン | アデリヌ・ウィジャヤ、アウレル・アラナ、カトリーヌ・ ヴァレンシア、キャスリーン・ニクシー、フェブリオラ・シナンベラ、ガブリエラ・アビゲール、グレース・オクタヴィアニ、グリーセラー・アダリア、ヘリスマ・プトリ、インダー・チャヤ、インディラ・セルニ、カトリナ・アイリン | [ 注 46 ] | 26th「#KuSangatSuka」 |           |

## 配信シングル
| 年   | 楽曲名 | 名義 | 収録                                 | 脚注                |
| 年   | 歌唱メンバー | 歌唱メンバー | 収録                                 | 脚注                |
| ---- | --- | --- | ------------------------------------ | ------------------- |
| 2016 | We Wish You a Merry Christmas | | 「Christmas Single」                 |                     |
| 2016 | | | 「Christmas Single」                 |                     |
| 2016 | Jingle Bells | | 「Christmas Single」                 |                     |
| 2016 | | | 「Christmas Single」                 |                     |
| 2021 | Lantang | JKT48 Acoustic | 「JKT48 Acoustic」                   |                     |
| 2021 | ロナ・アングレアニ、ナディラ・シンディ・ワンタリ、ニ・マデ・アユ・ファニア・アウレリア、フランシスカ・サラスワティ・プスパ・デウィ | ロナ・アングレアニ、ナディラ・シンディ・ワンタリ、ニ・マデ・アユ・ファニア・アウレリア、フランシスカ・サラスワティ・プスパ・デウィ | 「JKT48 Acoustic」                   | [ 注 47 ]           |
| 2021 | Cinta Remaja | JKT48 Acoustic | 「JKT48 Acoustic」                   |                     |
| 2021 | ロナ・アングレアニ、ナディラ・シンディ・ワンタリ、ニ・マデ・アユ・ファニア・アウレリア、フランシスカ・サラスワティ・プスパ・デウィ | ロナ・アングレアニ、ナディラ・シンディ・ワンタリ、ニ・マデ・アユ・ファニア・アウレリア、フランシスカ・サラスワティ・プスパ・デウィ | 「JKT48 Acoustic」                   | [ 注 48 ]           |
| 2021 | Bukan PHO | | 「Bukan PHO」                        |                     |
| 2021 | アニンディタ・ラーマ・チャヒャディ、アジジ・アサデル、シャニ・インディラ・ナティオ、シャニア・グラシア | | 「Bukan PHO」                        |                     |
| 2022 | Berani Bersuara ᐸ3 ᐸ3 Ft.Laleilmanino | | 「Berani Bersuara ᐸ3 ᐸ3」            |                     |
| 2022 | アザナ・サリハ、アンジェリナ・クリスティ、フロラ・シャフィック、フランシスカ・サラスワティ・プスパ・デウィ、フレヤ・ジャヤワルダナ、ジェシカ・チャンドラ、ルル・サルサビラ、レファ・フィデラ、シャニ・インディラ・ナティオ、シャニア・グラシア | | 「Berani Bersuara ᐸ3 ᐸ3」            |                     |
| 2023 | Masa Depan yang Menyilaukan Mata | JKT48 Trainee | 「Masa Depan yang Menyilaukan Mata」 |                     |
| 2023 | アリア・アマンダ、アマンダ・スクマ、アニンディア・ラマダニ、アウレリア、カリスタ・アリフィア、キャスリーン・ニクシー、セリーヌ・テファニ、チェルシー・ダヴィナ、シンティア・ヤプテラ、デナ・ナタリア、デシー・ナタリア、ガブリエラ・アビゲール、ゲンディス・マイランニサ、グレース・オクタヴィアニ、グリーセラー・アダリア、インディラ・セルニ、ジーン・ヴィクトリア、ジェスリン・エリー、ミシェル・アレクサンドラ、ライシャ・シファ | アリア・アマンダ、アマンダ・スクマ、アニンディア・ラマダニ、アウレリア、カリスタ・アリフィア、キャスリーン・ニクシー、セリーヌ・テファニ、チェルシー・ダヴィナ、シンティア・ヤプテラ、デナ・ナタリア、デシー・ナタリア、ガブリエラ・アビゲール、ゲンディス・マイランニサ、グレース・オクタヴィアニ、グリーセラー・アダリア、インディラ・セルニ、ジーン・ヴィクトリア、ジェスリン・エリー、ミシェル・アレクサンドラ、ライシャ・シファ | 「Masa Depan yang Menyilaukan Mata」 | [ 注 49 ] [ 注 50 ] |
| 2023 | Ponytail dan Shu-Shu | | 「Ponytail dan Shu-Shu」             | リメイク            |
| 2023 | アザナ・サリハ、アンジェリナ・クリスティ、アジジ・アサデル、コルネリア・ファニサ、フェブリオラ・シナンベラ、フェニ・フィトゥリヤンティ、フィオニー・アルフェリア、フロラ・シャフィック、フランシスカ・サラスワティ・プスパ・デウィ、フレヤ・ジャヤワルダナ、ギタ・スカル・アンダリニ、ヘリスマ・プトリ、インダー・チャヤ、ジェシカ・チャンドラ、ジェスリン・カリスタ、カトリナ・アイリン、ルル・サルサビラ、マーシャ・レナテェア、ムティアラ・アザフラ、レファ・フィデラ、シャニ・インディラ・ナティオ、シャニア・グラシア、イェシカ・タマラ | アザナ・サリハ、アンジェリナ・クリスティ、アジジ・アサデル、コルネリア・ファニサ、フェブリオラ・シナンベラ、フェニ・フィトゥリヤンティ、フィオニー・アルフェリア、フロラ・シャフィック、フランシスカ・サラスワティ・プスパ・デウィ、フレヤ・ジャヤワルダナ、ギタ・スカル・アンダリニ、ヘリスマ・プトリ、インダー・チャヤ、ジェシカ・チャンドラ、ジェスリン・カリスタ、カトリナ・アイリン、ルル・サルサビラ、マーシャ・レナテェア、ムティアラ・アザフラ、レファ・フィデラ、シャニ・インディラ・ナティオ、シャニア・グラシア、イェシカ・タマラ | 「Ponytail dan Shu-Shu」             | [ 注 51 ]           |
| 2023 | Punkish | JKT48V | 「Punkish」                          | リメイク            |
| 2023 | Pia、Tana、Kanaia | | 「Punkish」                          |                     |
| 2024 | Belalang yang Membangkang | JKT48 Trainee | 「Belalang yang Membangkang」        |                     |
| 2024 | アビガイル・ラチェル、アデリヌ・ウィジャヤ、アリア・アマンダ、アニンディア・ラマダニ、アウレル・アラナ、カトリーヌ・ヴァレンシア、キャスリーン・ニクシー、セリーヌ・テファニ、チェルシー・ダヴィナ、シンティア・ヤプテラ、デナ・ナタリア、デシー・ナタリア、フリッツィー・ロスメリアン、ゲンディス・マイランニサ、ヒラリー・アビガイル、ジャッズリン・トリシャ、レチシア・モリーン、ミシェル・アレクサンドラ、ミシェル・レヴィア、ナイラ・スジ、ニナ・トゥータチア、オリヌ・マヌエル、レギナ・ウィリアン、リブカ・ブディマン、シャビルキス・ナイラ、ヴィクトリア・キムベルリー | アビガイル・ラチェル、アデリヌ・ウィジャヤ、アリア・アマンダ、アニンディア・ラマダニ、アウレル・アラナ、カトリーヌ・ヴァレンシア、キャスリーン・ニクシー、セリーヌ・テファニ、チェルシー・ダヴィナ、シンティア・ヤプテラ、デナ・ナタリア、デシー・ナタリア、フリッツィー・ロスメリアン、ゲンディス・マイランニサ、ヒラリー・アビガイル、ジャッズリン・トリシャ、レチシア・モリーン、ミシェル・アレクサンドラ、ミシェル・レヴィア、ナイラ・スジ、ニナ・トゥータチア、オリヌ・マヌエル、レギナ・ウィリアン、リブカ・ブディマン、シャビルキス・ナイラ、ヴィクトリア・キムベルリー | 「Belalang yang Membangkang」        | [ 注 52 ] [ 注 53 ] |
| 2024 | Saatnya Kesempatan | JKT48 | 「Saatnya Kesempatan」               |                     |
| 2024 | アマンダ・スクマ、アンジェリナ・クリスティ、アウレリア、カリスタ・アリフィア、コルネリア・ファニサ、フェブリオラ・シナンベラ、フェニ・フィトゥリヤンティ、フィオニー・アルフェリア、フロラ・シャフィック、フレヤ・ジャヤワルダナ、ガブリエラ・アビゲール、ギタ・スカル・アンダリニ、グレース・オクタヴィアニ、グリーセラー・アダリア、ヘリスマ・プトリ、インダー・チャヤ、インディラ・セルニ、ジェシカ・チャンドラ、ジェスリン・エリー、カトリナ・アイリン、ルル・サルサビラ、マーシャ・レナテェア、ムティアラ・アザフラ、ライシャ・シファ、シャニア・グラシア、アビガイル・ラチェル、アデリヌ・ウィジャヤ、アリア・アマンダ、アニンディア・ラマダニ、アウレル・アラナ、カトリーヌ・ヴァレンシア、キャスリーン・ニクシー、セリーヌ・テファニ、チェルシー・ダヴィナ、シンティア・ヤプテラ、デナ・ナタリア、デシー・ナタリア、フリッツィー・ロスメリアン、ゲンディス・マイランニサ、ヒラリー・アビガイル、ジャッズリン・トリシャ、レチシア・モリーン、ミシェル・アレクサンドラ、ミシェル・レヴィア、ナイラ・スジ、ニナ・トゥータチア、オリヌ・マヌエル、レギナ・ウィリアン、リブカ・ブディマン、シャビルキス・ナイラ、ヴィクトリア・キムベルリー | アマンダ・スクマ、アンジェリナ・クリスティ、アウレリア、カリスタ・アリフィア、コルネリア・ファニサ、フェブリオラ・シナンベラ、フェニ・フィトゥリヤンティ、フィオニー・アルフェリア、フロラ・シャフィック、フレヤ・ジャヤワルダナ、ガブリエラ・アビゲール、ギタ・スカル・アンダリニ、グレース・オクタヴィアニ、グリーセラー・アダリア、ヘリスマ・プトリ、インダー・チャヤ、インディラ・セルニ、ジェシカ・チャンドラ、ジェスリン・エリー、カトリナ・アイリン、ルル・サルサビラ、マーシャ・レナテェア、ムティアラ・アザフラ、ライシャ・シファ、シャニア・グラシア、アビガイル・ラチェル、アデリヌ・ウィジャヤ、アリア・アマンダ、アニンディア・ラマダニ、アウレル・アラナ、カトリーヌ・ヴァレンシア、キャスリーン・ニクシー、セリーヌ・テファニ、チェルシー・ダヴィナ、シンティア・ヤプテラ、デナ・ナタリア、デシー・ナタリア、フリッツィー・ロスメリアン、ゲンディス・マイランニサ、ヒラリー・アビガイル、ジャッズリン・トリシャ、レチシア・モリーン、ミシェル・アレクサンドラ、ミシェル・レヴィア、ナイラ・スジ、ニナ・トゥータチア、オリヌ・マヌエル、レギナ・ウィリアン、リブカ・ブディマン、シャビルキス・ナイラ、ヴィクトリア・キムベルリー | 「Saatnya Kesempatan」               | [ 注 54 ] [ 注 55 ] |
| 2024 | Laptime Masa Remaja | | 「Laptime Masa Remaja」              | リメイク            |
| 2024 | アマンダ・スクマ、アンジェリナ・クリスティ、アウレリア、カリスタ・アリフィア、コルネリア・ファニサ、フェブリオラ・シナンベラ、フェニ・フィトゥリヤンティ、フィオニー・アルフェリア、フロラ・シャフィック、フレヤ・ジャヤワルダナ、ガブリエラ・アビゲール、ギタ・スカル・アンダリニ、グレース・オクタヴィアニ、グリーセラー・アダリア、ヘリスマ・プトリ、インダー・チャヤ、インディラ・セルニ、ジェシカ・チャンドラ、ジェスリン・エリー、カトリナ・アイリン、ルル・サルサビラ、マーシャ・レナテェア、ムティアラ・アザフラ、ライシャ・シファ、シャニア・グラシア | アマンダ・スクマ、アンジェリナ・クリスティ、アウレリア、カリスタ・アリフィア、コルネリア・ファニサ、フェブリオラ・シナンベラ、フェニ・フィトゥリヤンティ、フィオニー・アルフェリア、フロラ・シャフィック、フレヤ・ジャヤワルダナ、ガブリエラ・アビゲール、ギタ・スカル・アンダリニ、グレース・オクタヴィアニ、グリーセラー・アダリア、ヘリスマ・プトリ、インダー・チャヤ、インディラ・セルニ、ジェシカ・チャンドラ、ジェスリン・エリー、カトリナ・アイリン、ルル・サルサビラ、マーシャ・レナテェア、ムティアラ・アザフラ、ライシャ・シファ、シャニア・グラシア | 「Laptime Masa Remaja」              | [ 注 56 ]           |

## アルバム
| 年   | 楽曲名 | 名義 | 原曲 | 収録                             | 脚注      |
| 年   | 歌唱メンバー | 歌唱メンバー | 歌唱メンバー | 収録                             | 脚注      |
| ---- | --- | --- | --- | -------------------------------- | --------- |
| 2013 | Heavy Rotation | | AKB48「ヘビーローテーション」 | 1st『Heavy Rotation』            |           |
| 2013 | アヤナ・シャハブ、ベビー・カエサラ・アナディラ、シンディ・グラ、デフィ・キナル・プトゥリ、フリスカ・アナスタシア・ラクサニ、ガイダ・ファリシャ、ジェシカ・ファニア、ジェシカ・フェランダ、メロディー・ヌランダニ・ラクサニ、ナビラ・ラトナ・アユ・アザリア、野澤玲奈、レズキー・ウィランティ・ディク、センディ・アリアニ、シャニア・ジュニアナタ、ソニャ・パンダルマワン、ステラ・コルネリア | アヤナ・シャハブ、ベビー・カエサラ・アナディラ、シンディ・グラ、デフィ・キナル・プトゥリ、フリスカ・アナスタシア・ラクサニ、ガイダ・ファリシャ、ジェシカ・ファニア、ジェシカ・フェランダ、メロディー・ヌランダニ・ラクサニ、ナビラ・ラトナ・アユ・アザリア、野澤玲奈、レズキー・ウィランティ・ディク、センディ・アリアニ、シャニア・ジュニアナタ、ソニャ・パンダルマワン、ステラ・コルネリア | アヤナ・シャハブ、ベビー・カエサラ・アナディラ、シンディ・グラ、デフィ・キナル・プトゥリ、フリスカ・アナスタシア・ラクサニ、ガイダ・ファリシャ、ジェシカ・ファニア、ジェシカ・フェランダ、メロディー・ヌランダニ・ラクサニ、ナビラ・ラトナ・アユ・アザリア、野澤玲奈、レズキー・ウィランティ・ディク、センディ・アリアニ、シャニア・ジュニアナタ、ソニャ・パンダルマワン、ステラ・コルネリア | 1st『Heavy Rotation』            | [ 注 8 ]  |
| 2013 | Kimi no Koto ga Suki Dakara - Karena Kusuka Dirimu - | | AKB48「君のことが好きだから」 | 1st『Heavy Rotation』            |           |
| 2013 | アヤナ・シャハブ、ベビー・カエサラ・アナディラ、シンディ・グラ、デフィ・キナル・プトゥリ、ガイダ・ファリシャ、ジェシカ・ファニア、ジェシカ・フェランダ、メロディー・ヌランダニ・ラクサニ、ナビラ・ラトナ・アユ・アザリア、野澤玲奈、レズキー・ウィランティ・ディク、センディ・アリアニ、シャニア・ジュニアナタ、ソニア・ナタリア、ソニャ・パンダルマワン、ステラ・コルネリア | アヤナ・シャハブ、ベビー・カエサラ・アナディラ、シンディ・グラ、デフィ・キナル・プトゥリ、ガイダ・ファリシャ、ジェシカ・ファニア、ジェシカ・フェランダ、メロディー・ヌランダニ・ラクサニ、ナビラ・ラトナ・アユ・アザリア、野澤玲奈、レズキー・ウィランティ・ディク、センディ・アリアニ、シャニア・ジュニアナタ、ソニア・ナタリア、ソニャ・パンダルマワン、ステラ・コルネリア | アヤナ・シャハブ、ベビー・カエサラ・アナディラ、シンディ・グラ、デフィ・キナル・プトゥリ、ガイダ・ファリシャ、ジェシカ・ファニア、ジェシカ・フェランダ、メロディー・ヌランダニ・ラクサニ、ナビラ・ラトナ・アユ・アザリア、野澤玲奈、レズキー・ウィランティ・ディク、センディ・アリアニ、シャニア・ジュニアナタ、ソニア・ナタリア、ソニャ・パンダルマワン、ステラ・コルネリア | 1st『Heavy Rotation』            | [ 注 8 ]  |
| 2013 | Ponytail to Chou-chou - Ponytail dan Shu-shu - | | AKB48「ポニーテールとシュシュ」 | 1st『Heavy Rotation』            |           |
| 2013 | アヤナ・シャハブ、ベビー・カエサラ・アナディラ、シンディ・グラ、デフィ・キナル・プトゥリ、ガイダ・ファリシャ、ジェシカ・ファニア、ジェシカ・フェランダ、メロディー・ヌランダニ・ラクサニ、ナビラ・ラトナ・アユ・アザリア、野澤玲奈、レズキー・ウィランティ・ディク、リカ・レヨナ、センディ・アリアニ、シャニア・ジュニアナタ、ソニア・ナタリア、ステラ・コルネリア | アヤナ・シャハブ、ベビー・カエサラ・アナディラ、シンディ・グラ、デフィ・キナル・プトゥリ、ガイダ・ファリシャ、ジェシカ・ファニア、ジェシカ・フェランダ、メロディー・ヌランダニ・ラクサニ、ナビラ・ラトナ・アユ・アザリア、野澤玲奈、レズキー・ウィランティ・ディク、リカ・レヨナ、センディ・アリアニ、シャニア・ジュニアナタ、ソニア・ナタリア、ステラ・コルネリア | アヤナ・シャハブ、ベビー・カエサラ・アナディラ、シンディ・グラ、デフィ・キナル・プトゥリ、ガイダ・ファリシャ、ジェシカ・ファニア、ジェシカ・フェランダ、メロディー・ヌランダニ・ラクサニ、ナビラ・ラトナ・アユ・アザリア、野澤玲奈、レズキー・ウィランティ・ディク、リカ・レヨナ、センディ・アリアニ、シャニア・ジュニアナタ、ソニア・ナタリア、ステラ・コルネリア | 1st『Heavy Rotation』            | [ 注 8 ]  |
| 2013 | Baby! Baby! Baby! | | AKB48「Baby! Baby! Baby!」 | 1st『Heavy Rotation』            |           |
| 2013 | アヤナ・シャハブ、ベビー・カエサラ・アナディラ、シンディ・グラ、デフィ・キナル・プトゥリ、ガイダ・ファリシャ、ジェシカ・ファニア、ジェシカ・フェランダ、メロディー・ヌランダニ・ラクサニ、ナビラ・ラトナ・アユ・アザリア、野澤玲奈、レズキー・ウィランティ・ディク、リカ・レヨナ、センディ・アリアニ、シャニア・ジュニアナタ、ソニア・ナタリア、ステラ・コルネリア | アヤナ・シャハブ、ベビー・カエサラ・アナディラ、シンディ・グラ、デフィ・キナル・プトゥリ、ガイダ・ファリシャ、ジェシカ・ファニア、ジェシカ・フェランダ、メロディー・ヌランダニ・ラクサニ、ナビラ・ラトナ・アユ・アザリア、野澤玲奈、レズキー・ウィランティ・ディク、リカ・レヨナ、センディ・アリアニ、シャニア・ジュニアナタ、ソニア・ナタリア、ステラ・コルネリア | アヤナ・シャハブ、ベビー・カエサラ・アナディラ、シンディ・グラ、デフィ・キナル・プトゥリ、ガイダ・ファリシャ、ジェシカ・ファニア、ジェシカ・フェランダ、メロディー・ヌランダニ・ラクサニ、ナビラ・ラトナ・アユ・アザリア、野澤玲奈、レズキー・ウィランティ・ディク、リカ・レヨナ、センディ・アリアニ、シャニア・ジュニアナタ、ソニア・ナタリア、ステラ・コルネリア | 1st『Heavy Rotation』            | [ 注 8 ]  |
| 2013 | Shonichi - Hari Pertama - | | AKB48チームB「初日」 | 1st『Heavy Rotation』            |           |
| 2013 | アヤナ・シャハブ、ベビー・カエサラ・アナディラ、シンディ・グラ、デリマ・リズキー、デフィ・キナル・プトゥリ、ガブリエラ・マルガレット・ワラオー、ガイダ・ファリシャ、ジェシカ・ファニア、ジェシカ・フェランダ、メロディー・ヌランダニ・ラクサニ、ナビラ・ラトナ・アユ・アザリア、レズキー・ウィランティ・ディク、センディ・アリアニ、シャニア・ジュニアナタ、ソニア・ナタリア、ステラ・コルネリア | アヤナ・シャハブ、ベビー・カエサラ・アナディラ、シンディ・グラ、デリマ・リズキー、デフィ・キナル・プトゥリ、ガブリエラ・マルガレット・ワラオー、ガイダ・ファリシャ、ジェシカ・ファニア、ジェシカ・フェランダ、メロディー・ヌランダニ・ラクサニ、ナビラ・ラトナ・アユ・アザリア、レズキー・ウィランティ・ディク、センディ・アリアニ、シャニア・ジュニアナタ、ソニア・ナタリア、ステラ・コルネリア | アヤナ・シャハブ、ベビー・カエサラ・アナディラ、シンディ・グラ、デリマ・リズキー、デフィ・キナル・プトゥリ、ガブリエラ・マルガレット・ワラオー、ガイダ・ファリシャ、ジェシカ・ファニア、ジェシカ・フェランダ、メロディー・ヌランダニ・ラクサニ、ナビラ・ラトナ・アユ・アザリア、レズキー・ウィランティ・ディク、センディ・アリアニ、シャニア・ジュニアナタ、ソニア・ナタリア、ステラ・コルネリア | 1st『Heavy Rotation』            | [ 注 8 ]  |
| 2013 | Wasshoi J! | | AKB48チームB「ワッショイB!」 | 1st『Heavy Rotation』            |           |
| 2013 | アヤナ・シャハブ、ベビー・カエサラ・アナディラ、デフィ・キナル・プトゥリ、ガブリエラ・マルガレット・ワラオー、ガイダ・ファリシャ、ジェシカ・ファニア、ジェシカ・フェランダ、メロディー・ヌランダニ・ラクサニ、ナビラ・ラトナ・アユ・アザリア、野澤玲奈、レズキー・ウィランティ・ディク、リカ・レヨナ、センディ・アリアニ、シャニア・ジュニアナタ、ソニア・ナタリア、ステラ・コルネリア | アヤナ・シャハブ、ベビー・カエサラ・アナディラ、デフィ・キナル・プトゥリ、ガブリエラ・マルガレット・ワラオー、ガイダ・ファリシャ、ジェシカ・ファニア、ジェシカ・フェランダ、メロディー・ヌランダニ・ラクサニ、ナビラ・ラトナ・アユ・アザリア、野澤玲奈、レズキー・ウィランティ・ディク、リカ・レヨナ、センディ・アリアニ、シャニア・ジュニアナタ、ソニア・ナタリア、ステラ・コルネリア | アヤナ・シャハブ、ベビー・カエサラ・アナディラ、デフィ・キナル・プトゥリ、ガブリエラ・マルガレット・ワラオー、ガイダ・ファリシャ、ジェシカ・ファニア、ジェシカ・フェランダ、メロディー・ヌランダニ・ラクサニ、ナビラ・ラトナ・アユ・アザリア、野澤玲奈、レズキー・ウィランティ・ディク、リカ・レヨナ、センディ・アリアニ、シャニア・ジュニアナタ、ソニア・ナタリア、ステラ・コルネリア | 1st『Heavy Rotation』            | [ 注 8 ]  |
| 2013 | Oogoe Diamond - Teriakan Berlian - | | AKB48「大声ダイヤモンド」 | 1st『Heavy Rotation』            |           |
| 2013 | 高城亜樹、アヤナ・シャハブ、ベビー・カエサラ・アナディラ、シンディ・グラ、デフィ・キナル・プトゥリ、ガブリエラ・マルガレット・ワラオー、ガイダ・ファリシャ、仲川遥香、ジェシカ・ファニア、ジェシカ・フェランダ、メロディー・ヌランダニ・ラクサニ、ナビラ・ラトナ・アユ・アザリア、レズキー・ウィランティ・ディク、センディ・アリアニ、シャニア・ジュニアナタ | 高城亜樹、アヤナ・シャハブ、ベビー・カエサラ・アナディラ、シンディ・グラ、デフィ・キナル・プトゥリ、ガブリエラ・マルガレット・ワラオー、ガイダ・ファリシャ、仲川遥香、ジェシカ・ファニア、ジェシカ・フェランダ、メロディー・ヌランダニ・ラクサニ、ナビラ・ラトナ・アユ・アザリア、レズキー・ウィランティ・ディク、センディ・アリアニ、シャニア・ジュニアナタ | 高城亜樹、アヤナ・シャハブ、ベビー・カエサラ・アナディラ、シンディ・グラ、デフィ・キナル・プトゥリ、ガブリエラ・マルガレット・ワラオー、ガイダ・ファリシャ、仲川遥香、ジェシカ・ファニア、ジェシカ・フェランダ、メロディー・ヌランダニ・ラクサニ、ナビラ・ラトナ・アユ・アザリア、レズキー・ウィランティ・ディク、センディ・アリアニ、シャニア・ジュニアナタ | 1st『Heavy Rotation』            | [ 注 57 ] |
| 2013 | Gomen ne, Summer - Maafkan, Summer - | | SKE48「ごめんね、SUMMER」 | 1st『Heavy Rotation』            |           |
| 2013 | 高城亜樹、アヤナ・シャハブ、ベビー・カエサラ・アナディラ、シンディ・グラ、デフィ・キナル・プトゥリ、ガイダ・ファリシャ、仲川遥香、ジェシカ・ファニア、ジェシカ・フェランダ、メロディー・ヌランダニ・ラクサニ、ナビラ・ラトナ・アユ・アザリア、野澤玲奈、レズキー・ウィランティ・ディク、センディ・アリアニ、シャニア・ジュニアナタ、ステラ・コルネリア | 高城亜樹、アヤナ・シャハブ、ベビー・カエサラ・アナディラ、シンディ・グラ、デフィ・キナル・プトゥリ、ガイダ・ファリシャ、仲川遥香、ジェシカ・ファニア、ジェシカ・フェランダ、メロディー・ヌランダニ・ラクサニ、ナビラ・ラトナ・アユ・アザリア、野澤玲奈、レズキー・ウィランティ・ディク、センディ・アリアニ、シャニア・ジュニアナタ、ステラ・コルネリア | 高城亜樹、アヤナ・シャハブ、ベビー・カエサラ・アナディラ、シンディ・グラ、デフィ・キナル・プトゥリ、ガイダ・ファリシャ、仲川遥香、ジェシカ・ファニア、ジェシカ・フェランダ、メロディー・ヌランダニ・ラクサニ、ナビラ・ラトナ・アユ・アザリア、野澤玲奈、レズキー・ウィランティ・ディク、センディ・アリアニ、シャニア・ジュニアナタ、ステラ・コルネリア | 1st『Heavy Rotation』            | [ 注 8 ]  |
| 2013 | Namida Surprise! - Air Mata Surprise! - | | AKB48「涙サプライズ!」 | 1st『Heavy Rotation』            |           |
| 2013 | アヤナ・シャハブ、ベビー・カエサラ・アナディラ、シンディ・グラ、デフィ・キナル・プトゥリ、ディアスタ・プリスワリニ、ガイダ・ファリシャ、ジェシカ・ファニア、ジェシカ・フェランダ、メロディー・ヌランダニ・ラクサニ、ナビラ・ラトナ・アユ・アザリア、野澤玲奈、レズキー・ウィランティ・ディク、リカ・レヨナ、センディ・アリアニ、シャニア・ジュニアナタ、ステラ・コルネリア | アヤナ・シャハブ、ベビー・カエサラ・アナディラ、シンディ・グラ、デフィ・キナル・プトゥリ、ディアスタ・プリスワリニ、ガイダ・ファリシャ、ジェシカ・ファニア、ジェシカ・フェランダ、メロディー・ヌランダニ・ラクサニ、ナビラ・ラトナ・アユ・アザリア、野澤玲奈、レズキー・ウィランティ・ディク、リカ・レヨナ、センディ・アリアニ、シャニア・ジュニアナタ、ステラ・コルネリア | アヤナ・シャハブ、ベビー・カエサラ・アナディラ、シンディ・グラ、デフィ・キナル・プトゥリ、ディアスタ・プリスワリニ、ガイダ・ファリシャ、ジェシカ・ファニア、ジェシカ・フェランダ、メロディー・ヌランダニ・ラクサニ、ナビラ・ラトナ・アユ・アザリア、野澤玲奈、レズキー・ウィランティ・ディク、リカ・レヨナ、センディ・アリアニ、シャニア・ジュニアナタ、ステラ・コルネリア | 1st『Heavy Rotation』            | [ 注 8 ]  |
| 2013 | Hikoukigumo - Jejak Awan Pesawat - | | AKB48「ひこうき雲」 | 1st『Heavy Rotation』            |           |
| 2013 | アヤナ・シャハブ、ベビー・カエサラ・アナディラ、シンディ・グラ、デリマ・リズキー、デフィ・キナル・プトゥリ、ガブリエラ・マルガレット・ワラオー、ガイダ・ファリシャ、ジェシカ・ファニア、ジェシカ・フェランダ、ナビラ・ラトナ・アユ・アザリア、野澤玲奈、レズキー・ウィランティ・ディク、センディ・アリアニ、シャニア・ジュニアナタ、ソニャ・パンダルマワン、ステラ・コルネリア | アヤナ・シャハブ、ベビー・カエサラ・アナディラ、シンディ・グラ、デリマ・リズキー、デフィ・キナル・プトゥリ、ガブリエラ・マルガレット・ワラオー、ガイダ・ファリシャ、ジェシカ・ファニア、ジェシカ・フェランダ、ナビラ・ラトナ・アユ・アザリア、野澤玲奈、レズキー・ウィランティ・ディク、センディ・アリアニ、シャニア・ジュニアナタ、ソニャ・パンダルマワン、ステラ・コルネリア | アヤナ・シャハブ、ベビー・カエサラ・アナディラ、シンディ・グラ、デリマ・リズキー、デフィ・キナル・プトゥリ、ガブリエラ・マルガレット・ワラオー、ガイダ・ファリシャ、ジェシカ・ファニア、ジェシカ・フェランダ、ナビラ・ラトナ・アユ・アザリア、野澤玲奈、レズキー・ウィランティ・ディク、センディ・アリアニ、シャニア・ジュニアナタ、ソニャ・パンダルマワン、ステラ・コルネリア | 1st『Heavy Rotation』            | [ 注 8 ]  |
| 2016 | Pesawat Kertas 365 Hari - 365 Nichi no Kamihikouki | | AKB48「365日の紙飛行機」 | 2nd『Mahagita - Kamikyokutachi』 |           |
| 2016 | | | | 2nd『Mahagita - Kamikyokutachi』 |           |
| 2016 | Di Bawah Langit Berwarna Sakura - Sakurairo no Sora no Shita de | | AKB48「桜色の空の下で」 | 2nd『Mahagita - Kamikyokutachi』 |           |
| 2016 | | | | 2nd『Mahagita - Kamikyokutachi』 |           |
| 2016 | Only Today | | AKB48「Only today」 | 2nd『Mahagita - Kamikyokutachi』 |           |
| 2016 | | | | 2nd『Mahagita - Kamikyokutachi』 |           |
| 2016 | Laptime Masa Remaja - Seishun no Laptime | | NMB48「青春のラップタイム」 | 2nd『Mahagita - Kamikyokutachi』 |           |
| 2016 | | | | 2nd『Mahagita - Kamikyokutachi』 |           |
| 2016 | Kebun Binatang Disaat Hujan - Ame no Doubutsuen | | AKB48チームK「雨の動物園」 | 2nd『Mahagita - Kamikyokutachi』 |           |
| 2016 | アリシア・カンジア、シンディ・ユフィア、デラ・デリラ、ジェニファー・ハンナ、ナタリア、ナディラ・シンディ・ワンタリ、リスカ・ファイルニッサ、シンカ・ジュリアニ | アリシア・カンジア、シンディ・ユフィア、デラ・デリラ、ジェニファー・ハンナ、ナタリア、ナディラ・シンディ・ワンタリ、リスカ・ファイルニッサ、シンカ・ジュリアニ | アリシア・カンジア、シンディ・ユフィア、デラ・デリラ、ジェニファー・ハンナ、ナタリア、ナディラ・シンディ・ワンタリ、リスカ・ファイルニッサ、シンカ・ジュリアニ | 2nd『Mahagita - Kamikyokutachi』 | [ 注 12 ] |
| 2017 | JKT Festival | | AKB48 チームサプライズ「AKBフェスティバル」 | 『JKT48 Festival Greatest Hits』 |           |
| 2017 | （当時のJKT48全メンバー） | （当時のJKT48全メンバー） | （当時のJKT48全メンバー） | 『JKT48 Festival Greatest Hits』 | [ 注 8 ]  |
| 2017 | Nagiichi | | NMB48「ナギイチ」 | 『JKT48 Festival Greatest Hits』 |           |
| 2017 | デラ・デリラ、デナ・シティ・ロヒャティ、デフィ・キナル・プトゥリ、ドゥイ・プトゥリ・ボニタ、フェニ・フィトゥリヤンティ、ガブリエラ・マルガレット・ワラオー、ジェシカ・ファニア、ジェシカ・フェランダ、ミシェル・クリスト・クスナディ、メロディー・ヌランダニ・ラクサニ、ナビラ・ラトナ・アユ・アザリア、ナディファ・サルサビラ、プリシリア・サリ・デウィ、リスカ・ファイルニッサ、サクティア・オクタピアニ、シャニア・ジュニアナタ、シンカ・ジュリアニ、シャフィラ・アンジェラ・ヌルハリザ、タリア・イファンカ・エリサベス、フィフィヨナ・アプリアニ、ヤンセン・インディアニ | デラ・デリラ、デナ・シティ・ロヒャティ、デフィ・キナル・プトゥリ、ドゥイ・プトゥリ・ボニタ、フェニ・フィトゥリヤンティ、ガブリエラ・マルガレット・ワラオー、ジェシカ・ファニア、ジェシカ・フェランダ、ミシェル・クリスト・クスナディ、メロディー・ヌランダニ・ラクサニ、ナビラ・ラトナ・アユ・アザリア、ナディファ・サルサビラ、プリシリア・サリ・デウィ、リスカ・ファイルニッサ、サクティア・オクタピアニ、シャニア・ジュニアナタ、シンカ・ジュリアニ、シャフィラ・アンジェラ・ヌルハリザ、タリア・イファンカ・エリサベス、フィフィヨナ・アプリアニ、ヤンセン・インディアニ | デラ・デリラ、デナ・シティ・ロヒャティ、デフィ・キナル・プトゥリ、ドゥイ・プトゥリ・ボニタ、フェニ・フィトゥリヤンティ、ガブリエラ・マルガレット・ワラオー、ジェシカ・ファニア、ジェシカ・フェランダ、ミシェル・クリスト・クスナディ、メロディー・ヌランダニ・ラクサニ、ナビラ・ラトナ・アユ・アザリア、ナディファ・サルサビラ、プリシリア・サリ・デウィ、リスカ・ファイルニッサ、サクティア・オクタピアニ、シャニア・ジュニアナタ、シンカ・ジュリアニ、シャフィラ・アンジェラ・ヌルハリザ、タリア・イファンカ・エリサベス、フィフィヨナ・アプリアニ、ヤンセン・インディアニ | 『JKT48 Festival Greatest Hits』 | [ 注 58 ] |
| 2017 | Gadis Rambut Hitam yang Punah - Zetsumetsu Kurokami Shoujo | | NMB48「絶滅黒髪少女」 | 『JKT48 Festival Greatest Hits』 |           |
| 2017 | アリシア・チャンジア、アマンダ・ドウィ・アリスタ、アニンディタ・ラーマ・チャヒャディ、アヤナ・シャハブ、アユ・サフィラ・オクタフィアニ、ベビー・チャエサラ・アナディラ、シンディ・ユフィア、ファヒルヤニ・シャファリヤンティ、フランシスカ・サラスワティ・プスパ・デウィ、フリスカ・アナスタシア・ラクサニ、ジェニファー・ラヘル・ナタシャ、リディア・マウリダ・ジュハンダル、マリア・ゲノフェフア・ナタリア・デシー・プルナマサリ・グナワン、ナディラ・シンディ・ワンタリ、ナタリア、ニ・マデ・アユ・ファニア・アウレリア、ラトゥ・フィエンニ・フィトゥリリア、近野莉菜、ロナ・アングレアニ、シャニ・インディラ・ナティオ、シャニア・グラシア、シンタ・ナオミ、ソニア・ナタリア、ステファニー・プリシリア・インダルト・プトゥリ | アリシア・チャンジア、アマンダ・ドウィ・アリスタ、アニンディタ・ラーマ・チャヒャディ、アヤナ・シャハブ、アユ・サフィラ・オクタフィアニ、ベビー・チャエサラ・アナディラ、シンディ・ユフィア、ファヒルヤニ・シャファリヤンティ、フランシスカ・サラスワティ・プスパ・デウィ、フリスカ・アナスタシア・ラクサニ、ジェニファー・ラヘル・ナタシャ、リディア・マウリダ・ジュハンダル、マリア・ゲノフェフア・ナタリア・デシー・プルナマサリ・グナワン、ナディラ・シンディ・ワンタリ、ナタリア、ニ・マデ・アユ・ファニア・アウレリア、ラトゥ・フィエンニ・フィトゥリリア、近野莉菜、ロナ・アングレアニ、シャニ・インディラ・ナティオ、シャニア・グラシア、シンタ・ナオミ、ソニア・ナタリア、ステファニー・プリシリア・インダルト・プトゥリ | アリシア・チャンジア、アマンダ・ドウィ・アリスタ、アニンディタ・ラーマ・チャヒャディ、アヤナ・シャハブ、アユ・サフィラ・オクタフィアニ、ベビー・チャエサラ・アナディラ、シンディ・ユフィア、ファヒルヤニ・シャファリヤンティ、フランシスカ・サラスワティ・プスパ・デウィ、フリスカ・アナスタシア・ラクサニ、ジェニファー・ラヘル・ナタシャ、リディア・マウリダ・ジュハンダル、マリア・ゲノフェフア・ナタリア・デシー・プルナマサリ・グナワン、ナディラ・シンディ・ワンタリ、ナタリア、ニ・マデ・アユ・ファニア・アウレリア、ラトゥ・フィエンニ・フィトゥリリア、近野莉菜、ロナ・アングレアニ、シャニ・インディラ・ナティオ、シャニア・グラシア、シンタ・ナオミ、ソニア・ナタリア、ステファニー・プリシリア・インダルト・プトゥリ | 『JKT48 Festival Greatest Hits』 | [ 注 12 ] |
| 2017 | Melon Juice | | HKT48「メロンジュース」 | 『JKT48 Festival Greatest Hits』 |           |
| 2017 | アディスティ・ザラ、アドリアニ・エリサベス、クリスティ、シンディ・ハプサリ・マハラニ・プジアントロ・プトゥリ、エリザベス・グロリア・セティアワン、イヴ・アントワネット・イヒワン、フィドリ・インマンダ・アッザフラ、ジナン・サファ・サフィラ、マデ・デヴィ・ラニタ・ニンタラ、メラティ・プトゥリ・ラヘル・セシリア、メロディー・ヌランダニ・ラクサニ、ヌルハヤティ、プティ・ナディラ・アザリア、レギナ・アンジェリナ、ルート・ダマヤンティ・シタンガン、スリ・リンタン、タン・ジー・フイ・セリーヌ、フィオレタ・ブルハン、ザフラ・ユリヴァ・デルマワン | アディスティ・ザラ、アドリアニ・エリサベス、クリスティ、シンディ・ハプサリ・マハラニ・プジアントロ・プトゥリ、エリザベス・グロリア・セティアワン、イヴ・アントワネット・イヒワン、フィドリ・インマンダ・アッザフラ、ジナン・サファ・サフィラ、マデ・デヴィ・ラニタ・ニンタラ、メラティ・プトゥリ・ラヘル・セシリア、メロディー・ヌランダニ・ラクサニ、ヌルハヤティ、プティ・ナディラ・アザリア、レギナ・アンジェリナ、ルート・ダマヤンティ・シタンガン、スリ・リンタン、タン・ジー・フイ・セリーヌ、フィオレタ・ブルハン、ザフラ・ユリヴァ・デルマワン | アディスティ・ザラ、アドリアニ・エリサベス、クリスティ、シンディ・ハプサリ・マハラニ・プジアントロ・プトゥリ、エリザベス・グロリア・セティアワン、イヴ・アントワネット・イヒワン、フィドリ・インマンダ・アッザフラ、ジナン・サファ・サフィラ、マデ・デヴィ・ラニタ・ニンタラ、メラティ・プトゥリ・ラヘル・セシリア、メロディー・ヌランダニ・ラクサニ、ヌルハヤティ、プティ・ナディラ・アザリア、レギナ・アンジェリナ、ルート・ダマヤンティ・シタンガン、スリ・リンタン、タン・ジー・フイ・セリーヌ、フィオレタ・ブルハン、ザフラ・ユリヴァ・デルマワン | 『JKT48 Festival Greatest Hits』 | [ 注 59 ] |
| 2017 | Pintu Masa Depan - Mirai no Tobira | | AKB48チームA「未来の扉」 | 『JKT48 Festival Greatest Hits』 |           |
| 2017 | （当時のJKT48全メンバー） | （当時のJKT48全メンバー） | （当時のJKT48全メンバー） | 『JKT48 Festival Greatest Hits』 | [ 注 8 ]  |
| 2017 | Karena Kau Ada Untukku - Anata ga Ite Kureta Kara | | AKB48「あなたがいてくれたから」 | 3rd『B・E・L・I・E・V・E』       |           |
| 2017 | アヤナ・シャハブ、ベビー・チャエサラ・アナディラ、デフィ・キナル・プトゥリ、フリスカ・アナスタシア・ラクサニ、ガブリエラ・マルガレット・ワラオー、メロディー・ヌランダニ・ラクサニ、ナビラ・ラトナ・アユ・アザリア、シャニア・ジュニアナタ、ソニア・ナタリア | アヤナ・シャハブ、ベビー・チャエサラ・アナディラ、デフィ・キナル・プトゥリ、フリスカ・アナスタシア・ラクサニ、ガブリエラ・マルガレット・ワラオー、メロディー・ヌランダニ・ラクサニ、ナビラ・ラトナ・アユ・アザリア、シャニア・ジュニアナタ、ソニア・ナタリア | アヤナ・シャハブ、ベビー・チャエサラ・アナディラ、デフィ・キナル・プトゥリ、フリスカ・アナスタシア・ラクサニ、ガブリエラ・マルガレット・ワラオー、メロディー・ヌランダニ・ラクサニ、ナビラ・ラトナ・アユ・アザリア、シャニア・ジュニアナタ、ソニア・ナタリア | 3rd『B・E・L・I・E・V・E』       | [ 注 8 ]  |
| 2017 | Gonna Jump | | SKE48「Gonna Jump」 | 3rd『B・E・L・I・E・V・E』       |           |
| 2017 | アリシア・チャンジア、シンディ・ユフィア、デラ・デリラ、デナ・シティ・ロヒャティ、ドゥイ・プトゥリ・ボニタ、ファヒルヤニ・シャファリヤンティ、ジェニファー・ラヘル・ナタシャ、リディア・マウリダ・ジュハンダル、ナディラ・シンディ・ワンタリ、ナタリア、プリシリア・サリ・デウィ、ラトゥ・フィエンニ・フィトゥリリア、近野莉菜、リスカ・ファイルニッサ、ロナ・アングレアニ、サクティア・オクタピアニ、シンタ・ナオミ、シンカ・ジュリアニ、タリア・イファンカ・エリサベス、フィフィヨナ・アプリアニ | アリシア・チャンジア、シンディ・ユフィア、デラ・デリラ、デナ・シティ・ロヒャティ、ドゥイ・プトゥリ・ボニタ、ファヒルヤニ・シャファリヤンティ、ジェニファー・ラヘル・ナタシャ、リディア・マウリダ・ジュハンダル、ナディラ・シンディ・ワンタリ、ナタリア、プリシリア・サリ・デウィ、ラトゥ・フィエンニ・フィトゥリリア、近野莉菜、リスカ・ファイルニッサ、ロナ・アングレアニ、サクティア・オクタピアニ、シンタ・ナオミ、シンカ・ジュリアニ、タリア・イファンカ・エリサベス、フィフィヨナ・アプリアニ | アリシア・チャンジア、シンディ・ユフィア、デラ・デリラ、デナ・シティ・ロヒャティ、ドゥイ・プトゥリ・ボニタ、ファヒルヤニ・シャファリヤンティ、ジェニファー・ラヘル・ナタシャ、リディア・マウリダ・ジュハンダル、ナディラ・シンディ・ワンタリ、ナタリア、プリシリア・サリ・デウィ、ラトゥ・フィエンニ・フィトゥリリア、近野莉菜、リスカ・ファイルニッサ、ロナ・アングレアニ、サクティア・オクタピアニ、シンタ・ナオミ、シンカ・ジュリアニ、タリア・イファンカ・エリサベス、フィフィヨナ・アプリアニ | 3rd『B・E・L・I・E・V・E』       | [ 注 12 ] |
| 2017 | Adrenalin Masa Puber - Shisunki no Adrenaline | | AKB48「思春期のアドレナリン」 | 3rd『B・E・L・I・E・V・E』       |           |
| 2017 | アマンダ・ドウィ・アリスタ、アニンディタ・ラーマ・チャヒャディ、アユ・サフィラ・オクタフィアニ、フェニ・フィトゥリヤンティ、フランシスカ・サラスワティ・プスパ・デウィ、マリア・ゲノフェフア・ナタリア・デシー・プルナマサリ・グナワン、ミシェル・クリスト・クスナディ、ニ・マデ・アユ・ファニア・アウレリア、シャニ・インディラ・ナティオ、シャニア・グラシア、ステファニー・プリシリア・インダルト・プトゥリ、シャフィラ・アンジェラ・ヌルハリザ | アマンダ・ドウィ・アリスタ、アニンディタ・ラーマ・チャヒャディ、アユ・サフィラ・オクタフィアニ、フェニ・フィトゥリヤンティ、フランシスカ・サラスワティ・プスパ・デウィ、マリア・ゲノフェフア・ナタリア・デシー・プルナマサリ・グナワン、ミシェル・クリスト・クスナディ、ニ・マデ・アユ・ファニア・アウレリア、シャニ・インディラ・ナティオ、シャニア・グラシア、ステファニー・プリシリア・インダルト・プトゥリ、シャフィラ・アンジェラ・ヌルハリザ | アマンダ・ドウィ・アリスタ、アニンディタ・ラーマ・チャヒャディ、アユ・サフィラ・オクタフィアニ、フェニ・フィトゥリヤンティ、フランシスカ・サラスワティ・プスパ・デウィ、マリア・ゲノフェフア・ナタリア・デシー・プルナマサリ・グナワン、ミシェル・クリスト・クスナディ、ニ・マデ・アユ・ファニア・アウレリア、シャニ・インディラ・ナティオ、シャニア・グラシア、ステファニー・プリシリア・インダルト・プトゥリ、シャフィラ・アンジェラ・ヌルハリザ | 3rd『B・E・L・I・E・V・E』       | [ 注 60 ] |
| 2017 | Salah Dengar Rock - Soramimi Rock | | HKT48「空耳ロック」 | 3rd『B・E・L・I・E・V・E』       |           |
| 2017 | アドリアニ・エリサベス、クリスティ、シンディ・ハプサリ・マハラニ・プジアントロ・プトゥリ、フィドリ・インマンダ・アッザフラ、ジナン・サファ・サフィラ、マデ・デヴィ・ラニタ・ニンタラ、メラティ・プトゥリ・ラヘル・セシリア、スリ・リンタン、タン・ジー・フイ・セリーヌ、ザフラ・ユリヴァ・デルマワン | アドリアニ・エリサベス、クリスティ、シンディ・ハプサリ・マハラニ・プジアントロ・プトゥリ、フィドリ・インマンダ・アッザフラ、ジナン・サファ・サフィラ、マデ・デヴィ・ラニタ・ニンタラ、メラティ・プトゥリ・ラヘル・セシリア、スリ・リンタン、タン・ジー・フイ・セリーヌ、ザフラ・ユリヴァ・デルマワン | アドリアニ・エリサベス、クリスティ、シンディ・ハプサリ・マハラニ・プジアントロ・プトゥリ、フィドリ・インマンダ・アッザフラ、ジナン・サファ・サフィラ、マデ・デヴィ・ラニタ・ニンタラ、メラティ・プトゥリ・ラヘル・セシリア、スリ・リンタン、タン・ジー・フイ・セリーヌ、ザフラ・ユリヴァ・デルマワン | 3rd『B・E・L・I・E・V・E』       | [ 注 61 ] |
| 2017 | Waiting Room | | AKB48「Waiting room」 | 3rd『B・E・L・I・E・V・E』       |           |
| 2017 | アディスティ・ザラ、チトラ・アユ・プラナジャヤ・ウィブラド、ディアニ・アマリア・ラマダニ、エリザベス・グロリア・セティアワン、イヴ・アントワネット・イヒワン、ガブリェラ・マルセリナ、ハシャキラ・ウタミ・クスマワルダニ、ヌルハヤティ、プティ・ナディラ・アザリア、レギナ・アンジェリナ、ルート・ダマヤンティ・シタンガン、サニア・ジュリア・モントラル、フィオレタ・ブルハン | アディスティ・ザラ、チトラ・アユ・プラナジャヤ・ウィブラド、ディアニ・アマリア・ラマダニ、エリザベス・グロリア・セティアワン、イヴ・アントワネット・イヒワン、ガブリェラ・マルセリナ、ハシャキラ・ウタミ・クスマワルダニ、ヌルハヤティ、プティ・ナディラ・アザリア、レギナ・アンジェリナ、ルート・ダマヤンティ・シタンガン、サニア・ジュリア・モントラル、フィオレタ・ブルハン | アディスティ・ザラ、チトラ・アユ・プラナジャヤ・ウィブラド、ディアニ・アマリア・ラマダニ、エリザベス・グロリア・セティアワン、イヴ・アントワネット・イヒワン、ガブリェラ・マルセリナ、ハシャキラ・ウタミ・クスマワルダニ、ヌルハヤティ、プティ・ナディラ・アザリア、レギナ・アンジェリナ、ルート・ダマヤンティ・シタンガン、サニア・ジュリア・モントラル、フィオレタ・ブルハン | 3rd『B・E・L・I・E・V・E』       | [ 注 62 ] |
| 2019 | Majisuka Rock 'n Roll | | AKB48「マジスカロックンロール」 | 4th『Joy Kick! Tears』           |           |
| 2019 | アリエラ・カリスタ・イヒワン、シンディ・ハプサリ・マハラニ・プジアントロ・プトゥリ、ディアニ・アマリア・ラマダニ、イヴ・アントワネット・イヒワン、フェニ・フィトゥリヤンティ、フランシスカ・サラスワティ・プスパ・デウィ、フリスカ・アナスタシア・ラクサニ、ガブリエラ・マルガレット・ワラオー、ミシェル・クリスト・クスナディ、ナディラ・シンディ・ワンタリ、ニ・マデ・アユ・ファニア・アウレリア、リスカ・アメリア・プトゥリ、ロナ・アングレアニ、サニア・ジュリア・モントラル | アリエラ・カリスタ・イヒワン、シンディ・ハプサリ・マハラニ・プジアントロ・プトゥリ、ディアニ・アマリア・ラマダニ、イヴ・アントワネット・イヒワン、フェニ・フィトゥリヤンティ、フランシスカ・サラスワティ・プスパ・デウィ、フリスカ・アナスタシア・ラクサニ、ガブリエラ・マルガレット・ワラオー、ミシェル・クリスト・クスナディ、ナディラ・シンディ・ワンタリ、ニ・マデ・アユ・ファニア・アウレリア、リスカ・アメリア・プトゥリ、ロナ・アングレアニ、サニア・ジュリア・モントラル | アリエラ・カリスタ・イヒワン、シンディ・ハプサリ・マハラニ・プジアントロ・プトゥリ、ディアニ・アマリア・ラマダニ、イヴ・アントワネット・イヒワン、フェニ・フィトゥリヤンティ、フランシスカ・サラスワティ・プスパ・デウィ、フリスカ・アナスタシア・ラクサニ、ガブリエラ・マルガレット・ワラオー、ミシェル・クリスト・クスナディ、ナディラ・シンディ・ワンタリ、ニ・マデ・アユ・ファニア・アウレリア、リスカ・アメリア・プトゥリ、ロナ・アングレアニ、サニア・ジュリア・モントラル | 4th『Joy Kick! Tears』           | [ 注 63 ] |
| 2019 | Teacher Teacher | | AKB48「Teacher Teacher」 | 4th『Joy Kick! Tears』           |           |
| 2019 | アナスタシャ・ナルワストゥ・テティ、アンジェリナ・クリスティ、アニンディタ・ラーマ・チャヒャディ、ベビー・チャエサラ・アナディラ、ギタ・スカル・アンダリニ、ヘリスマ・プトリ、ジェニファー・ラヘル・ナタシャ、カンディヤ・ラファ・マウリディタ、マリア・ゲノフェフア・ナタリア・デシー・プルナマサリ・グナワン、ムティアラ・アザフラ、ヌルハヤティ、ラトゥ・フィエンニ・フィトゥリリア、シャニ・インディラ・ナティオ、シャニア・グラシア、フィフィヨナ・アプリアニ、イェシカ・タマラ | アナスタシャ・ナルワストゥ・テティ、アンジェリナ・クリスティ、アニンディタ・ラーマ・チャヒャディ、ベビー・チャエサラ・アナディラ、ギタ・スカル・アンダリニ、ヘリスマ・プトリ、ジェニファー・ラヘル・ナタシャ、カンディヤ・ラファ・マウリディタ、マリア・ゲノフェフア・ナタリア・デシー・プルナマサリ・グナワン、ムティアラ・アザフラ、ヌルハヤティ、ラトゥ・フィエンニ・フィトゥリリア、シャニ・インディラ・ナティオ、シャニア・グラシア、フィフィヨナ・アプリアニ、イェシカ・タマラ | アナスタシャ・ナルワストゥ・テティ、アンジェリナ・クリスティ、アニンディタ・ラーマ・チャヒャディ、ベビー・チャエサラ・アナディラ、ギタ・スカル・アンダリニ、ヘリスマ・プトリ、ジェニファー・ラヘル・ナタシャ、カンディヤ・ラファ・マウリディタ、マリア・ゲノフェフア・ナタリア・デシー・プルナマサリ・グナワン、ムティアラ・アザフラ、ヌルハヤティ、ラトゥ・フィエンニ・フィトゥリリア、シャニ・インディラ・ナティオ、シャニア・グラシア、フィフィヨナ・アプリアニ、イェシカ・タマラ | 4th『Joy Kick! Tears』           | [ 注 31 ] |
| 2019 | Kalender yang Dipercepat - Hayaokuri Calendar | | HKT48「早送りカレンダー」 | 4th『Joy Kick! Tears』           |           |
| 2019 | アディスティ・ザラ、アドリアニ・エリサベス、アニンディタ・ラーマ・チャヒャディ、アヤナ・シャハブ、フィドリ・インマンダ・アッザフラ、ガブリエル・エンジェリナ、ガブリェラ・マルセリナ、ハシャキラ・ウタミ・クスマワルダニ、ジナン・サファ・サフィラ、メラティ・プトゥリ・ラヘル・セシリア、ナビラ・フィトリアナ、プティ・ナディラ・アザリア、リナンダ・シャープトゥリ、ソニア・ナタリア、シャフィラ・アンジェラ・ヌルハリザ、タン・ジー・フイ・セリーヌ、タリア・イファンカ・エリサベス | アディスティ・ザラ、アドリアニ・エリサベス、アニンディタ・ラーマ・チャヒャディ、アヤナ・シャハブ、フィドリ・インマンダ・アッザフラ、ガブリエル・エンジェリナ、ガブリェラ・マルセリナ、ハシャキラ・ウタミ・クスマワルダニ、ジナン・サファ・サフィラ、メラティ・プトゥリ・ラヘル・セシリア、ナビラ・フィトリアナ、プティ・ナディラ・アザリア、リナンダ・シャープトゥリ、ソニア・ナタリア、シャフィラ・アンジェラ・ヌルハリザ、タン・ジー・フイ・セリーヌ、タリア・イファンカ・エリサベス | アディスティ・ザラ、アドリアニ・エリサベス、アニンディタ・ラーマ・チャヒャディ、アヤナ・シャハブ、フィドリ・インマンダ・アッザフラ、ガブリエル・エンジェリナ、ガブリェラ・マルセリナ、ハシャキラ・ウタミ・クスマワルダニ、ジナン・サファ・サフィラ、メラティ・プトゥリ・ラヘル・セシリア、ナビラ・フィトリアナ、プティ・ナディラ・アザリア、リナンダ・シャープトゥリ、ソニア・ナタリア、シャフィラ・アンジェラ・ヌルハリザ、タン・ジー・フイ・セリーヌ、タリア・イファンカ・エリサベス | 4th『Joy Kick! Tears』           | [ 注 64 ] |
| 2019 | Kereta Kedewasaan - Otona Ressha | | HKT48「大人列車」 | 4th『Joy Kick! Tears』           |           |
| 2019 | | | | 4th『Joy Kick! Tears』           |           |
| 2019 | Bersama Kamu, Pelangi dan Mentari - Kimi to Niji to Taiyou to | | AKB48「君と虹と太陽と」 | 4th『Joy Kick! Tears』           |           |
| 2019 | | | | 4th『Joy Kick! Tears』           |           |
| 2023 | 109 (New Era Version) | | AKB48チームA「109」 | 『THIS IS JKT48 NEW ERA』        |           |
| 2023 | | | [ 注 63 ] | 『THIS IS JKT48 NEW ERA』        |           |
| 2023 | Virgin Love (New Era Version) | | AKB48チームK「Virgin Love」 | 『THIS IS JKT48 NEW ERA』        |           |
| 2023 | | | [ 注 22 ] | 『THIS IS JKT48 NEW ERA』        |           |
| 2023 | Only Today (New Era Version) | | AKB48チームA「Only Today」 | 『THIS IS JKT48 NEW ERA』        |           |
| 2023 | | | [ 注 63 ] | 『THIS IS JKT48 NEW ERA』        |           |
| 2023 | Fushidara na Natsu (New Era Version) | | AKB48チームK「ふしだらな夏」 | 『THIS IS JKT48 NEW ERA』        |           |
| 2023 | | | [ 注 35 ] | 『THIS IS JKT48 NEW ERA』        |           |
| 2023 | Kurumi to Dialogue (New Era Version) | | AKB48「胡桃とダイアローグ」 | 『THIS IS JKT48 NEW ERA』        |           |
| 2023 | | | [ 注 65 ] | 『THIS IS JKT48 NEW ERA』        |           |
| 2023 | Bokura no Eureka | | NMB48「僕らのユリイカ」 | 『THIS IS JKT48 NEW ERA』        |           |
| 2023 | アジジ・アサデル | | | 『THIS IS JKT48 NEW ERA』        |           |
| 2023 | Oshibe to Meshibe to Yoru no Chouchou (New Era Version) | | AKB48チームK「おしべとめしべと夜の蝶々」 | 『THIS IS JKT48 NEW ERA』        |           |
| 2023 | アザナ・サリハ、フレヤ・ジャヤワルダナ、カトリナ・アイリン、マーシャ・レナテェア、ムティアラ・アザフラ | アザナ・サリハ、フレヤ・ジャヤワルダナ、カトリナ・アイリン、マーシャ・レナテェア、ムティアラ・アザフラ | アザナ・サリハ、フレヤ・ジャヤワルダナ、カトリナ・アイリン、マーシャ・レナテェア、ムティアラ・アザフラ | 『THIS IS JKT48 NEW ERA』        | [ 注 66 ] |
| 2023 | Eureka Milik Kita | | NMB48「僕らのユリイカ」 | 『Mahagita Vol. 2』              |           |
| 2023 | | | [ 注 43 ] | 『Mahagita Vol. 2』              |           |
| 2023 | Seventeen | | AKB48「Seventeen」 | 『Mahagita Vol. 2』              |           |
| 2023 | アザナ・サリハ、アンジェリナ・クリスティ、アジジ・アサデル、フェブリオラ・シナンベラ、フロラ・シャフィック、ジェシカ・チャンドラ、ムティアラ・アザフラ | アザナ・サリハ、アンジェリナ・クリスティ、アジジ・アサデル、フェブリオラ・シナンベラ、フロラ・シャフィック、ジェシカ・チャンドラ、ムティアラ・アザフラ | アザナ・サリハ、アンジェリナ・クリスティ、アジジ・アサデル、フェブリオラ・シナンベラ、フロラ・シャフィック、ジェシカ・チャンドラ、ムティアラ・アザフラ | 『Mahagita Vol. 2』              | [ 注 43 ] |
| 2023 | NEW SHIP | | AKB48「NEW SHIP」 | 『Mahagita Vol. 2』              |           |
| 2023 | アザナ・サリハ、アンジェリナ・クリスティ、アジジ・アサデル、コルネリア・ファニサ、フェブリオラ・シナンベラ、フィオニー・アルフェリア、フロラ・シャフィック、フレヤ・ジャヤワルダナ、ヘリスマ・プトリ、インダー・チャヤ、ジェシカ・チャンドラ、カトリナ・アイリン、ルル・サルサビラ、マーシャ・レナテェア、ムティアラ・アザフラ、レファ・フィデラ、イェシカ・タマラ | アザナ・サリハ、アンジェリナ・クリスティ、アジジ・アサデル、コルネリア・ファニサ、フェブリオラ・シナンベラ、フィオニー・アルフェリア、フロラ・シャフィック、フレヤ・ジャヤワルダナ、ヘリスマ・プトリ、インダー・チャヤ、ジェシカ・チャンドラ、カトリナ・アイリン、ルル・サルサビラ、マーシャ・レナテェア、ムティアラ・アザフラ、レファ・フィデラ、イェシカ・タマラ | アザナ・サリハ、アンジェリナ・クリスティ、アジジ・アサデル、コルネリア・ファニサ、フェブリオラ・シナンベラ、フィオニー・アルフェリア、フロラ・シャフィック、フレヤ・ジャヤワルダナ、ヘリスマ・プトリ、インダー・チャヤ、ジェシカ・チャンドラ、カトリナ・アイリン、ルル・サルサビラ、マーシャ・レナテェア、ムティアラ・アザフラ、レファ・フィデラ、イェシカ・タマラ | 『Mahagita Vol. 2』              | [ 注 67 ] |
| 2023 | Better | | AKB48「Better」 | 『Mahagita Vol. 2』              |           |
| 2023 | アンジェリナ・クリスティ、アジジ・アサデル、フェニ・フィトゥリヤンティ、フィオニー・アルフェリア、フレヤ・ジャヤワルダナ、ギタ・スカル・アンダリニ、、シャニ・インディラ・ナティオ、シャニア・グラシア、イェシカ・タマラ | アンジェリナ・クリスティ、アジジ・アサデル、フェニ・フィトゥリヤンティ、フィオニー・アルフェリア、フレヤ・ジャヤワルダナ、ギタ・スカル・アンダリニ、、シャニ・インディラ・ナティオ、シャニア・グラシア、イェシカ・タマラ | アンジェリナ・クリスティ、アジジ・アサデル、フェニ・フィトゥリヤンティ、フィオニー・アルフェリア、フレヤ・ジャヤワルダナ、ギタ・スカル・アンダリニ、、シャニ・インディラ・ナティオ、シャニア・グラシア、イェシカ・タマラ | 『Mahagita Vol. 2』              | [ 注 35 ] |
| 2023 | Mari Menjadi Pohon Sakura | | AKB48「桜の木になろう」 | 『Mahagita Vol. 2』              |           |
| 2023 | アザナ・サリハ、アマンダ・スクマ、アンジェリナ・クリスティ、アウレリア、アジジ・アサデル、カリスタ・アリフィア、コルネリア・ファニサ、フェブリオラ・シナンベラ、フェニ・フィトゥリヤンティ、フィオニー・アルフェリア、フロラ・シャフィック、フレヤ・ジャヤワルダナ、ガブリエラ・アビゲール、ギタ・スカル・アンダリニ、ヘリスマ・プトリ、インダー・チャヤ、インディラ・セルニ、ジェシカ・チャンドラ、ジェスリン・エリー、カトリナ・アイリン、ルル・サルサビラ、マーシャ・レナテェア、ムティアラ・アザフラ、ライシャ・シファ、レファ・フィデラ、シャニ・インディラ・ナティオ、シャニア・グラシア、イェシカ・タマラ | アザナ・サリハ、アマンダ・スクマ、アンジェリナ・クリスティ、アウレリア、アジジ・アサデル、カリスタ・アリフィア、コルネリア・ファニサ、フェブリオラ・シナンベラ、フェニ・フィトゥリヤンティ、フィオニー・アルフェリア、フロラ・シャフィック、フレヤ・ジャヤワルダナ、ガブリエラ・アビゲール、ギタ・スカル・アンダリニ、ヘリスマ・プトリ、インダー・チャヤ、インディラ・セルニ、ジェシカ・チャンドラ、ジェスリン・エリー、カトリナ・アイリン、ルル・サルサビラ、マーシャ・レナテェア、ムティアラ・アザフラ、ライシャ・シファ、レファ・フィデラ、シャニ・インディラ・ナティオ、シャニア・グラシア、イェシカ・タマラ | アザナ・サリハ、アマンダ・スクマ、アンジェリナ・クリスティ、アウレリア、アジジ・アサデル、カリスタ・アリフィア、コルネリア・ファニサ、フェブリオラ・シナンベラ、フェニ・フィトゥリヤンティ、フィオニー・アルフェリア、フロラ・シャフィック、フレヤ・ジャヤワルダナ、ガブリエラ・アビゲール、ギタ・スカル・アンダリニ、ヘリスマ・プトリ、インダー・チャヤ、インディラ・セルニ、ジェシカ・チャンドラ、ジェスリン・エリー、カトリナ・アイリン、ルル・サルサビラ、マーシャ・レナテェア、ムティアラ・アザフラ、ライシャ・シファ、レファ・フィデラ、シャニ・インディラ・ナティオ、シャニア・グラシア、イェシカ・タマラ | 『Mahagita Vol. 2』              | [ 注 35 ] |
| 2023 | Pin Heel Merah dan Profesor | | AKB48（松井珠理奈）「赤いピンヒールとプロフェッサー」 | 『Mahagita Vol. 2』              |           |
| 2023 | シャニ・インディラ・ナティオ | | | 『Mahagita Vol. 2』              |           |
| 2023 | Tolong Ingatlah | | HKT48「覚えてください」 | 『Mahagita Vol. 2』              |           |
| 2023 | アマンダ・スクマ、アウレリア、カリスタ・アリフィア、ガブリエラ・アビゲール、インディラ・セルニ、ジェスリン・エリー、ライシャ・シファ | アマンダ・スクマ、アウレリア、カリスタ・アリフィア、ガブリエラ・アビゲール、インディラ・セルニ、ジェスリン・エリー、ライシャ・シファ | アマンダ・スクマ、アウレリア、カリスタ・アリフィア、ガブリエラ・アビゲール、インディラ・セルニ、ジェスリン・エリー、ライシャ・シファ | 『Mahagita Vol. 2』              | [ 注 68 ] |
| 2023 | Ingin Bertemu | | AKB48「会いたかった」 | 『Mahagita Vol. 2』              |           |
| 2023 | アリア・アマンダ、アニンディア・ラマダニ、キャスリーン・ニクシー、セリーヌ・テファニ、チェルシー・ダヴィナ、シンティア・ヤプテラ、デナ・ナタリア、デシー・ナタリア、ゲンディス・マイランニサ、グレース・オクタヴィアニ、グリーセラー・アダリア、ジーン・ヴィクトリア、ミシェル・アレクサンドラ | アリア・アマンダ、アニンディア・ラマダニ、キャスリーン・ニクシー、セリーヌ・テファニ、チェルシー・ダヴィナ、シンティア・ヤプテラ、デナ・ナタリア、デシー・ナタリア、ゲンディス・マイランニサ、グレース・オクタヴィアニ、グリーセラー・アダリア、ジーン・ヴィクトリア、ミシェル・アレクサンドラ | アリア・アマンダ、アニンディア・ラマダニ、キャスリーン・ニクシー、セリーヌ・テファニ、チェルシー・ダヴィナ、シンティア・ヤプテラ、デナ・ナタリア、デシー・ナタリア、ゲンディス・マイランニサ、グレース・オクタヴィアニ、グリーセラー・アダリア、ジーン・ヴィクトリア、ミシェル・アレクサンドラ | 『Mahagita Vol. 2』              | [ 注 69 ] |
| 2023 | Green Flash | | AKB48「Green Flash」 | 『Mahagita Vol. 2』              |           |
| 2023 | | | [ 注 70 ] | 『Mahagita Vol. 2』              |           |
| 2023 | Kita tak Akan Biarkan Mimpi itu Mati | | AKB48ひまわり組「夢を死なせるわけにいかない」 | 『Mahagita Vol. 2』              |           |
| 2023 | | | [ 注 67 ] | 『Mahagita Vol. 2』              |           |
| 2023 | Jiwaru DAYS | | AKB48「ジワるDAYS」 | 『Mahagita Vol. 2』              |           |
| 2023 | | | [ 注 71 ] | 『Mahagita Vol. 2』              |           |

## ソロユニット

### フランシスカ・サラスワティ・プスパ・デウィ
| 年   | 楽曲名                     | 作詞 | 作曲 | 編曲 | 収録                                           | 備考 |
| ---- | -------------------------- | ---- | ---- | ---- | ---------------------------------------------- | ---- |
| 2019 | The First Noel             |      |      |      | デジタルシングル「The First Noel」             |      |
| 2020 | Go Tell it on the Mountain |      |      |      | デジタルシングル「Go Tell it on the Mountain」 |      |

## その他
| 年   | 楽曲名 | 名義 | 原曲 | 収録                                  | 脚注        |
| 年   | 歌唱メンバー | 歌唱メンバー | 歌唱メンバー | 収録                                  | 脚注        |
| ---- | --- | --- | --- | ------------------------------------- | ----------- |
| 2019 | Pundak Kanan - Migikata | | 前田敦子「右肩」 | DOWNLOAD CARD『Sousenkyo 2018 Top 3』 |             |
| 2019 | シンディ・ユフィア | | | DOWNLOAD CARD『Sousenkyo 2018 Top 3』 |             |
| 2019 | Bukan Alpukat… - Avogado Janeeshi… | | AKB48「アボガドじゃね〜し…」 | DOWNLOAD CARD『Sousenkyo 2018 Top 3』 |             |
| 2019 | シャニ・インディラ・ナティオ、シャニア・グラシア | | | DOWNLOAD CARD『Sousenkyo 2018 Top 3』 |             |
| 2019 | Relax! | | ノースリーブス「Relax!」 | DOWNLOAD CARD『Sousenkyo 2018 Top 3』 |             |
| 2019 | ナタリア、ラトゥ・フィエンニ・フィトゥリリア、シンカ・ジュリアニ | ナタリア、ラトゥ・フィエンニ・フィトゥリリア、シンカ・ジュリアニ | ナタリア、ラトゥ・フィエンニ・フィトゥリリア、シンカ・ジュリアニ | DOWNLOAD CARD『Sousenkyo 2018 Top 3』 | [ 注 32 ]   |
| 2019 | Bukan Salah Air Mata - Namida No Seijyanai | | AKB48「涙のせいじゃない」 | DOWNLOAD CARD『Sousenkyo 2018 Top 3』 |             |
| 2019 | アヤナ・シャハブ、ベビー・チャエサラ・アナディラ、シンディ・ユフィア、フェニ・フィトゥリヤンティ、フランシスカ・サラスワティ・プスパ・デウィ、フリスカ・アナスタシア・ラクサニ、ガブリエラ・マルガレット・ワラオー、ジェニファー・ラヘル・ナタシャ、シャニア・ジュニアナタ、シャニア・グラシア、シャニ・インディラ・ナティオ、ソニア・ナタリア、タリア・イファンカ・エリサベス | アヤナ・シャハブ、ベビー・チャエサラ・アナディラ、シンディ・ユフィア、フェニ・フィトゥリヤンティ、フランシスカ・サラスワティ・プスパ・デウィ、フリスカ・アナスタシア・ラクサニ、ガブリエラ・マルガレット・ワラオー、ジェニファー・ラヘル・ナタシャ、シャニア・ジュニアナタ、シャニア・グラシア、シャニ・インディラ・ナティオ、ソニア・ナタリア、タリア・イファンカ・エリサベス | アヤナ・シャハブ、ベビー・チャエサラ・アナディラ、シンディ・ユフィア、フェニ・フィトゥリヤンティ、フランシスカ・サラスワティ・プスパ・デウィ、フリスカ・アナスタシア・ラクサニ、ガブリエラ・マルガレット・ワラオー、ジェニファー・ラヘル・ナタシャ、シャニア・ジュニアナタ、シャニア・グラシア、シャニ・インディラ・ナティオ、ソニア・ナタリア、タリア・イファンカ・エリサベス | DOWNLOAD CARD『Sousenkyo 2018 Top 3』 | Bonus Track |
| 2019 | Teriakan Berlian Ver. Team J - Oogoe Diamond Ver. Team J | Team J | AKB48「大声ダイヤモンド」 | DOWNLOAD CARD『JKT48 CIRCUS PART 3』  |             |
| 2019 | アリエラ・カリスタ・イヒワン、シンディ・ハプサリ・マハラニ・プジアントロ・プトゥリ、シンディ・ユフィア、ディアニ・アマリア・ラマダニ、イヴ・アントワネット・イヒワン、フェニ・フィトゥリヤンティ、フリスカ・アナスタシア・ラクサニ、ガブリエラ・マルガレット・ワラオー、ミシェル・クリスト・クスナディ、ヌルハヤティ、リスカ・アメリア・プトゥリ、サニア・ジュリア・モントラル、シンカ・ジュリアニ                                                                                       | アリエラ・カリスタ・イヒワン、シンディ・ハプサリ・マハラニ・プジアントロ・プトゥリ、シンディ・ユフィア、ディアニ・アマリア・ラマダニ、イヴ・アントワネット・イヒワン、フェニ・フィトゥリヤンティ、フリスカ・アナスタシア・ラクサニ、ガブリエラ・マルガレット・ワラオー、ミシェル・クリスト・クスナディ、ヌルハヤティ、リスカ・アメリア・プトゥリ、サニア・ジュリア・モントラル、シンカ・ジュリアニ                                                                                       | アリエラ・カリスタ・イヒワン、シンディ・ハプサリ・マハラニ・プジアントロ・プトゥリ、シンディ・ユフィア、ディアニ・アマリア・ラマダニ、イヴ・アントワネット・イヒワン、フェニ・フィトゥリヤンティ、フリスカ・アナスタシア・ラクサニ、ガブリエラ・マルガレット・ワラオー、ミシェル・クリスト・クスナディ、ヌルハヤティ、リスカ・アメリア・プトゥリ、サニア・ジュリア・モントラル、シンカ・ジュリアニ                                                                                       | DOWNLOAD CARD『JKT48 CIRCUS PART 3』  | [ 注 12 ]   |
| 2019 | Teriakan Berlian Ver. Team KIII - Oogoe Diamond Ver. Team KIII | Team KIII | AKB48「大声ダイヤモンド」 | DOWNLOAD CARD『JKT48 CIRCUS PART 3』  |             |
| 2019 | アリシア・チャンジア、アニンディタ・ラーマ・チャヒャディ、ベビー・チャエサラ・アナディラ、フランシスカ・サラスワティ・プスパ・デウィ、ジェニファー・ラヘル・ナタシャ、カンディヤ・ラファ・マウリディタ、マリア・ゲノフェフア・ナタリア・デシー・プルナマサリ・グナワン、ナディラ・シンディ・ワンタリ、ナタリア、ニ・マデ・アユ・ファニア・アウレリア、ラトゥ・フィエンニ・フィトゥリリア、ロナ・アングレアニ、シャニ・インディラ・ナティオ、シャニア・グラシア、フィフィヨナ・アプリアニ | アリシア・チャンジア、アニンディタ・ラーマ・チャヒャディ、ベビー・チャエサラ・アナディラ、フランシスカ・サラスワティ・プスパ・デウィ、ジェニファー・ラヘル・ナタシャ、カンディヤ・ラファ・マウリディタ、マリア・ゲノフェフア・ナタリア・デシー・プルナマサリ・グナワン、ナディラ・シンディ・ワンタリ、ナタリア、ニ・マデ・アユ・ファニア・アウレリア、ラトゥ・フィエンニ・フィトゥリリア、ロナ・アングレアニ、シャニ・インディラ・ナティオ、シャニア・グラシア、フィフィヨナ・アプリアニ | アリシア・チャンジア、アニンディタ・ラーマ・チャヒャディ、ベビー・チャエサラ・アナディラ、フランシスカ・サラスワティ・プスパ・デウィ、ジェニファー・ラヘル・ナタシャ、カンディヤ・ラファ・マウリディタ、マリア・ゲノフェフア・ナタリア・デシー・プルナマサリ・グナワン、ナディラ・シンディ・ワンタリ、ナタリア、ニ・マデ・アユ・ファニア・アウレリア、ラトゥ・フィエンニ・フィトゥリリア、ロナ・アングレアニ、シャニ・インディラ・ナティオ、シャニア・グラシア、フィフィヨナ・アプリアニ | DOWNLOAD CARD『JKT48 CIRCUS PART 3』  | [ 注 31 ]   |
| 2019 | Teriakan Berlian Ver. Team T - Oogoe Diamond Ver. Team T | Team T | AKB48「大声ダイヤモンド」 | DOWNLOAD CARD『JKT48 CIRCUS PART 3』  |             |
| 2019 | アディスティ・ザラ、アドリアニ・エリサベス、アヤナ・シャハブ、フィドリ・インマンダ・アッザフラ、ガブリェラ・マルセリナ、ハシャキラ・ウタミ・クスマワルダニ、ジナン・サファ・サフィラ、メラティ・プトゥリ・ラヘル・セシリア、プティ・ナディラ・アザリア、リナンダ・シャープトゥリ、ソニア・ナタリア、シャフィラ・アンジェラ・ヌルハリザ、タン・ジー・フイ・セリーヌ、タリア・イファンカ・エリサベス                                                                                       | アディスティ・ザラ、アドリアニ・エリサベス、アヤナ・シャハブ、フィドリ・インマンダ・アッザフラ、ガブリェラ・マルセリナ、ハシャキラ・ウタミ・クスマワルダニ、ジナン・サファ・サフィラ、メラティ・プトゥリ・ラヘル・セシリア、プティ・ナディラ・アザリア、リナンダ・シャープトゥリ、ソニア・ナタリア、シャフィラ・アンジェラ・ヌルハリザ、タン・ジー・フイ・セリーヌ、タリア・イファンカ・エリサベス                                                                                       | アディスティ・ザラ、アドリアニ・エリサベス、アヤナ・シャハブ、フィドリ・インマンダ・アッザフラ、ガブリェラ・マルセリナ、ハシャキラ・ウタミ・クスマワルダニ、ジナン・サファ・サフィラ、メラティ・プトゥリ・ラヘル・セシリア、プティ・ナディラ・アザリア、リナンダ・シャープトゥリ、ソニア・ナタリア、シャフィラ・アンジェラ・ヌルハリザ、タン・ジー・フイ・セリーヌ、タリア・イファンカ・エリサベス                                                                                       | DOWNLOAD CARD『JKT48 CIRCUS PART 3』  | [ 注 34 ]   |

### 外国語バージョン
| 年   | 楽曲名 | 名義 | 原曲 | 収録 | 脚注      |
| 年   | 歌唱メンバー | 歌唱メンバー | 歌唱メンバー | 収録 | 脚注      |
| ---- | --- | --- | --- | --- | --------- |
| 2013 | Fortune Cookie in Love - English Version - | | AKB48「恋するフォーチュンクッキー」 | 3rdシングル「Fortune Cookie in Love - Fortune Cookie Yang Mencinta -」 |           |
| 2013 | アヤナ・シャハブ、ジェシカ・フェランダ、シャニア・ジュニアナタ、シンタ・ナオミ、シンディ・ユフィア、ソニア・ナタリア、高城亜樹、デフィ・キナル・プトゥリ、デラ・デリラ、仲川遥香、ナビラ・ラトナ・アユ・アザリア、野澤玲奈、ベビー・カエサラ・アナディラ、メロディー・ヌランダニ・ラクサニ、リスカ・ファイルニッサ、ロナ・アングラエニ                                                                                                   | アヤナ・シャハブ、ジェシカ・フェランダ、シャニア・ジュニアナタ、シンタ・ナオミ、シンディ・ユフィア、ソニア・ナタリア、高城亜樹、デフィ・キナル・プトゥリ、デラ・デリラ、仲川遥香、ナビラ・ラトナ・アユ・アザリア、野澤玲奈、ベビー・カエサラ・アナディラ、メロディー・ヌランダニ・ラクサニ、リスカ・ファイルニッサ、ロナ・アングラエニ                                                                                                   | アヤナ・シャハブ、ジェシカ・フェランダ、シャニア・ジュニアナタ、シンタ・ナオミ、シンディ・ユフィア、ソニア・ナタリア、高城亜樹、デフィ・キナル・プトゥリ、デラ・デリラ、仲川遥香、ナビラ・ラトナ・アユ・アザリア、野澤玲奈、ベビー・カエサラ・アナディラ、メロディー・ヌランダニ・ラクサニ、リスカ・ファイルニッサ、ロナ・アングラエニ                                                                                                   | 3rdシングル「Fortune Cookie in Love - Fortune Cookie Yang Mencinta -」 | [ 注 13 ] |
| 2013 | Manatsu no Sounds Good! - Summer Love Sounds Good! | | AKB48「真夏のSounds Good!」 | 4thシングル「Manatsu no Sounds Good! - Musim Panas Sounds Good!」 |           |
| 2013 | アヤナ・シャハブ、ジェシカ・フェランダ、ジェニファー・ハンナ、シャニア・ジュニアナタ、シンタ・ナオミ、シンディ・ユフィア、高城亜樹、デフィ・キナル・プトゥリ、仲川遥香、ナビラ・ラトナ・アユ・アザリア、ノエラ・システリナ、ベビー・カエサラ・アナディラ、メロディー・ヌランダニ・ラクサニ、ラトゥ・フィエンニ・フィトゥリリア、レズキー・ウィランティ・ディク、ロナ・アングラエニ                                                       | アヤナ・シャハブ、ジェシカ・フェランダ、ジェニファー・ハンナ、シャニア・ジュニアナタ、シンタ・ナオミ、シンディ・ユフィア、高城亜樹、デフィ・キナル・プトゥリ、仲川遥香、ナビラ・ラトナ・アユ・アザリア、ノエラ・システリナ、ベビー・カエサラ・アナディラ、メロディー・ヌランダニ・ラクサニ、ラトゥ・フィエンニ・フィトゥリリア、レズキー・ウィランティ・ディク、ロナ・アングラエニ                                                       | アヤナ・シャハブ、ジェシカ・フェランダ、ジェニファー・ハンナ、シャニア・ジュニアナタ、シンタ・ナオミ、シンディ・ユフィア、高城亜樹、デフィ・キナル・プトゥリ、仲川遥香、ナビラ・ラトナ・アユ・アザリア、ノエラ・システリナ、ベビー・カエサラ・アナディラ、メロディー・ヌランダニ・ラクサニ、ラトゥ・フィエンニ・フィトゥリリア、レズキー・ウィランティ・ディク、ロナ・アングラエニ                                                       | 4thシングル「Manatsu no Sounds Good! - Musim Panas Sounds Good!」 | [ 注 8 ]  |
| 2014 | Gingham Check - English Version - | | AKB48「ギンガムチェック」 | 6thシングル「Gingham Check」 |           |
| 2014 | アヤナ・シャハブ、ガイダ・ファリシャ、ジェシカ・ファニア、ジェシカ・フェランダ、ジェニファー・ハンナ、シャニア・ジュニアナタ、シンディ・ユフィア、タリア、デフィ・キナル・プトゥリ、仲川遥香、ナビラ・ラトナ・アユ・アザリア、フィフィヨナ・アプリアニ、ベビー・カエサラ・アナディラ、メロディー・ヌランダニ・ラクサニ、ラトゥ・フィエンニ・フィトゥリリア、リカ・レヨナ                                                                 | アヤナ・シャハブ、ガイダ・ファリシャ、ジェシカ・ファニア、ジェシカ・フェランダ、ジェニファー・ハンナ、シャニア・ジュニアナタ、シンディ・ユフィア、タリア、デフィ・キナル・プトゥリ、仲川遥香、ナビラ・ラトナ・アユ・アザリア、フィフィヨナ・アプリアニ、ベビー・カエサラ・アナディラ、メロディー・ヌランダニ・ラクサニ、ラトゥ・フィエンニ・フィトゥリリア、リカ・レヨナ                                                                 | アヤナ・シャハブ、ガイダ・ファリシャ、ジェシカ・ファニア、ジェシカ・フェランダ、ジェニファー・ハンナ、シャニア・ジュニアナタ、シンディ・ユフィア、タリア、デフィ・キナル・プトゥリ、仲川遥香、ナビラ・ラトナ・アユ・アザリア、フィフィヨナ・アプリアニ、ベビー・カエサラ・アナディラ、メロディー・ヌランダニ・ラクサニ、ラトゥ・フィエンニ・フィトゥリリア、リカ・レヨナ                                                                 | 6thシングル「Gingham Check」 | [ 注 8 ]  |
| 2014 | Message on a Placard - | | AKB48「心のプラカード」 | 7thシングル「Papan Penanda Isi Hati - Message on a Placard」 |           |
| 2014 | ジェシカ・ファニア、ジェシカ・フェランダ、シャニア・ジュニアナタ、シンタ・ナオミ、シンディ・ユフィア、タリア、タリア・イファンカ・エリザベス、近野莉菜、デフィ・キナル・プトゥリ、仲川遥香、ナビラ・ラトナ・アユ・アザリア、ベビー・カエサラ・アナディラ、メロディー・ヌランダニ・ラクサニ、ラトゥ・フィエンニ・フィトゥリリア、リスカ・ファイルニッサ、レズキー・ウィランティ・ディク                                                   | ジェシカ・ファニア、ジェシカ・フェランダ、シャニア・ジュニアナタ、シンタ・ナオミ、シンディ・ユフィア、タリア、タリア・イファンカ・エリザベス、近野莉菜、デフィ・キナル・プトゥリ、仲川遥香、ナビラ・ラトナ・アユ・アザリア、ベビー・カエサラ・アナディラ、メロディー・ヌランダニ・ラクサニ、ラトゥ・フィエンニ・フィトゥリリア、リスカ・ファイルニッサ、レズキー・ウィランティ・ディク                                                   | ジェシカ・ファニア、ジェシカ・フェランダ、シャニア・ジュニアナタ、シンタ・ナオミ、シンディ・ユフィア、タリア、タリア・イファンカ・エリザベス、近野莉菜、デフィ・キナル・プトゥリ、仲川遥香、ナビラ・ラトナ・アユ・アザリア、ベビー・カエサラ・アナディラ、メロディー・ヌランダニ・ラクサニ、ラトゥ・フィエンニ・フィトゥリリア、リスカ・ファイルニッサ、レズキー・ウィランティ・ディク                                                   | 7thシングル「Papan Penanda Isi Hati - Message on a Placard」 | [ 注 22 ] |
| 2014 | The Wind is Blowing 〜 Angin Sedang Berhembus/Kaze wa Fuiteru (English Version) | | AKB48「風は吹いている」 | 8thシングル「Angin Sedang Berhembus 〜 The Wind is Blowing/Kaze wa Fuiteru」 |           |
| 2014 | アヤナ・シャハブ、ガイダ・ファリシャ、ジェシカ・フェランダ、シャニア・ジュニアナタ、シンタ・ナオミ、シンディ・ユフィア、タリア、近野莉菜、デフィ・キナル・プトゥリ、仲川遥香、ナビラ・ラトナ・アユ・アザリア、フィフィヨナ・アプリアニ、ベビー・カエサラ・アナディラ、メロディー・ヌランダニ・ラクサニ、ラトゥ・フィエンニ・フィトゥリリア、レズキー・ウィランティ・ディク                                                               | アヤナ・シャハブ、ガイダ・ファリシャ、ジェシカ・フェランダ、シャニア・ジュニアナタ、シンタ・ナオミ、シンディ・ユフィア、タリア、近野莉菜、デフィ・キナル・プトゥリ、仲川遥香、ナビラ・ラトナ・アユ・アザリア、フィフィヨナ・アプリアニ、ベビー・カエサラ・アナディラ、メロディー・ヌランダニ・ラクサニ、ラトゥ・フィエンニ・フィトゥリリア、レズキー・ウィランティ・ディク                                                               | アヤナ・シャハブ、ガイダ・ファリシャ、ジェシカ・フェランダ、シャニア・ジュニアナタ、シンタ・ナオミ、シンディ・ユフィア、タリア、近野莉菜、デフィ・キナル・プトゥリ、仲川遥香、ナビラ・ラトナ・アユ・アザリア、フィフィヨナ・アプリアニ、ベビー・カエサラ・アナディラ、メロディー・ヌランダニ・ラクサニ、ラトゥ・フィエンニ・フィトゥリリア、レズキー・ウィランティ・ディク                                                               | 8thシングル「Angin Sedang Berhembus 〜 The Wind is Blowing/Kaze wa Fuiteru」 | [ 注 9 ]  |
| 2015 | Pareo is your Emerald (English Version) | | SKE48「パレオはエメラルド」 | 9thシングル「Pareo adalah Emerald 〜 Pareo wa Emerald」 |           |
| 2015 | アンデラ・ユウォノ、ベビー・カエサラ・アナディラ、シンディ・ユフィア、デフィ・キナル・プトゥリ、仲川遥香、ジェニファー・ハンナ、ジェシカ・フェランダ、メロディー・ヌランダニ・ラクサニ、ミシェル・クリスト・クスナディ、ナビラ・ラトナ・アユ・アザリア、ラトゥ・フィエンニ・フィトゥリリア、レズキー・ウィランティ・ディク、ロナ・アンガラエニ、シャニア・ジュニアナタ、シンタ・ナオミ、タリア                                           | アンデラ・ユウォノ、ベビー・カエサラ・アナディラ、シンディ・ユフィア、デフィ・キナル・プトゥリ、仲川遥香、ジェニファー・ハンナ、ジェシカ・フェランダ、メロディー・ヌランダニ・ラクサニ、ミシェル・クリスト・クスナディ、ナビラ・ラトナ・アユ・アザリア、ラトゥ・フィエンニ・フィトゥリリア、レズキー・ウィランティ・ディク、ロナ・アンガラエニ、シャニア・ジュニアナタ、シンタ・ナオミ、タリア                                           | アンデラ・ユウォノ、ベビー・カエサラ・アナディラ、シンディ・ユフィア、デフィ・キナル・プトゥリ、仲川遥香、ジェニファー・ハンナ、ジェシカ・フェランダ、メロディー・ヌランダニ・ラクサニ、ミシェル・クリスト・クスナディ、ナビラ・ラトナ・アユ・アザリア、ラトゥ・フィエンニ・フィトゥリリア、レズキー・ウィランティ・ディク、ロナ・アンガラエニ、シャニア・ジュニアナタ、シンタ・ナオミ、タリア                                           | 9thシングル「Pareo adalah Emerald 〜 Pareo wa Emerald」 | [ 注 8 ]  |
| 2015 | Refrain Full of Hope - Refrain Penuh Harapan / Kibouteki Refrain | | AKB48「希望的リフレイン」 | 10thシングル「Refrain Penuh Harapan - Refrain Full of Hope / Kibouteki Refrain」 |           |
| 2015 | アンデラ・ユウォノ、アヤナ・シャハブ、ベビー・チャエサラ・アナディラ、シンディ・ユフィア、デフィ・キナル・プトゥリ、ガブリエラ・マルガレット・ワラオー、ガイダ・ファリシャ、仲川遥香、ジェシカ・フェランダ、メロディー・ヌランダニ・ラクサニ、ナビラ・ラトナ・アユ・アザリア、プリシリア・サリ・デウィ、ラトゥ・フィエンニ・フィトゥリリア、リスカ・ファイルニッサ、センディ・アリアニ、シャニア・ジュニアナタ                           | アンデラ・ユウォノ、アヤナ・シャハブ、ベビー・チャエサラ・アナディラ、シンディ・ユフィア、デフィ・キナル・プトゥリ、ガブリエラ・マルガレット・ワラオー、ガイダ・ファリシャ、仲川遥香、ジェシカ・フェランダ、メロディー・ヌランダニ・ラクサニ、ナビラ・ラトナ・アユ・アザリア、プリシリア・サリ・デウィ、ラトゥ・フィエンニ・フィトゥリリア、リスカ・ファイルニッサ、センディ・アリアニ、シャニア・ジュニアナタ                           | アンデラ・ユウォノ、アヤナ・シャハブ、ベビー・チャエサラ・アナディラ、シンディ・ユフィア、デフィ・キナル・プトゥリ、ガブリエラ・マルガレット・ワラオー、ガイダ・ファリシャ、仲川遥香、ジェシカ・フェランダ、メロディー・ヌランダニ・ラクサニ、ナビラ・ラトナ・アユ・アザリア、プリシリア・サリ・デウィ、ラトゥ・フィエンニ・フィトゥリリア、リスカ・ファイルニッサ、センディ・アリアニ、シャニア・ジュニアナタ                           | 10thシングル「Refrain Penuh Harapan - Refrain Full of Hope / Kibouteki Refrain」 | [ 注 20 ] |
| 2015 | Halloween Night (English Version) | | AKB48「ハロウィン・ナイト」 | 11thシングル「Halloween Night」 |           |
| 2015 | アヤナ・シャハブ、ベビー・チャエサラ・アナディラ、イレィン・ハルタント、ガイダ・ファリシャ、ジェシカ・フェランダ、メロディー・ヌランダニ・ラクサニ、ナビラ・ラトナ・アユ・アザリア、シャニア・ジュニアナタ、シンディ・ユフィア、デフィ・キナル・プトゥリ、リディア・マウリダ・ジュハンダル、プリシリア・サリ・デウィ、ラトゥ・フィエンニ・フィトゥリリア、フィフィヨナ・アプリアニ、仲川遥香、ミシェル・クリスト・クスナディ             | アヤナ・シャハブ、ベビー・チャエサラ・アナディラ、イレィン・ハルタント、ガイダ・ファリシャ、ジェシカ・フェランダ、メロディー・ヌランダニ・ラクサニ、ナビラ・ラトナ・アユ・アザリア、シャニア・ジュニアナタ、シンディ・ユフィア、デフィ・キナル・プトゥリ、リディア・マウリダ・ジュハンダル、プリシリア・サリ・デウィ、ラトゥ・フィエンニ・フィトゥリリア、フィフィヨナ・アプリアニ、仲川遥香、ミシェル・クリスト・クスナディ             | アヤナ・シャハブ、ベビー・チャエサラ・アナディラ、イレィン・ハルタント、ガイダ・ファリシャ、ジェシカ・フェランダ、メロディー・ヌランダニ・ラクサニ、ナビラ・ラトナ・アユ・アザリア、シャニア・ジュニアナタ、シンディ・ユフィア、デフィ・キナル・プトゥリ、リディア・マウリダ・ジュハンダル、プリシリア・サリ・デウィ、ラトゥ・フィエンニ・フィトゥリリア、フィフィヨナ・アプリアニ、仲川遥香、ミシェル・クリスト・クスナディ             | 11thシングル「Halloween Night」 | [ 注 20 ] |
| 2016 | Beginner –English version- | | AKB48「Beginner」 | 12thシングル「Beginner」 |           |
| 2016 | アヤナ・シャハブ、イレィン・ハルタント、ジェシカ・ファニア、ジェシカ・フェランダ、メロディー・ヌランダニ・ラクサニ、ナビラ・ラトナ・アユ・アザリア、シャニア・ジュニアナタ、シンディ・ユフィア、デフィ・キナル・プトゥリ、ジェニファー・ハンナ、リディア・マウリダ・ジュハンダル、ラトゥ・フィエンニ・フィトゥリリア、フィフィヨナ・アプリアニ、仲川遥香、ミシェル・クリスト・クスナディ、シャニ・インディラ・ナティオ                   | アヤナ・シャハブ、イレィン・ハルタント、ジェシカ・ファニア、ジェシカ・フェランダ、メロディー・ヌランダニ・ラクサニ、ナビラ・ラトナ・アユ・アザリア、シャニア・ジュニアナタ、シンディ・ユフィア、デフィ・キナル・プトゥリ、ジェニファー・ハンナ、リディア・マウリダ・ジュハンダル、ラトゥ・フィエンニ・フィトゥリリア、フィフィヨナ・アプリアニ、仲川遥香、ミシェル・クリスト・クスナディ、シャニ・インディラ・ナティオ                   | アヤナ・シャハブ、イレィン・ハルタント、ジェシカ・ファニア、ジェシカ・フェランダ、メロディー・ヌランダニ・ラクサニ、ナビラ・ラトナ・アユ・アザリア、シャニア・ジュニアナタ、シンディ・ユフィア、デフィ・キナル・プトゥリ、ジェニファー・ハンナ、リディア・マウリダ・ジュハンダル、ラトゥ・フィエンニ・フィトゥリリア、フィフィヨナ・アプリアニ、仲川遥香、ミシェル・クリスト・クスナディ、シャニ・インディラ・ナティオ                   | 12thシングル「Beginner」 | [ 注 8 ]  |
| 2016 | Hanya Lihat ke Depan -Always Looking Straight Ahead- (English Version) | | AKB48「前しか向かねえ」 | 13thシングル「Mae Shika Mukanee - Hanya Lihat Depan」 |           |
| 2016 | ガイダ・ファリシャ、ガブリエラ・マルガレット・ワラオー、ジェシカ・フェランダ、シャニア・グラシア、シャニア・ジュニアナタ、シンディ・ユフィア、タリア・イファンカ・エリザベス、近野莉菜、デナ・シティ・ロヒャティ、デフィ・キナル・プトゥリ、ドゥイ・プトゥリ・ボニタ、仲川遥香、ナビラ・ラトナ・アユ・アザリア、プリシリア・サリ・デウィ、ミシェル・クリスト・クスナディ、メロディー・ヌランダニ・ラクサニ                               | ガイダ・ファリシャ、ガブリエラ・マルガレット・ワラオー、ジェシカ・フェランダ、シャニア・グラシア、シャニア・ジュニアナタ、シンディ・ユフィア、タリア・イファンカ・エリザベス、近野莉菜、デナ・シティ・ロヒャティ、デフィ・キナル・プトゥリ、ドゥイ・プトゥリ・ボニタ、仲川遥香、ナビラ・ラトナ・アユ・アザリア、プリシリア・サリ・デウィ、ミシェル・クリスト・クスナディ、メロディー・ヌランダニ・ラクサニ                               | ガイダ・ファリシャ、ガブリエラ・マルガレット・ワラオー、ジェシカ・フェランダ、シャニア・グラシア、シャニア・ジュニアナタ、シンディ・ユフィア、タリア・イファンカ・エリザベス、近野莉菜、デナ・シティ・ロヒャティ、デフィ・キナル・プトゥリ、ドゥイ・プトゥリ・ボニタ、仲川遥香、ナビラ・ラトナ・アユ・アザリア、プリシリア・サリ・デウィ、ミシェル・クリスト・クスナディ、メロディー・ヌランダニ・ラクサニ                               | 13thシングル「Mae Shika Mukanee - Hanya Lihat Depan」 | [ 注 20 ] |
| 2016 | LOVE TRIP (English Version) | | AKB48「LOVE TRIP」 | 14thシングル「LOVE TRIP」 |           |
| 2016 | アドリアニ・エリサベス、アリシア・チャンジア、ガブリエラ・マルガレット・ワラオー、ジェシカ・ファニア、ジェニファー・ラヘル・ナタシャ、シンカ・ジュリアニ、センディ・アリアニ、タリア・イファンカ・エリサベス、デフィ・キナル・プトゥリ、仲川遥香、ナディファ・サルサビラ、ニ・マデ・アユ・ファニア・アウレリア、フィフィヨナ・アプリアニ、フェニ・フィトゥリヤンティ、ヤンセン・インディアニ、リスカ・ファイルニッサ                     | アドリアニ・エリサベス、アリシア・チャンジア、ガブリエラ・マルガレット・ワラオー、ジェシカ・ファニア、ジェニファー・ラヘル・ナタシャ、シンカ・ジュリアニ、センディ・アリアニ、タリア・イファンカ・エリサベス、デフィ・キナル・プトゥリ、仲川遥香、ナディファ・サルサビラ、ニ・マデ・アユ・ファニア・アウレリア、フィフィヨナ・アプリアニ、フェニ・フィトゥリヤンティ、ヤンセン・インディアニ、リスカ・ファイルニッサ                     | アドリアニ・エリサベス、アリシア・チャンジア、ガブリエラ・マルガレット・ワラオー、ジェシカ・ファニア、ジェニファー・ラヘル・ナタシャ、シンカ・ジュリアニ、センディ・アリアニ、タリア・イファンカ・エリサベス、デフィ・キナル・プトゥリ、仲川遥香、ナディファ・サルサビラ、ニ・マデ・アユ・ファニア・アウレリア、フィフィヨナ・アプリアニ、フェニ・フィトゥリヤンティ、ヤンセン・インディアニ、リスカ・ファイルニッサ                     | 14thシングル「LOVE TRIP」 | [ 注 32 ] |
| 2016 | Luar Biasa - Saikou Kayo (English Version) | | HKT48「最高かよ」 | 15thシングル「Luar Biasa - Saikou Kayo」 |           |
| 2016 | アディスティ・ザラ、アヤナ・シャハブ、ジェシカ・フェランダ、シャニ・インディラ・ナティオ、シャニア・ジュニアナタ、シンディ・ユフィア、近野莉菜、デフィ・キナル・プトゥリ、仲川遥香、ナビラ・ラトナ・アユ・アザリア、ヌルハヤティ、ベビー・チャエサラ・アナディラ、マデ・デヴィ・ラニタ・ニンタラ、ミシェル・クリスト・クスナディ、メロディー・ヌランダニ・ラクサニ、ラトゥ・フィエンニ・フィトゥリリア                                   | アディスティ・ザラ、アヤナ・シャハブ、ジェシカ・フェランダ、シャニ・インディラ・ナティオ、シャニア・ジュニアナタ、シンディ・ユフィア、近野莉菜、デフィ・キナル・プトゥリ、仲川遥香、ナビラ・ラトナ・アユ・アザリア、ヌルハヤティ、ベビー・チャエサラ・アナディラ、マデ・デヴィ・ラニタ・ニンタラ、ミシェル・クリスト・クスナディ、メロディー・ヌランダニ・ラクサニ、ラトゥ・フィエンニ・フィトゥリリア                                   | アディスティ・ザラ、アヤナ・シャハブ、ジェシカ・フェランダ、シャニ・インディラ・ナティオ、シャニア・ジュニアナタ、シンディ・ユフィア、近野莉菜、デフィ・キナル・プトゥリ、仲川遥香、ナビラ・ラトナ・アユ・アザリア、ヌルハヤティ、ベビー・チャエサラ・アナディラ、マデ・デヴィ・ラニタ・ニンタラ、ミシェル・クリスト・クスナディ、メロディー・ヌランダニ・ラクサニ、ラトゥ・フィエンニ・フィトゥリリア                                   | 15thシングル「Luar Biasa - Saikou Kayo」 | [ 注 14 ] |
| 2017 | So Long (English Version) | | AKB48「So long !」 | 16thシングル「So Long!」 |           |
| 2017 | アディスティ・ザラ、アヤナ・シャハブ、ジェシカ・フェランダ、シャニ・インディラ・ナティオ、シャニア・ジュニアナタ、シンディ・ユフィア、タリア・イファンカ・エリザベス、近野莉菜、デフィ・キナル・プトゥリ、ナビラ・ラトナ・アユ・アザリア、ヌルハヤティ、ベビー・チャエサラ・アナディラ、マデ・デヴィ・ラニタ・ニンタラ、ミシェル・クリスト・クスナディ、メロディー・ヌランダニ・ラクサニ、ラトゥ・フィエンニ・フィトゥリリア             | アディスティ・ザラ、アヤナ・シャハブ、ジェシカ・フェランダ、シャニ・インディラ・ナティオ、シャニア・ジュニアナタ、シンディ・ユフィア、タリア・イファンカ・エリザベス、近野莉菜、デフィ・キナル・プトゥリ、ナビラ・ラトナ・アユ・アザリア、ヌルハヤティ、ベビー・チャエサラ・アナディラ、マデ・デヴィ・ラニタ・ニンタラ、ミシェル・クリスト・クスナディ、メロディー・ヌランダニ・ラクサニ、ラトゥ・フィエンニ・フィトゥリリア             | アディスティ・ザラ、アヤナ・シャハブ、ジェシカ・フェランダ、シャニ・インディラ・ナティオ、シャニア・ジュニアナタ、シンディ・ユフィア、タリア・イファンカ・エリザベス、近野莉菜、デフィ・キナル・プトゥリ、ナビラ・ラトナ・アユ・アザリア、ヌルハヤティ、ベビー・チャエサラ・アナディラ、マデ・デヴィ・ラニタ・ニンタラ、ミシェル・クリスト・クスナディ、メロディー・ヌランダニ・ラクサニ、ラトゥ・フィエンニ・フィトゥリリア             | 16thシングル「So Long!」 | [ 注 20 ] |
| 2017 | Indahnya Senyum Manismu dst. -English Version- | | AKB48「鈴懸の木の道で「君の微笑みを夢に見る」と言ってしまったら僕たちの関係はどう変わってしまうのか、僕なりに何日か考えた上でのやや気恥ずかしい結論のようなもの」 | 17thシングル「Kesimpulan yang Sedikit Membuatku Malu setelah Beberapa Hari Berpikir akan Berubah Seperti Apakah Hubungan Kita jika di Jalan Penuh Pohon Rindang Kukatakan "Indahnya Senyum Manismu dalam Mimpiku"」 |           |
| 2017 | アニンディタ・ラーマ・チャヒャディ、アヤナ・シャハブ、サクティア・オクタピアニ、シャニ・インディラ・ナティオ、シャニア・グラシア、シャニア・ジュニアナタ、シンディ・ユフィア、近野莉菜、デフィ・キナル・プトゥリ、ナビラ・ラトナ・アユ・アザリア、フリスカ・アナスタシア・ラクサニ、ベビー・チャエサラ・アナディラ、マデ・デヴィ・ラニタ・ニンタラ、ミシェル・クリスト・クスナディ、メロディー・ヌランダニ・ラクサニ、ロナ・アングラエニ | アニンディタ・ラーマ・チャヒャディ、アヤナ・シャハブ、サクティア・オクタピアニ、シャニ・インディラ・ナティオ、シャニア・グラシア、シャニア・ジュニアナタ、シンディ・ユフィア、近野莉菜、デフィ・キナル・プトゥリ、ナビラ・ラトナ・アユ・アザリア、フリスカ・アナスタシア・ラクサニ、ベビー・チャエサラ・アナディラ、マデ・デヴィ・ラニタ・ニンタラ、ミシェル・クリスト・クスナディ、メロディー・ヌランダニ・ラクサニ、ロナ・アングラエニ | アニンディタ・ラーマ・チャヒャディ、アヤナ・シャハブ、サクティア・オクタピアニ、シャニ・インディラ・ナティオ、シャニア・グラシア、シャニア・ジュニアナタ、シンディ・ユフィア、近野莉菜、デフィ・キナル・プトゥリ、ナビラ・ラトナ・アユ・アザリア、フリスカ・アナスタシア・ラクサニ、ベビー・チャエサラ・アナディラ、マデ・デヴィ・ラニタ・ニンタラ、ミシェル・クリスト・クスナディ、メロディー・ヌランダニ・ラクサニ、ロナ・アングラエニ | 17thシングル「Kesimpulan yang Sedikit Membuatku Malu setelah Beberapa Hari Berpikir akan Berubah Seperti Apakah Hubungan Kita jika di Jalan Penuh Pohon Rindang Kukatakan "Indahnya Senyum Manismu dalam Mimpiku"」 | [ 注 35 ] |

### アコースティックバージョン
| 年   | 楽曲名                     | 名義 | 原曲                                                      | 収録・披露                                        | 備考 |
| ---- | -------------------------- | ---- | --------------------------------------------------------- | ------------------------------------------------- | ---- |
| 2014 | Kimi Ga Hoshi ni Naru Made |      | JKT48「Kimi Ga Hoshi ni Naru Made」/ 「君が星になるまで」 | JKT48 Team KIII 1st Anniversary Concertにて披露。 |      |

## 未音源化
| 年   | 楽曲名                                                                     | 名義                             | 原曲                                                     | 収録 | 脚注 |
| ---- | -------------------------------------------------------------------------- | -------------------------------- | -------------------------------------------------------- | ---- | ---- |
| 2012 | Kitagawa Kenji                                                             |                                  | NMB48「北川謙二」                                        |      |      |
| 2013 | JKT48                                                                      |                                  | AKB48「AKB48」                                           |      |      |
| 2013 | Tenohira ga Kataru Koto (Perkataan Telapak Tangan)                         |                                  | AKB48「掌が語ること」                                    |      |      |
| 2014 | Aozora Kataomoi (Langit Biru Cinta Searah)                                 |                                  | SKE48「青空片想い」                                      |      |      |
| 2014 | Party ga Hajimaruyo (Party Akan Dimulai)                                   |                                  | AKB48チームA「PARTYが始まるよ」                          |      |      |
| 2014 | Classmate                                                                  |                                  | AKB48チームA「クラスメイト」                             |      |      |
| 2014 | Kimi Dake ni Chu! Chu! Chu! (Hanya Padamu Chu! Chu! Chu!)                  | 4 Gulali                         | てんとうむChu!「君だけにChu! Chu! Chu!」                 |      |      |
| 2014 | Jibun Rashisa (Jadi Diri Sendiri)                                          | 4 Gulali                         | AKB48「自分らしさ」                                      |      |      |
| 2014 | Nakinagara Hohoende (Tersenyum Sambil Menangis)                            | ロナ・アングラエニ               | AKB48チームK（大島優子）「泣きながら微笑んで」           |      |      |
| 2014 | Oteage Rarabai (Nyanyian Tidur Yang Sia-Sia)                               | メロディー・ヌランダニ・ラクサニ | AKB48 チームサプライズ（高橋みなみ）「お手上げララバイ」 |      |      |
| 2015 | Tobenai Agehachou (Kupu-Kupu yang Tak Dapat Terbang)                       |                                  | AKB48「飛べないアゲハチョウ」                            |      |      |
| 2015 | Ue Kara Melody (Dari Atas Melody)                                          |                                  | AKB48「上からマリコ」                                    |      |      |
| 2015 | Scandalous ni ikou (Ayo Penuh Skandal)                                     |                                  | AKB48「スキャンダラスに行こう!」                         |      |      |
| 2015 | Futari wa Dekiteru (Kita Berdua Jadian)                                    |                                  | AKB48「2人はデキテル」                                   |      |      |
| 2015 | Kataomoi no Karaage (Cinta yang Tak Terbalas)                              | 4 Gulali                         | HKT48「片思いの唐揚げ」                                  |      |      |
| 2015 | Aisatsu kara Hajimeyou (Mari Kita Mulai Dari Ucapan)                       | 4 Gulali                         | AKB48「挨拶から始めよう」                                |      |      |
| 2015 | Bibir dari Plastik -Plastic no Kuchibiru-                                  | ジェシカ・フェランダ             | 篠田麻里子「プラスティックの唇」                         |      |      |
| 2015 | Incarlah Center -Ougon Center-                                             |                                  | AKB48「黄金センター」                                    |      |      |
| 2015 | Anata to Christmas Eve (Malam Natal Bersamamu)                             |                                  | AKB48チームA「あなたとクリスマスイブ」                   |      |      |
| 2015 | Dash Cinta Pertama Hatsukoi Dash                                           | 4 Gulali                         | 渡り廊下走り隊「初恋ダッシュ」                           |      |      |
| 2017 | Valentine Day Kiss                                                         | 4 Gulali                         | 渡り廊下走り隊7「バレンタイン・キッス」                  |      |      |
| 2018 | Keberadaan Cinta (Ai no Sonzai)                                            |                                  | AKB48「愛の存在」                                        |      |      |
| 2019 | Di Antara Kekuatan dan Kelemahan (Tsuyosa to Yowasa no Aida de)            |                                  | AKB48「強さと弱さの間で」                                |      |      |
| 2022 | Must be now                                                                |                                  | NMB48「Must be now」                                     |      |      |
| 2022 | Apa yang Gadis Perbuat dimusim Panas? (Shoujo wa Manatsu ni Nani wo Suru?) |                                  | SKE48「少女は真夏に何をする?」                           |      |      |
| 2022 | Banzai Venus                                                               |                                  | SKE48「バンザイVenus」                                   |      |      |
| 2023 | Ingatan Kosmos - Cosmos no Kioku                                           |                                  | SKE48「コスモスの記憶」                                  |      |      |
| 2024 | Sugar Rush                                                                 |                                  | AKB48「Sugar Rush」                                      |      |      |